# Tramway
Pour les articles homonymes, voir Tramway (homonymie).
 (mai 2010).
Si vous disposez d'ouvrages ou d'articles de référence ou si vous connaissez des sites web de qualité traitant du thème abordé ici, merci de compléter l'article en donnant les références utiles à sa vérifiabilité et en les liant à la section « Notes et références ».

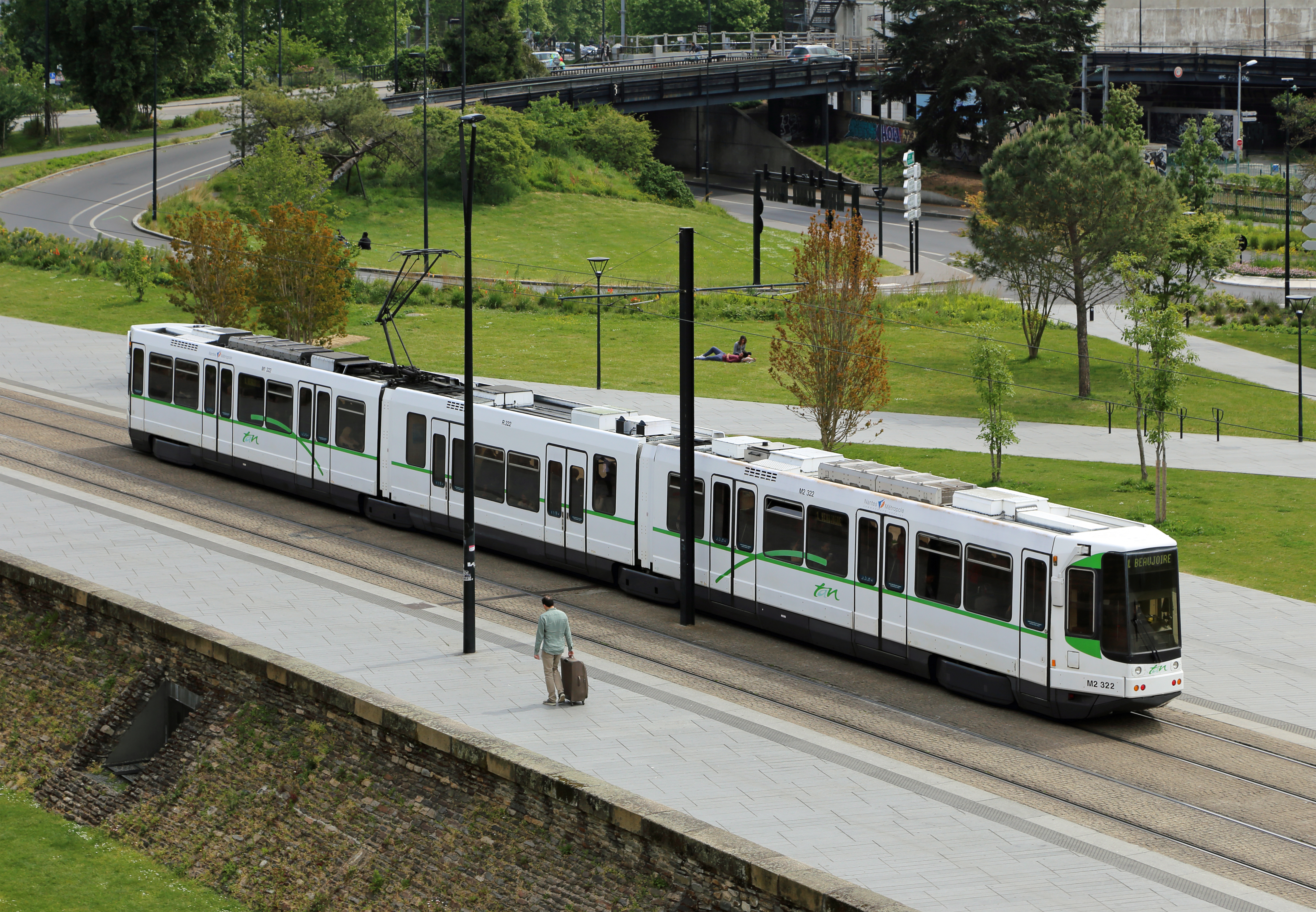
Le tramway de Nantes.

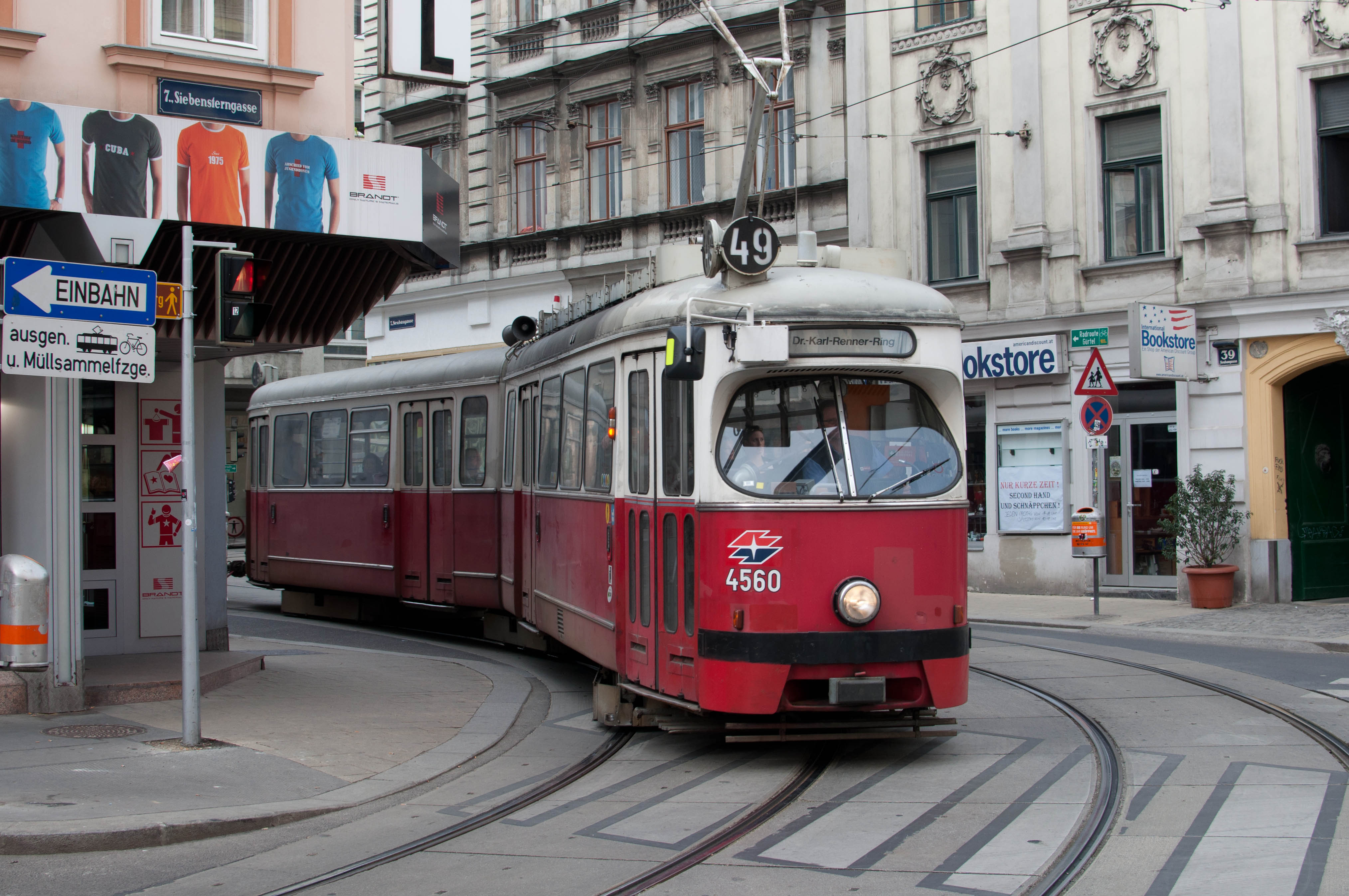
Le tramway de Vienne.

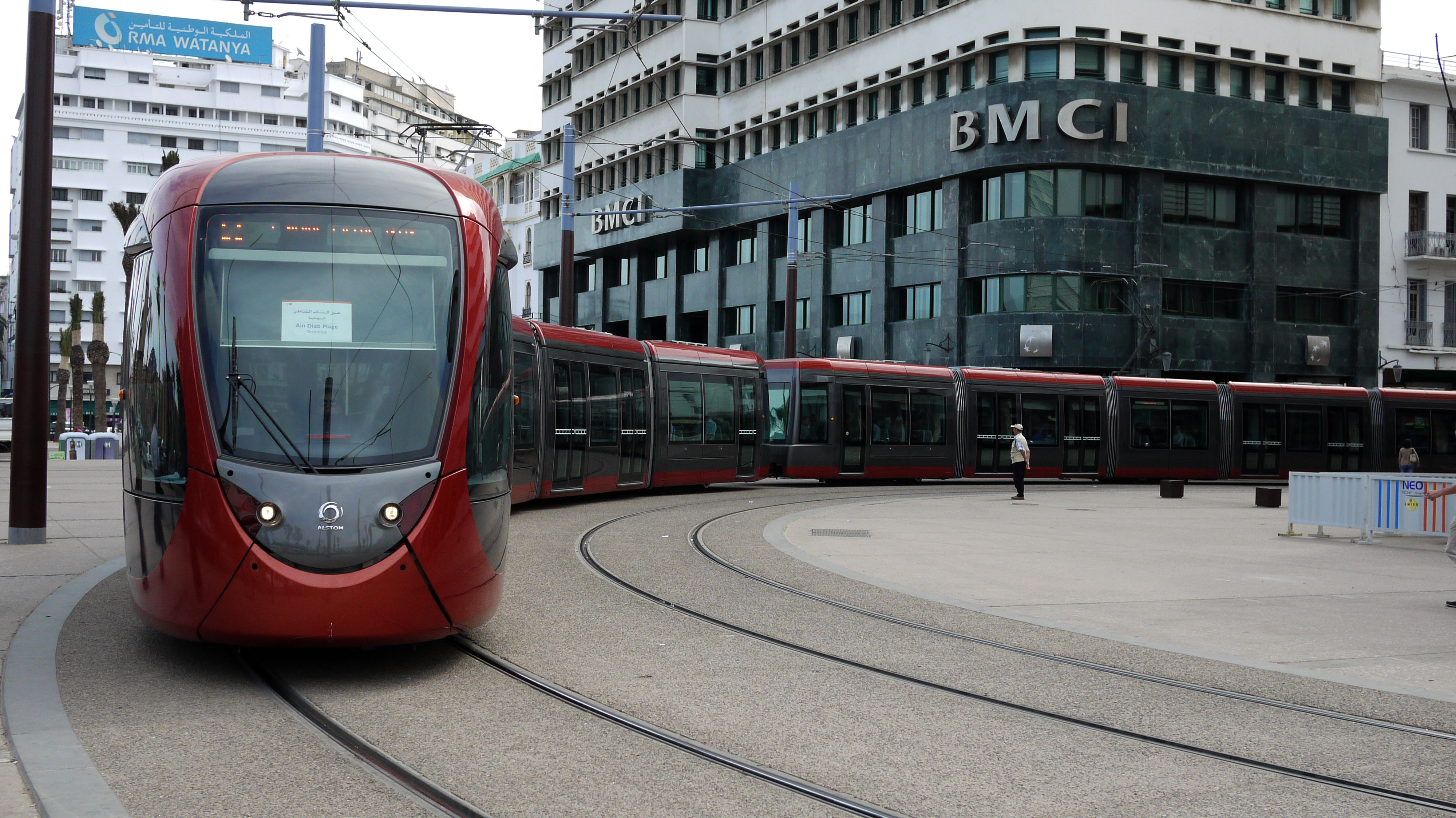
Le tramway de Casablanca.

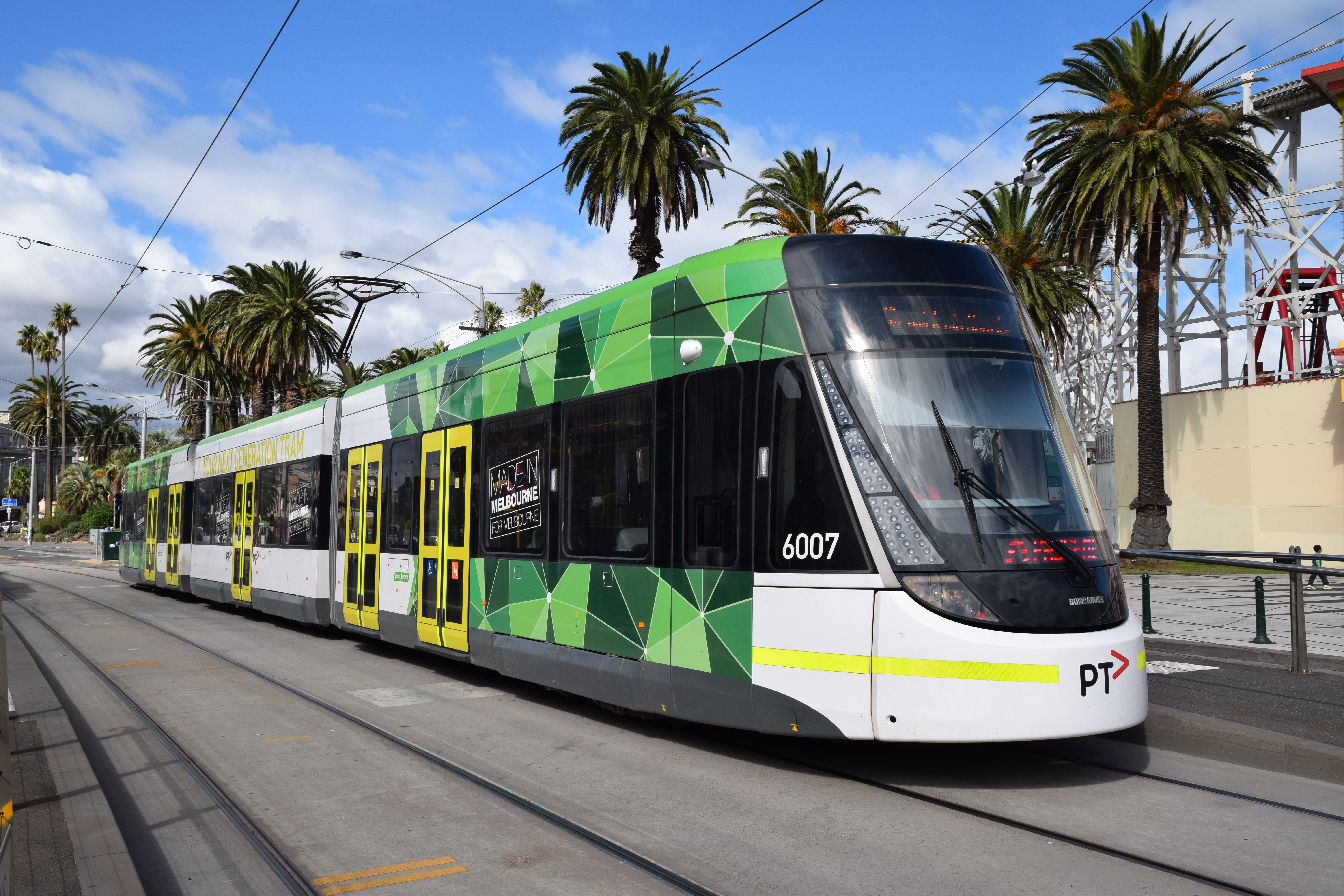
Le tramway de Melbourne.

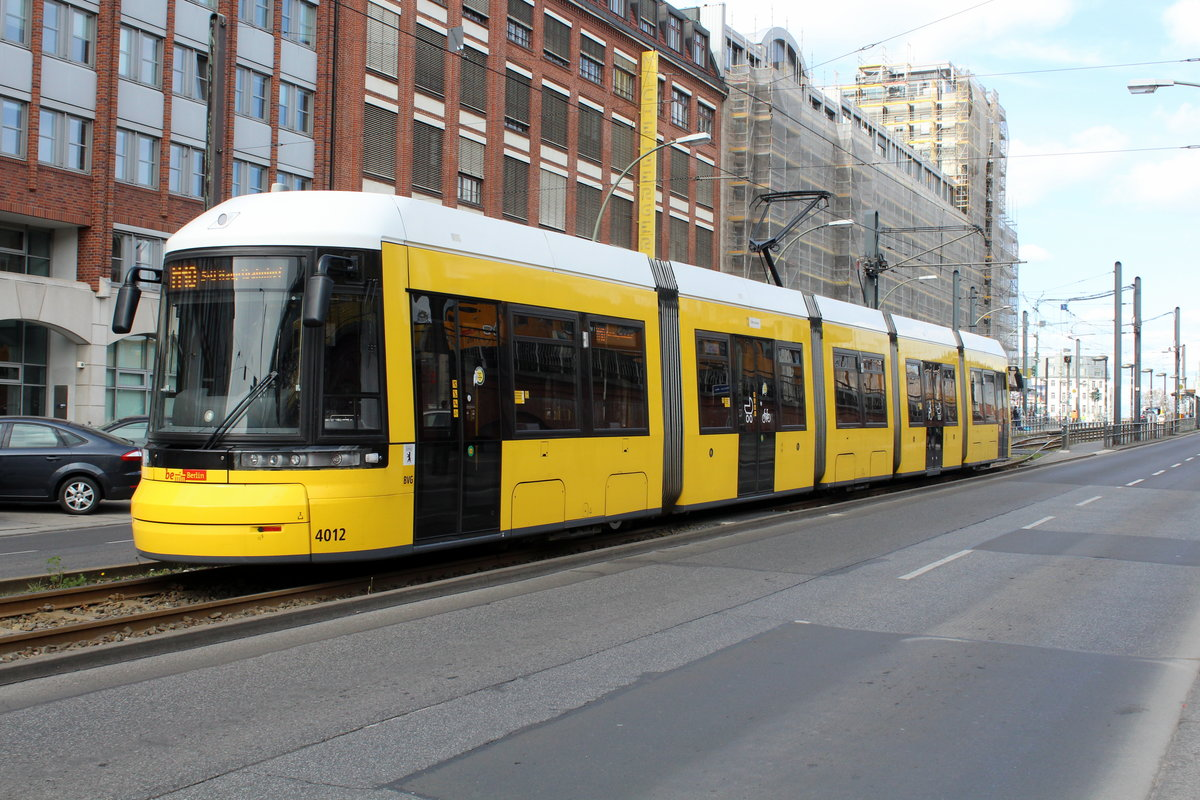
Le tramway de Berlin.

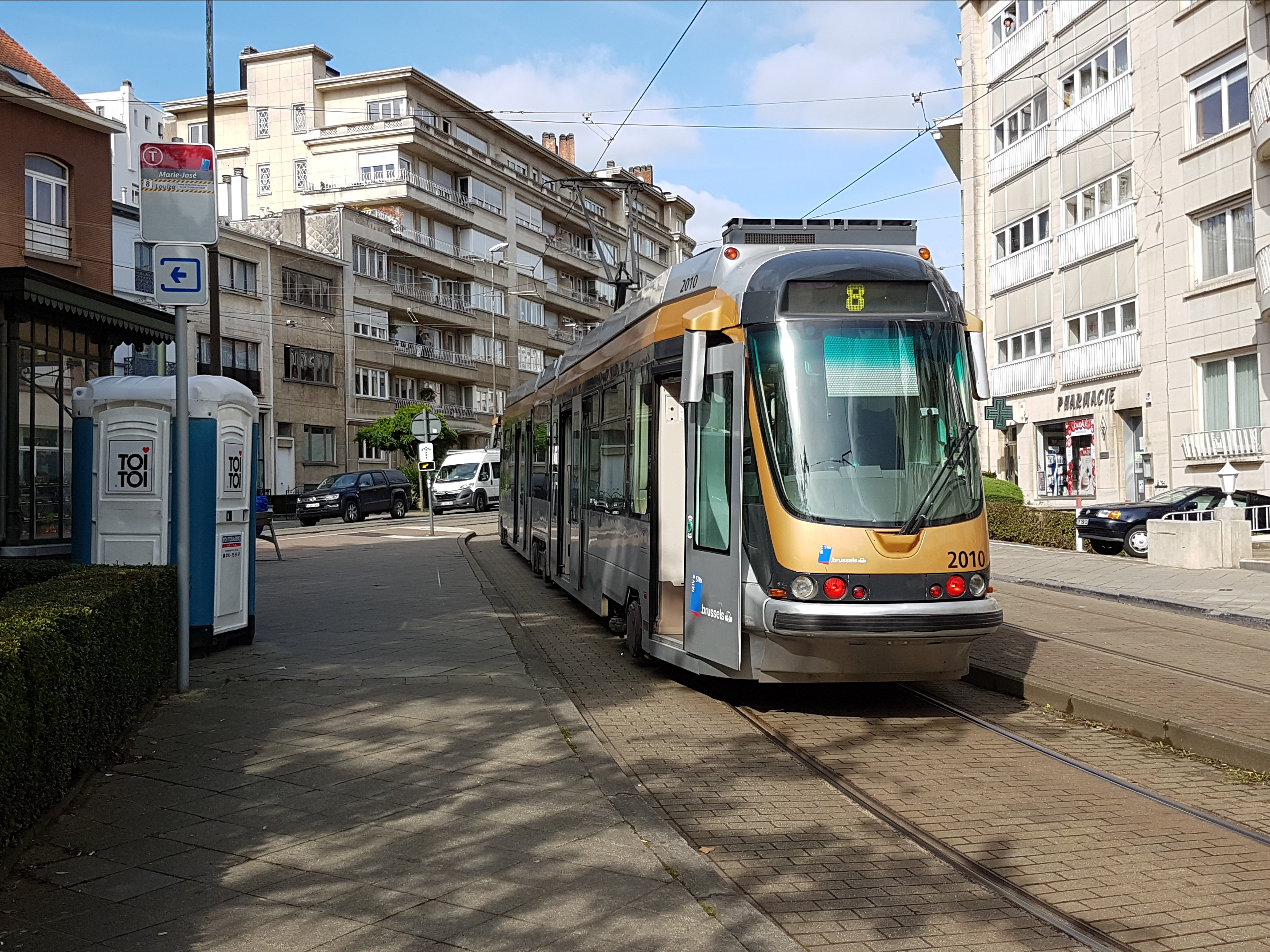
Le tramway de Bruxelles.

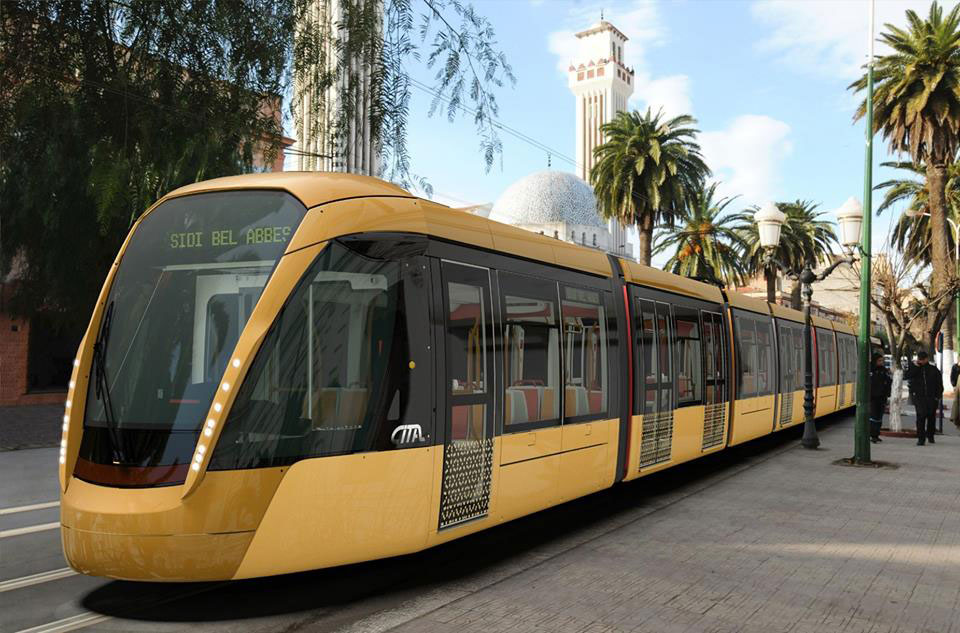
Le tramway de Sidi Bel Abbès.

Le tramway (/tʁam.wɛ/) (mot couramment apocopé en tram) est une forme de transport en commun urbain ou interurbain à roues en acier circulant sur des voies ferrées équipées de rails. Il est soit implanté en site propre, soit encastré à l'aide de rails à gorge dans la voirie routière.
Développé au XIXe siècle, initialement à traction hippomobile, le réseau de tramway se développe fortement quand apparaît la traction à vapeur et surtout la traction électrique. Les réseaux de tramways se développent alors sur tous les continents et constituent le maillon principal des transports en commun urbains.
Pendant l'entre-deux-guerres, la concurrence accrue des transports à moteur thermique pèse sur le tramway et réduit son rôle. Les autobus leur prennent une part de marché notable, mais c'est surtout la croissance de la voiture individuelle qui se fait au détriment des tramways, parfois directement, comme aux États-Unis, du fait d'une pression forte du lobby automobile visant à démanteler les réseaux de tramways.
À partir des années 1980, le tramway connaît, d'abord principalement en Europe, un renouveau. Il constitue, en effet, s'il est en site propre, une alternative à l'automobile en termes de temps de trajets, tout en transportant plus de passagers qu'un bus et coûtant moins cher qu'un métro.

## Étymologie et définition

### Étymologie
Le mot d’origine anglaise « tramway » provient de la combinaison tram-way composée de tram, « rail plat », et way signifiant « voie ». Le terme « tramway » désigne donc une voie ferrée. Les véhicules qui y circulent, par extension, sont aussi couramment appelés tramways.
Une interprétation éponyme fait remonter le mot « tram » à un emprunt, au nom de l'inventeur anglais Benjamin Outram, et ce moyen de transport utilisé dans les mines aurait été à partir de cette époque appelé Outram-roads ou Outram-ways.

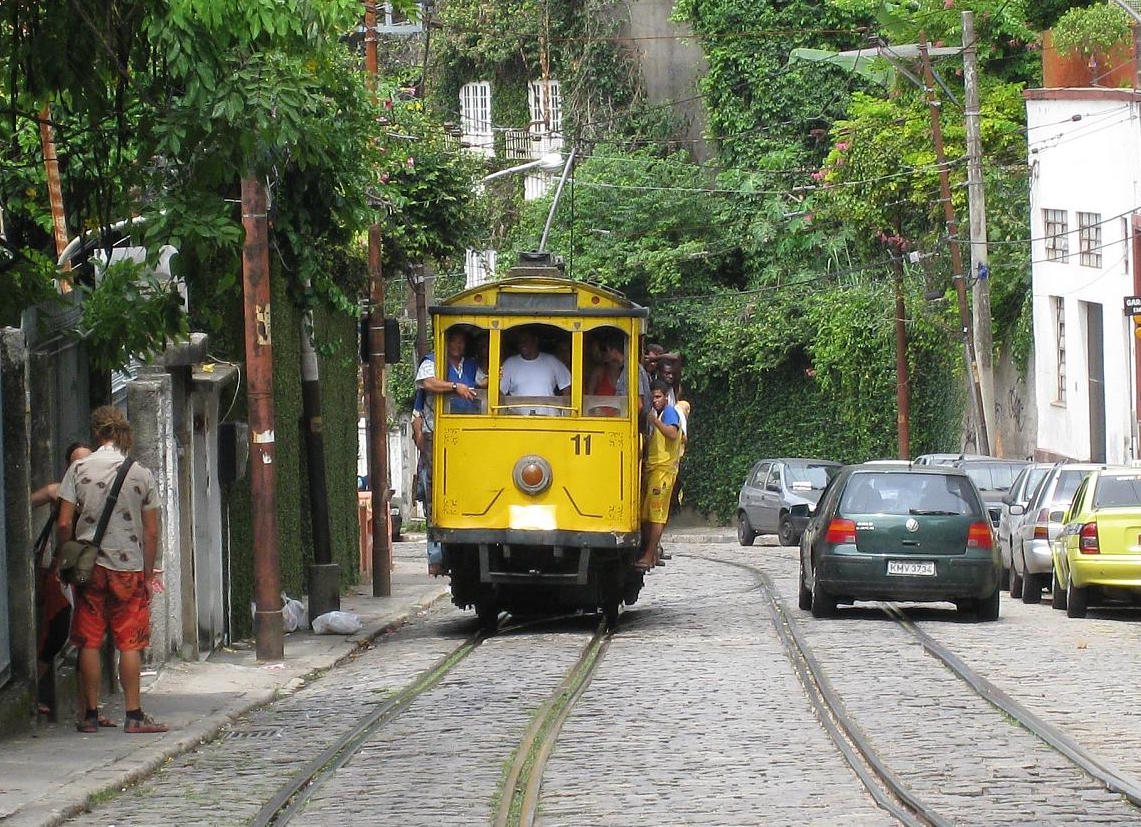
Le célèbre tramway de Santa Teresa à Rio de Janeiro en 2008.

L'origine étymologique du mot « tram » n'est pas clairement définie. Il s'agirait d'un mot issu d'une culture germanique ancienne, de la région de la Mer du Nord. Le mot apparaît en langage flamand vers 1510, désignant la poutre ou arbre d'une brouette, d'un traîneau, ou encore d'un camion (à cette époque chariots, notamment ceux utilisés dans les mines de charbon), ainsi que dans le vieil écossais de la même époque avec le mot tram, trahame, tramme, désignant également une poutre ou pièce maîtresse d'un navire, d'un chariot, ou d'un traîneau,.
Au Québec, le conducteur d’un tramway était appelé garde-moteur. En France, le terme wattman est tombé en désuétude, au contraire de ce qui s'est passé en Suisse romande. À Bruxelles, l'inscription « Ne pas parler au wattman » figurant il y a quelques décennies à l'avant des trams est aujourd'hui remplacée par un pictogramme. L’appellation « traminot » (par analogie avec cheminot pour les membres du personnel roulant des chemins de fer) est également employée.
Il existe deux types de trams :

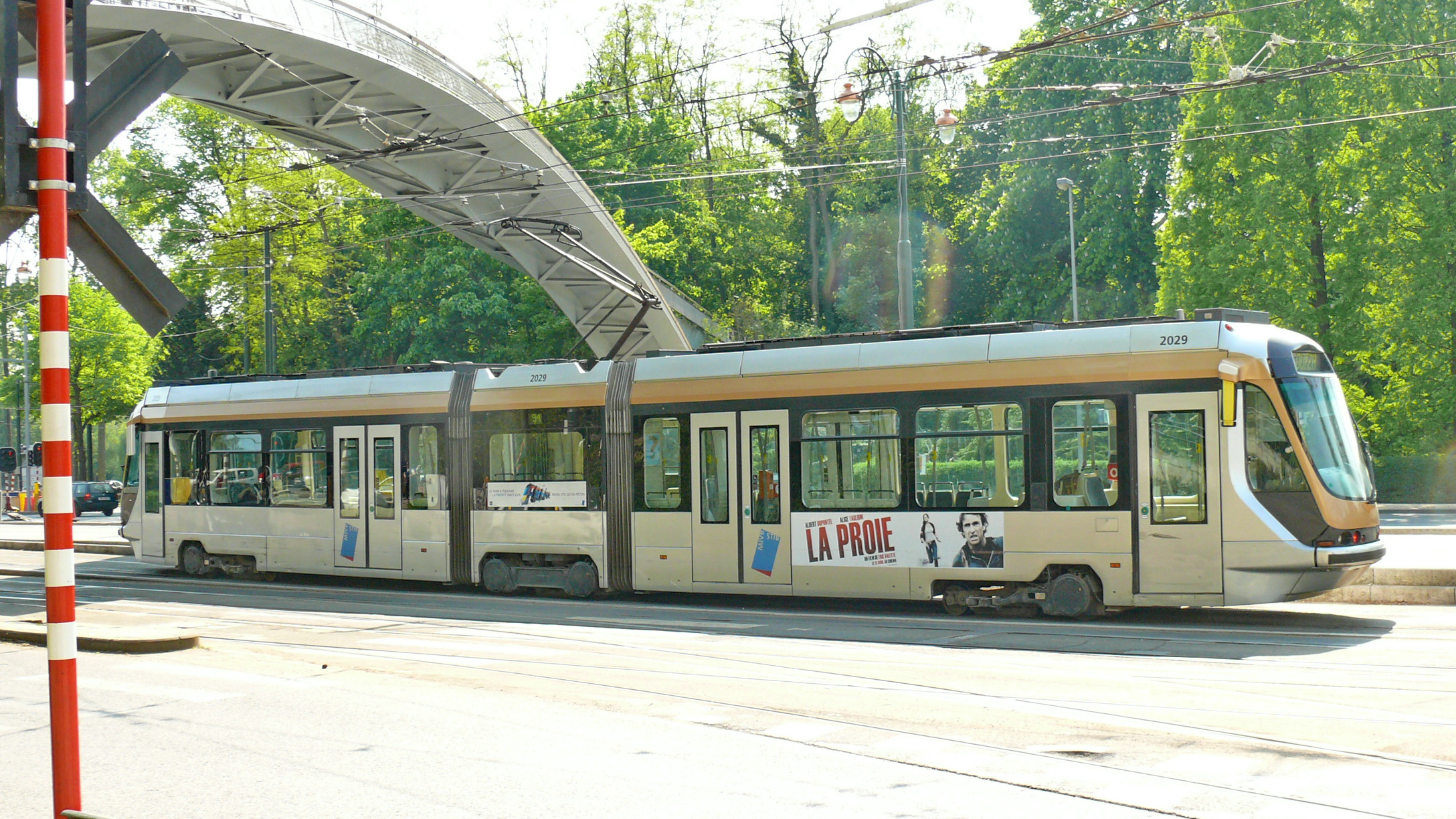
Un tram à compartiment-support court (les boggies-bissels avant et arrière pivotent)

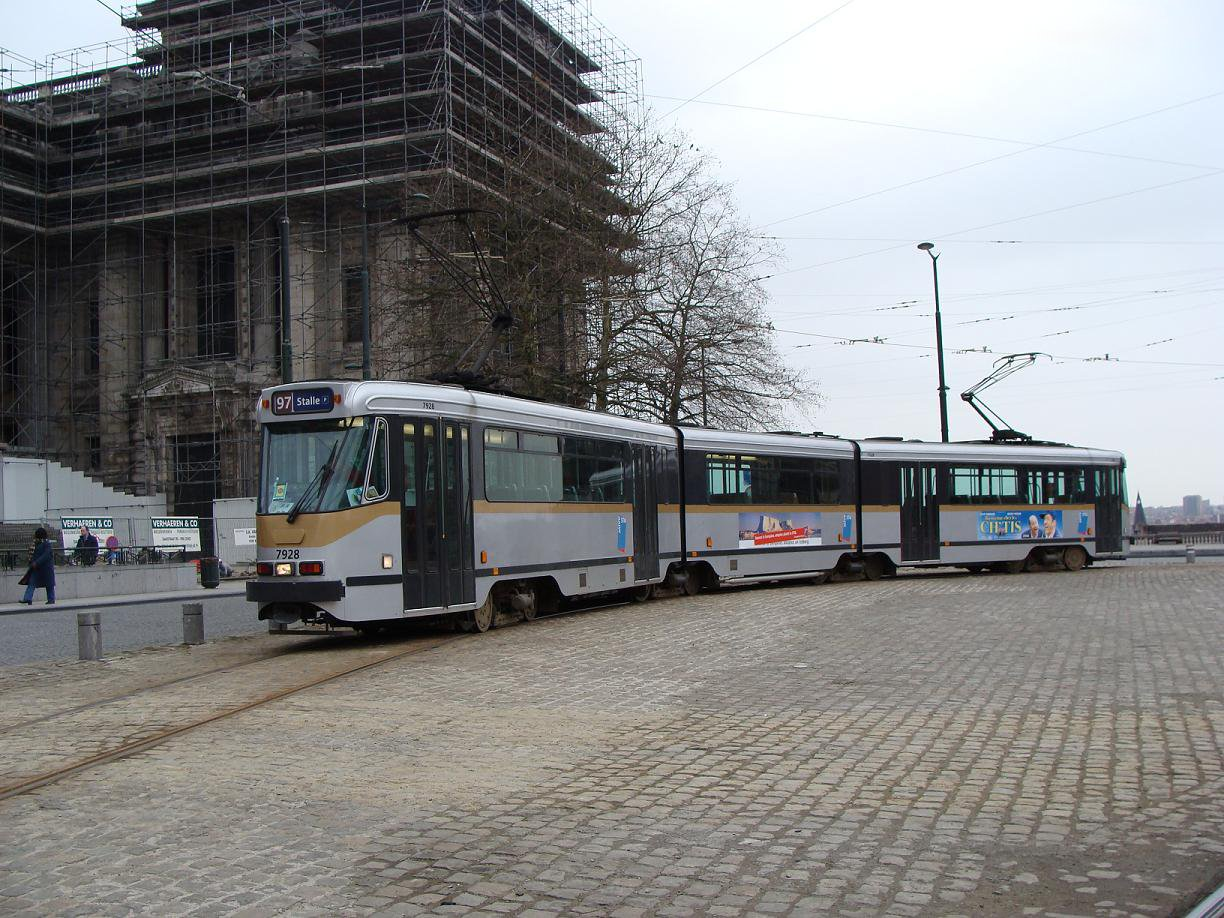
Un tram à boggies Jacobs

- Les tramways à voitures : ayant la particularité d'avoir deux boggies mobiles par voiture (wagons indépendants).
- Les tramways articulés : ces derniers possèdent soit des boggies fixes (par rapport au chassis) sous un compartiment support de courte longueur, soit des caisses de longueur normale unies le plus souvent par des boggies Jacobs.

### Définition
1. Ligne ou réseau de chemin de fer secondaire établi en totalité ou en majeure partie en chaussée ou en accotement de celle-ci au moyen de rails plats sans saillie (rail à ornière/à gorge, système Loubat puis système Broca) et exploité en conduite à vue[DE 1],[DE 2].
Il arrive que certaines lignes de réseaux répondant à la définition ci-dessus circulent en site propre sur des rails Vignole sans perdre pour autant leur qualité de tramway[a].
2. Véhicule qui circule sur ce type de ligne ou réseau.
3. Par abus de langage, ligne ou réseau de chemin de fer secondaire.
4. Par abus de langage, ligne ou réseau de véhicules sur pneumatiques à guidage par rail central.

## Accidents
Pour le comptage des accidents, les méthodes de comptage du BAAC (Bulletin d'analyse accidents corporels) diffèrent de celles de la SNCF.
Les accidents comptabilisés par le BAAC surviennent essentiellement aux abords des stations.
En France, en 2016, le BAAC compte 148 accidents impliquant un tramway. Cette année-là, 7 personnes ont été tuées dans un accident avec un tramway : 5 piétons, 1 cycliste et 1 automobiliste. 47 personnes ont été blessées hospitalisées dont 25 piétons et 3 passagers du tramway.
L'accident le plus commun arrive lorsqu'un piéton traverse la section et rencontre la première voie du tramway.

## Histoire

### Premières lignes

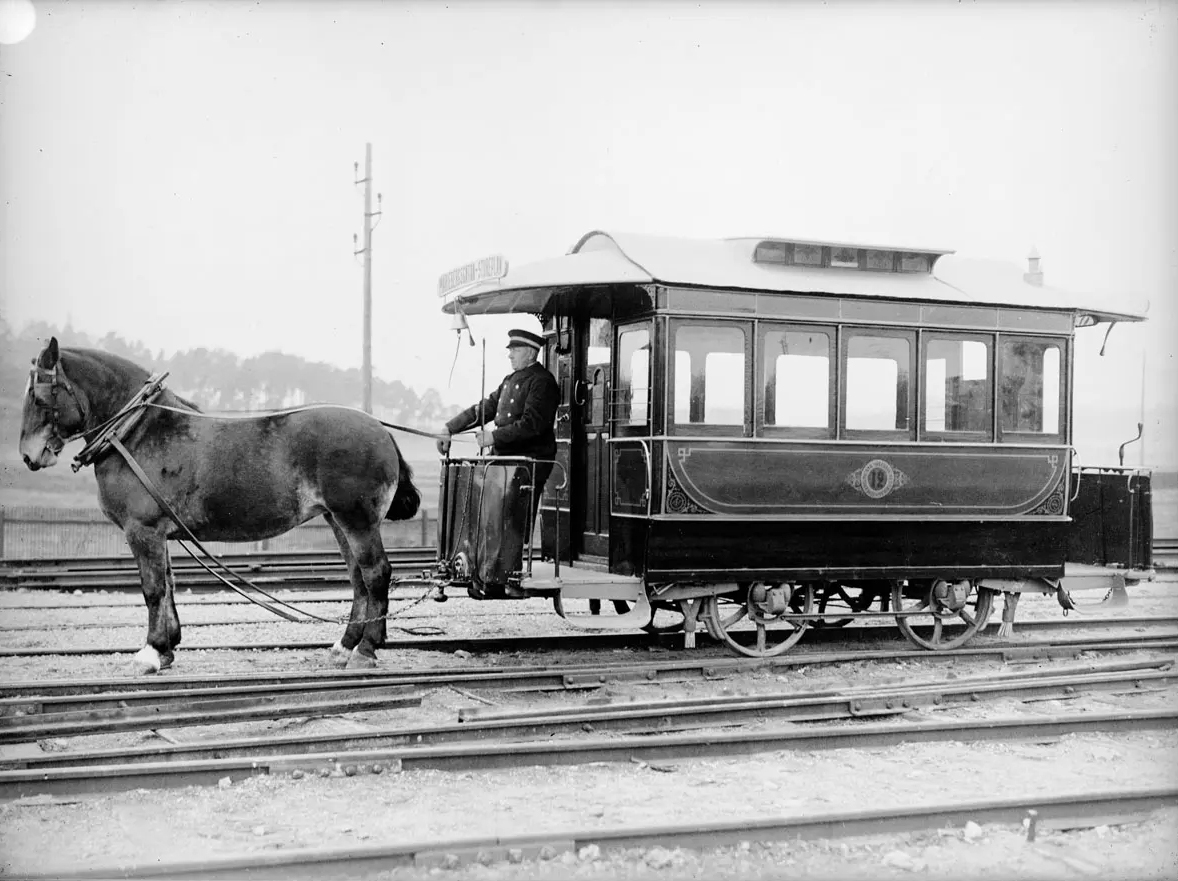
Un tramway à cheval à Stockholm en 1867.

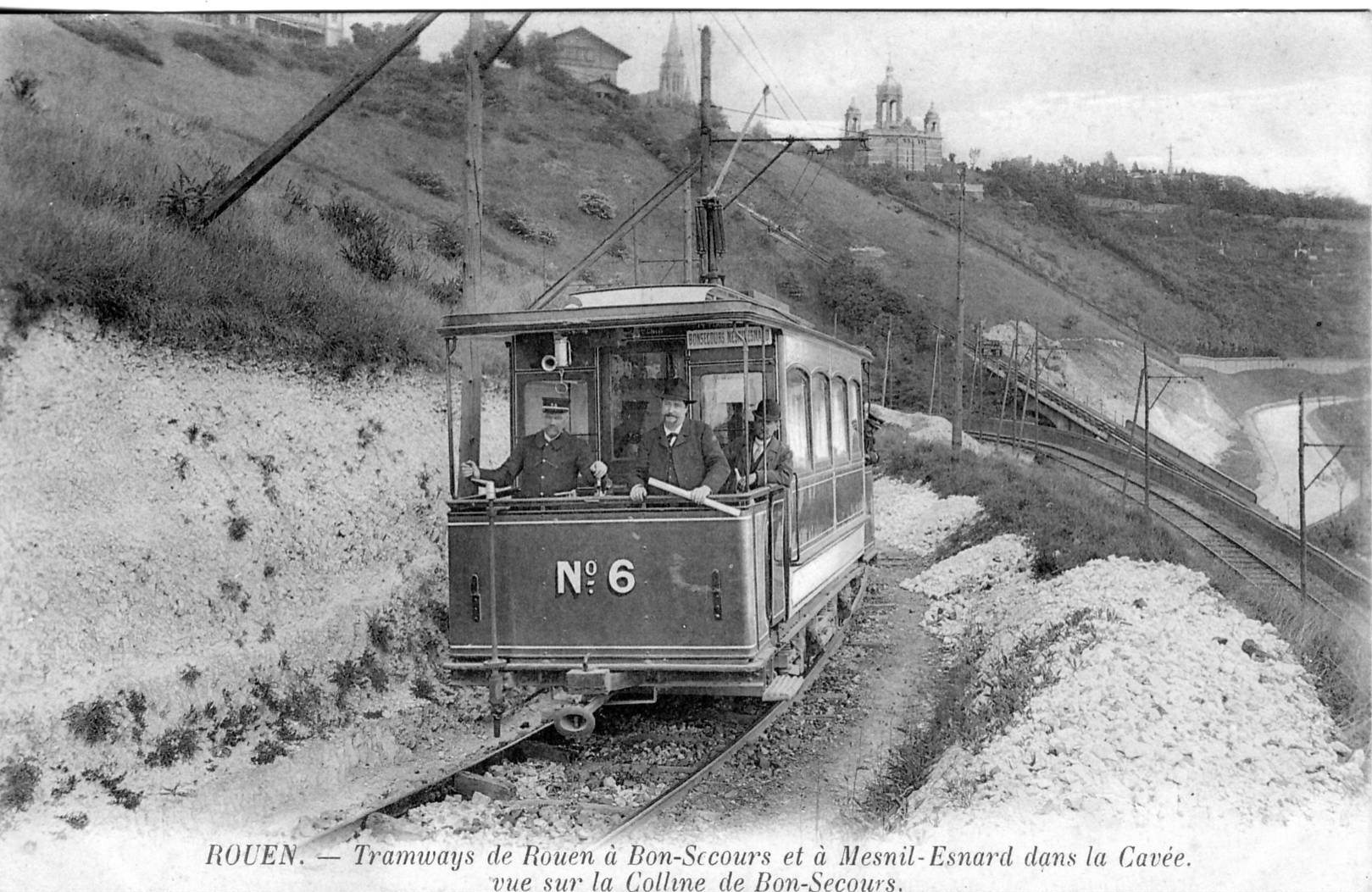
L'ancien tramway de Rouen dans les années 1900.

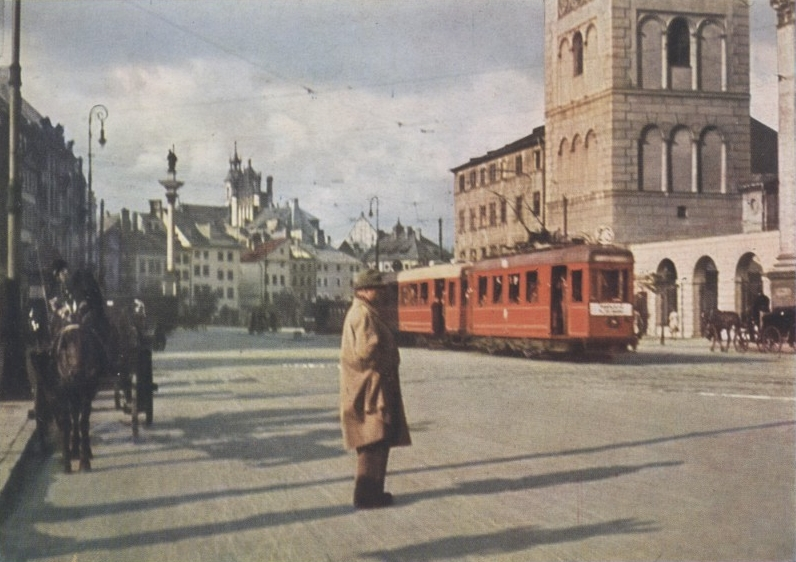
Tramway de Varsovie, 1939.

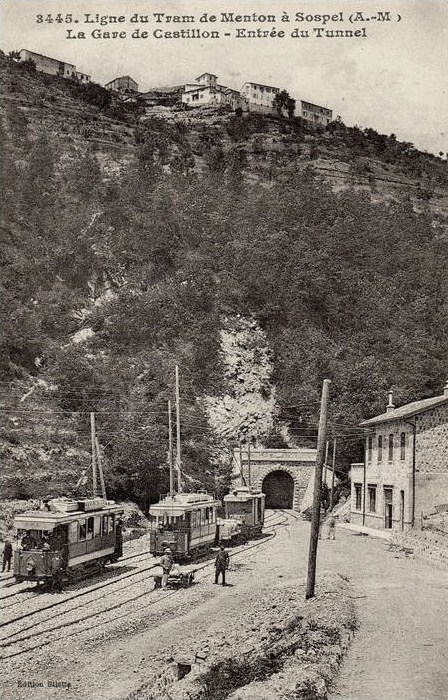
Tramway de Menton à Sospel à la gare de Castillon, vers 1910.

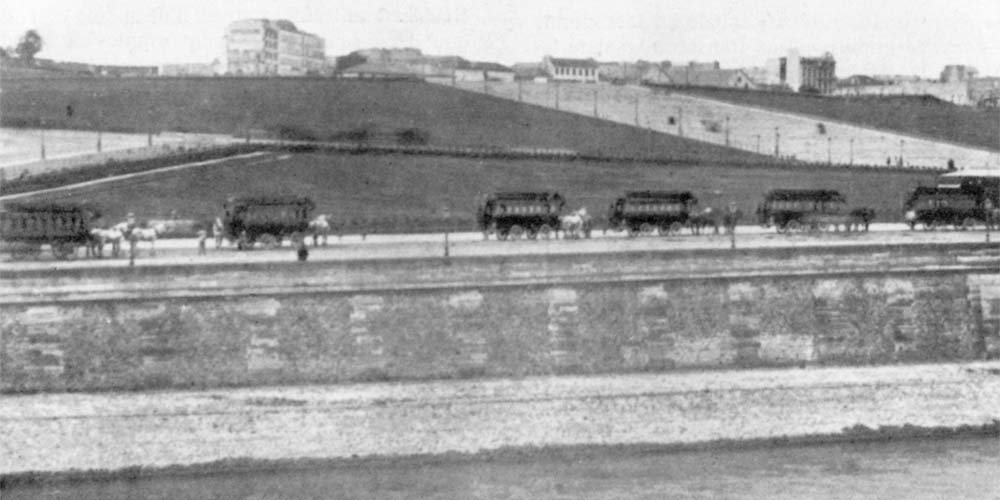
« Chemin-de-fer américain », lors de l’exposition universelle de 1867 à Paris.

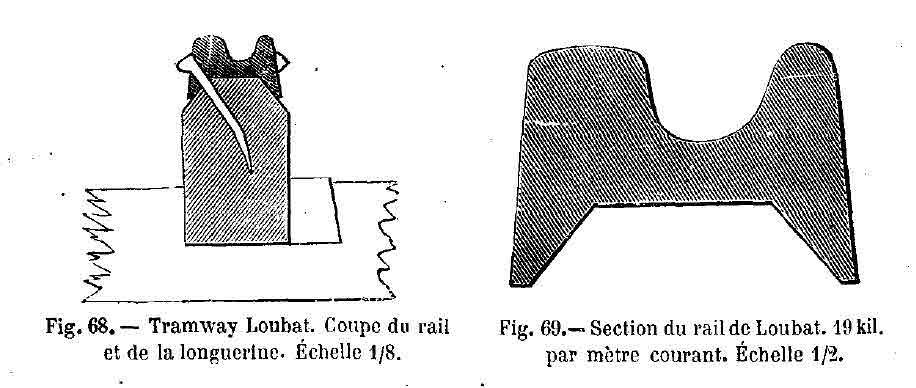
Le rail en « U » d'Alphonse Loubat était conçu pour être encastré dans la chaussée.

Les premiers tramways sont apparus aux États-Unis durant la première moitié du XIXe siècle, ils sont alors tractés par des animaux, en général des chevaux. La première ligne est ouverte par John Stephenson en 1832 à New York entre Manhattan et Harlem et en 1834 à La Nouvelle-Orléans.
Le premier tramway de France est construit dans le département de la Loire sur la route entre Montrond-les-Bains et Montbrison. Long de 15 kilomètres, il est mis en service dès 1838. Les TVM, tramways pour voyageurs et marchandises, à traction hippomobile ou mécanique, sont institués par la loi de 1880.
Les premiers rails, en U saillant, créent une gêne importante et provoquent quelques accidents. Ils sont supplantés, à partir de 1850, à New York, par des rails à gorge, puis, en 1852, par des rails dénués de saillant (inventés par le français Alphonse Loubat). Plus tard, en 1853, en prévision de l'exposition universelle de 1855, une ligne d'essai est présentée sur le Cours la Reine, dans le 8e arrondissement de Paris. Lors de l’exposition de 1867, une desserte était effectuée par des tramways à traction hippomobile et était surnommée « chemin-de-fer américain ».
Le tramway se développe alors dans de nombreuses villes d'Europe (Londres, Berlin, Paris, Milan, etc.). Plus rapides et confortables que les omnibus (circulant sur les voies carrossables), les tramways ont un coût d'exploitation élevé du fait de la traction animale. C'est pourquoi la traction mécanique est rapidement développée : à vapeur dès 1873, à air comprimé (système Mékarski) et à eau surchauffée (système Francq) dès 1878, puis tramways électriques à partir de 1881 (présentation de la traction électrique par Siemens à l'exposition internationale d'Électricité de Paris). Le développement de l'alimentation électrique, complexifiée par l'interdiction des lignes aériennes dans certaines grandes villes, ne prend une véritable ampleur qu'à partir de 1895 à Paris et en région parisienne (tramway de Versailles).
Aux États-Unis, le premier tramway à vapeur a été utilisé à Philadelphie, en 1875-1876. Ces tramways à vapeur étaient dotés d'une quarantaine de places, pesaient environ seize tonnes et bénéficiaient d'une puissance de traction de 200 à 300 tonnes en pente.
La modernité technique que représente l'électricité et surtout les faibles nuisances engendrées par celle-ci facilitent son adoption rapide, une fois que les difficultés liées à la production et au transport de l'électricité furent résolues. Le premier tramway électrique circule à Sestroretsk près de Saint-Pétersbourg en Russie en septembre 1880, par Fyodor Pirotsky, mais l'expérience ne débouche pas sur un service commercial. Werner von Siemens, qui avait été en communication avec Pirotsky, ouvre une ligne commerciale de tramway électrique à Berlin-Lichterfelde en mai 1881. Le courant y est d'abord alimenté par le rail, puis par caténaire à partir de 1891. En Suisse, la première ligne (Vevey-Montreux-Chillon), sur la Riviera vaudoise, est ouverte en 1888. En France, un tramway électrique circule pour la première fois à Clermont-Ferrand en 1890.
Aux États-Unis, la longueur des voies et le nombre de voies exploitées avec des tramways électriques dépassent ceux des tramways hippotractés en 1892 et 1893. Les tramways des États-Unis ne sont pas des tramways à impériale afin d'améliorer la fluidité d'accès aux voitures.
Le nombre de voyageurs par véhicule n'y était pas limité. La tarification y bénéficiait d'un système de classe unique avec un tarif de cinq centimes de dollar.

### L'âge d'or
Le tramway connaît un essor considérable du début du XXe siècle jusque dans la période de l'entre-deux-guerres, avec la multiplication des lignes et l'accroissement du nombre d'usagers : c'est alors le principal moyen de transport urbain et se développe même en interurbain. En 1930, le tramway de Strasbourg comptait ainsi 234 km de lignes pour 170 000 habitants. Les transports hippomobiles ont quasiment disparu de toutes les villes européennes et américaines autour des années 1910, et les bus sont encore en phase de développement, gagnant en fiabilité mécanique, mais restant en deçà des prestations offertes par le tramway. L'automobile est encore – pour peu de temps – réservée à une clientèle aisée.
Des villes comme Saïgon étaient parcourues par des lignes de tramway.
En Amérique du Nord, Montréal se distingue par l’avant-gardisme de la Compagnie des Tramways de Montréal, qui introduit de nombreuses innovations technologiques et concernant l’exploitation, telles que le premier tramway entièrement en acier, la perception du tarif dès la montée à bord, les premiers tramways articulés, et les premiers tramways panoramiques pour les touristes. À son apogée en 1933, le réseau de tramway montréalais atteignait 510 km.

### Une disparition partielle et temporaire du paysage urbain

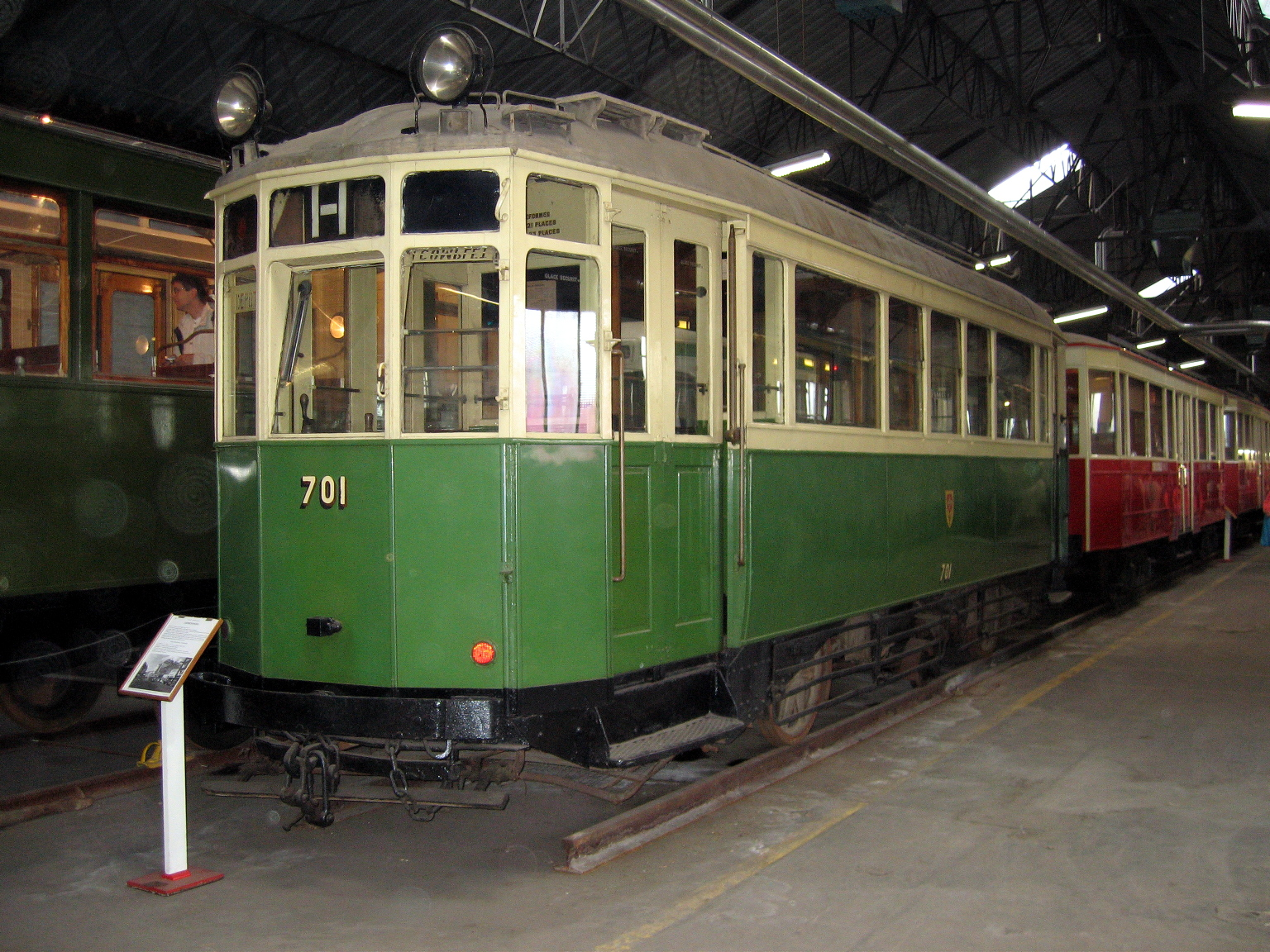
Ancienne motrice "701" du tramway de l'agglomération de Lille.

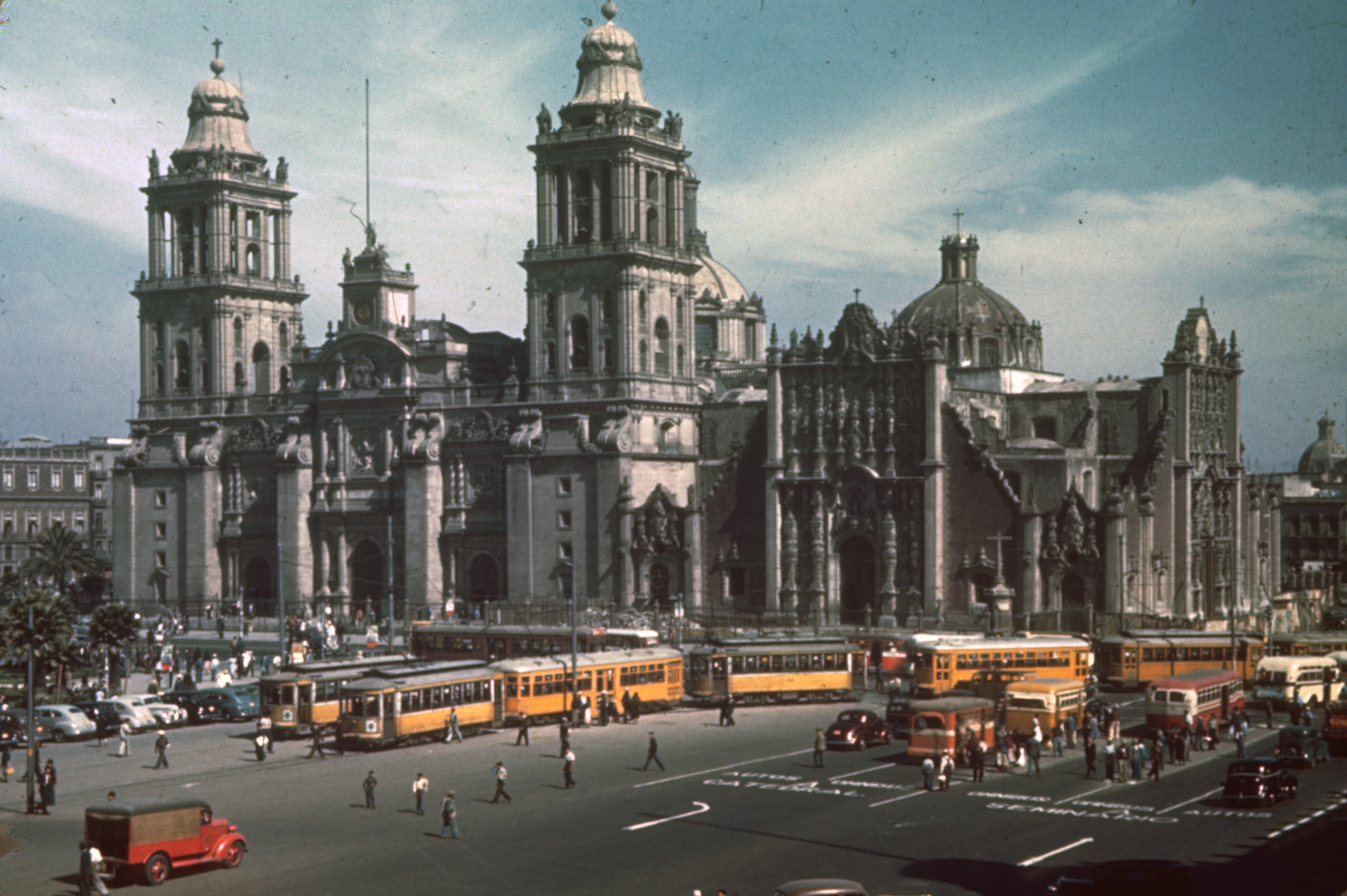
Le dense réseau de trams de Mexico (ici dans les années 1940) a été entièrement démonté après-guerre et ce n'est qu'à partir de 1986 qu'une unique ligne de métro de surface a été mise en place pour désengorger un trafic automobile devenu ingérable.

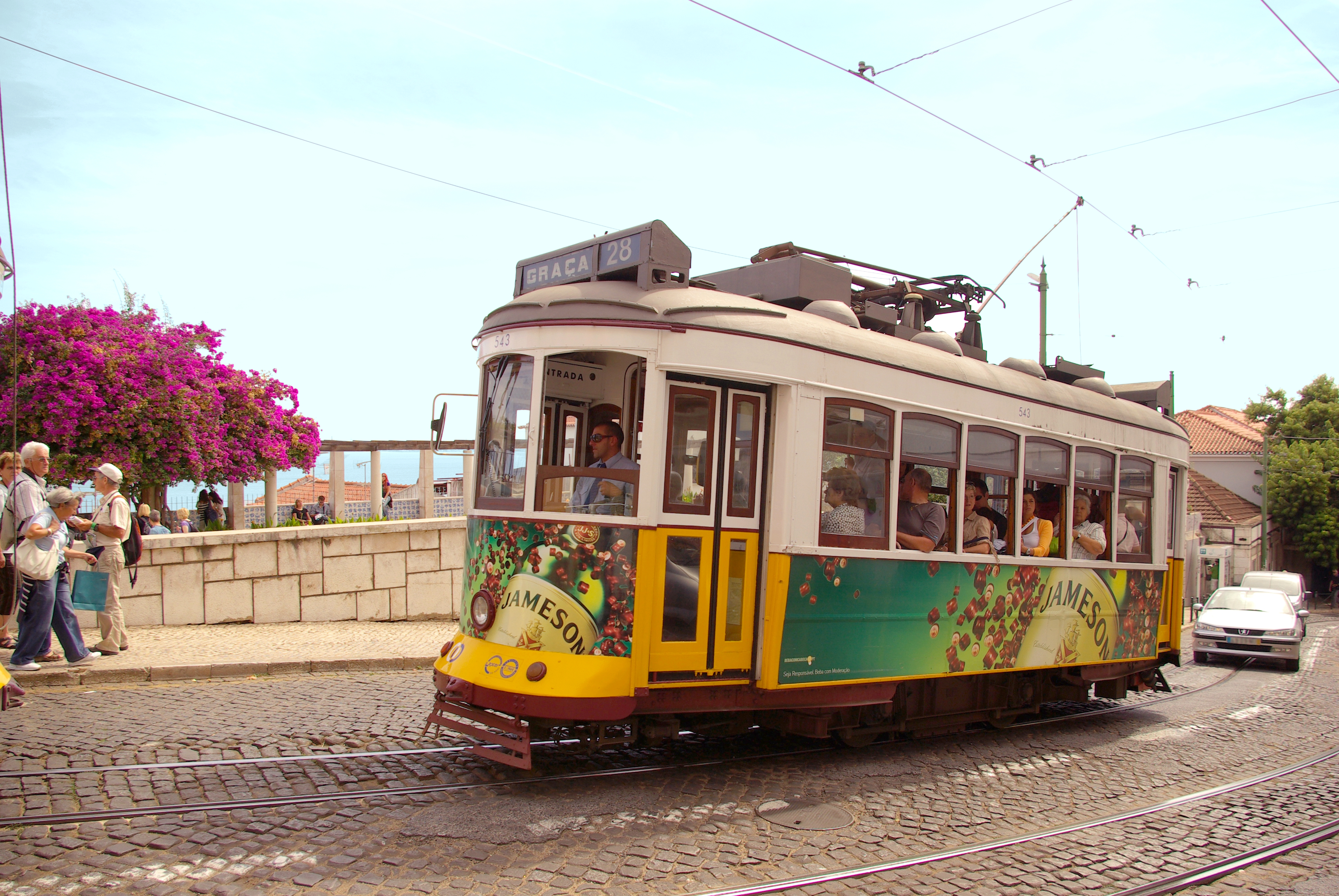
Un tramway de la célèbre ligne 28 à Lisbonne au Portugal (ligne toujours en service)

Le développement de la vente de véhicules individuels entraîne dans certaines villes la disparition rapide du tramway du paysage urbain à partir des années 1935. Les progrès techniques des autobus les rendant plus fiables, ces derniers deviennent des concurrents sérieux pour le tramway, car ils ne nécessitent pas la mise en place d'une infrastructure onéreuse, mais se contentent d’emprunter la chaussée dont les coûts d’entretien sont difficiles à répercuter sur les divers utilisateurs.
Alors qu'en 1902, les tramways américains urbains et interurbains véhiculaient annuellement 5 milliards de passagers sur 35 000 kilomètres de lignes électrifiées, le développement de la voiture individuelle a pour effet de ralentir la circulation des transports collectifs, dont les finances sont également grevées par des surcoûts d'entretien liés à l'usure plus rapide de la chaussée causée par les transports routiers. L'absence de réactualisation des termes de la concession pour intégrer la hausse des frais salariaux entraîne un effet de ciseaux pour les compagnies de tramway. Beaucoup sont rachetées à vil prix par un cartel regroupant des entreprises liées à l'automobile (General Motors, Standard Oil, Firestone…) qui ferment la plupart des réseaux au profit de bus. Le recours plus massif au pétrole permet aussi de réduire la capacité de blocage des syndicats américains des mineurs de charbon.
En Europe après 1945, les États-Unis subventionnent largement le pétrole dans le cadre du plan Marshall afin d'ouvrir de nouveaux marchés à l'automobile, ce qui précipite la disparition de réseaux de tramways encore actifs comme à Rouen en 1953. En France, les pouvoirs publics investissent alors surtout dans la mise en place de réseaux d'autobus, voire dans des infrastructures routières et autoroutières destinées à une automobile désormais perçue comme la marque du progrès. Dans les années 1960, le taux de motorisation double pour passer à 60 % des ménages.
Les réseaux de tramways ne sont plus entretenus ni modernisés, ce qui achève de les discréditer aux yeux du public. Les anciennes lignes, considérées comme archaïques, sont alors peu à peu remplacées par des lignes d'autobus.
Les réseaux de tramways disparaissent presque totalement de France, de Suisse romande, des îles Britanniques et d'Espagne. En revanche, ils sont maintenus – et dans certains cas modernisés – en Allemagne, en Autriche, en Belgique, en Italie, aux Pays-Bas, en Scandinavie, en Suisse alémanique, au Japon et dans toute l'Europe de l'Est. En France et en Suisse romande, seuls les réseaux de Lille, de Saint-Étienne, de Marseille, de Genève et de Neuchâtel survivent à cette période, mais ils sont réduits chacun à une ligne unique. Au Canada, seule la ville de Toronto garde son réseau de tramways au centre-ville, à la suite des pressions de citoyens.

### Renaissance

#### En Belgique
(août 2018).
Pendant la première moitié du vingtième siècle, la Belgique a développé de nombreux réseaux de tramways dans plusieurs grandes villes ainsi que de nombreuses lignes qui reliaient les régions dépourvues de train : les tramways vicinaux de la SNCV. L'apogée de l'extension des réseaux de trams belges eut lieu au cours des années 1948-1950, une partie du réseau ayant été démontée durant la Seconde Guerre mondiale. Dès 1951, les villes de Namur et Bruges expérimentèrent la substitution de l'autobus au tram en milieu urbain. Il y eut un regain d'activité en 1958 à l'occasion de l'Exposition universelle de 1958. Néanmoins, dès le début des années soixante, les services par autorails sur les lignes inter-urbaines non électrifiées avaient été convertis en service par autobus. Les lignes électrifiées connurent progressivement le même sort, le dernier tram vicinal électrique circulant à Bruxelles le 31 juillet 1978. Le seul vestige de ce grand réseau est le tramway de la côte belge, le long de la côte belge, plus précisément de Knokke à la Panne.
Mais il subsiste également des réseaux urbains dans les villes de Gand, Anvers et Bruxelles. Dans ces deux dernières villes, plusieurs lignes possèdent des tronçons souterrains dits prémétro : le prémétro d'Anvers et le prémétro de Bruxelles. Les lignes de la région de Charleroi ont quant à elles été remplacés par un métro de type léger, techniquement assimilable à un tramway, mais dont l'implantation est en grande partie comparable à celle d'un prémétro. Enfin à Liège, d'où le tram avait totalement disparu, une nouvelle ligne a été inaugurée en avril 2025.
À Bruxelles, dès qu'un tunnel de prémétro atteint une longueur suffisante, il est exploité en métro lourd avec rehaussement des quais et réorganisation des lignes de tram qui l'empruntaient précédemment. À Anvers et Charleroi par contre, plus aucun métro lourd n'est envisagé.
Malgré sa quasi-disparition, le tram suscite de nouveau de l'intérêt en Belgique. Cependant, le redéploiement des réseaux de tramways se fait désormais au niveau régional, avec des investissements assez différents entre les régions flamande, wallonne et de Bruxelles-Capitale.

Tramways en Belgique
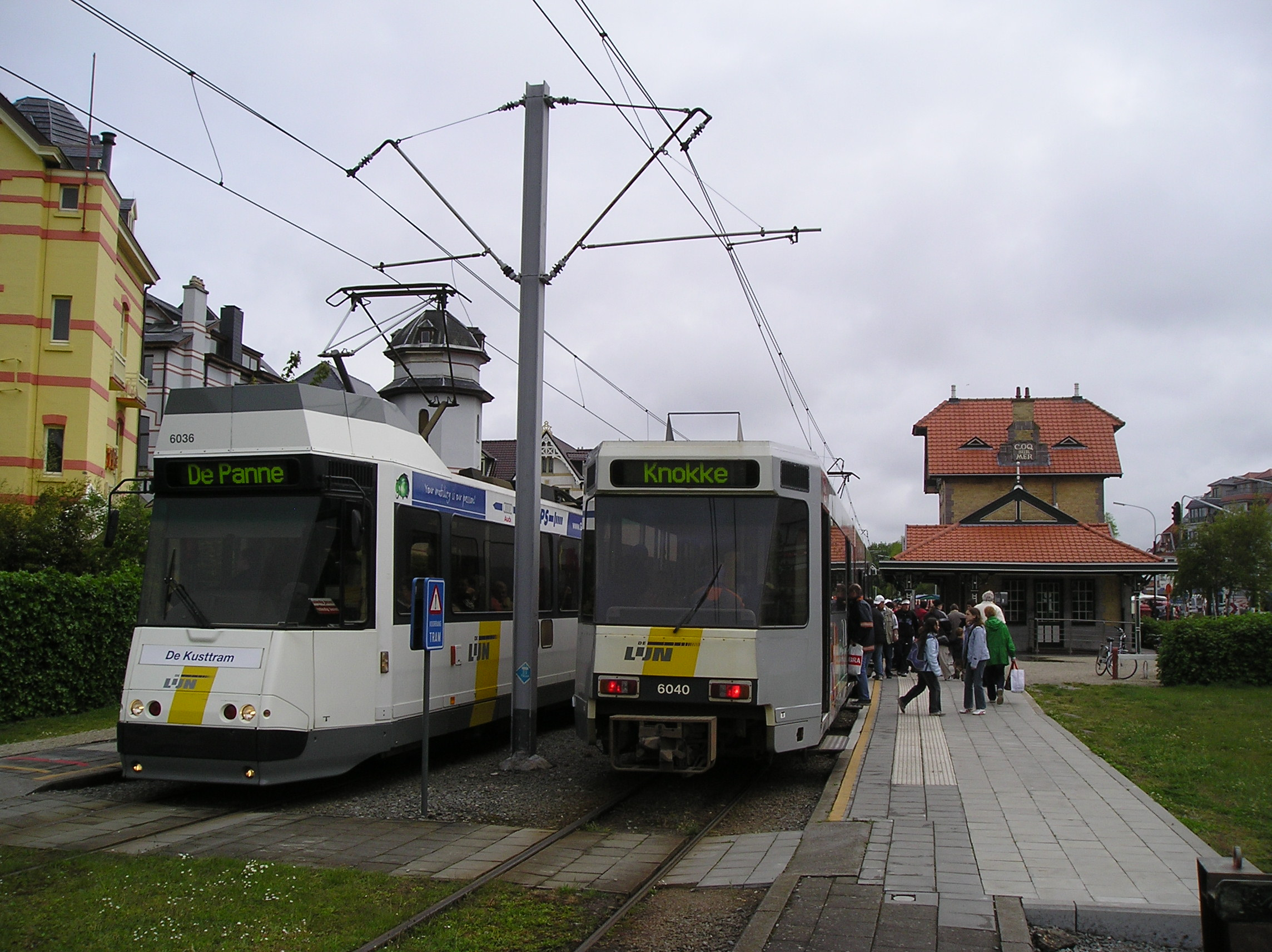
Deux rames du tramway de la côte belge à l'arrêt du Coq
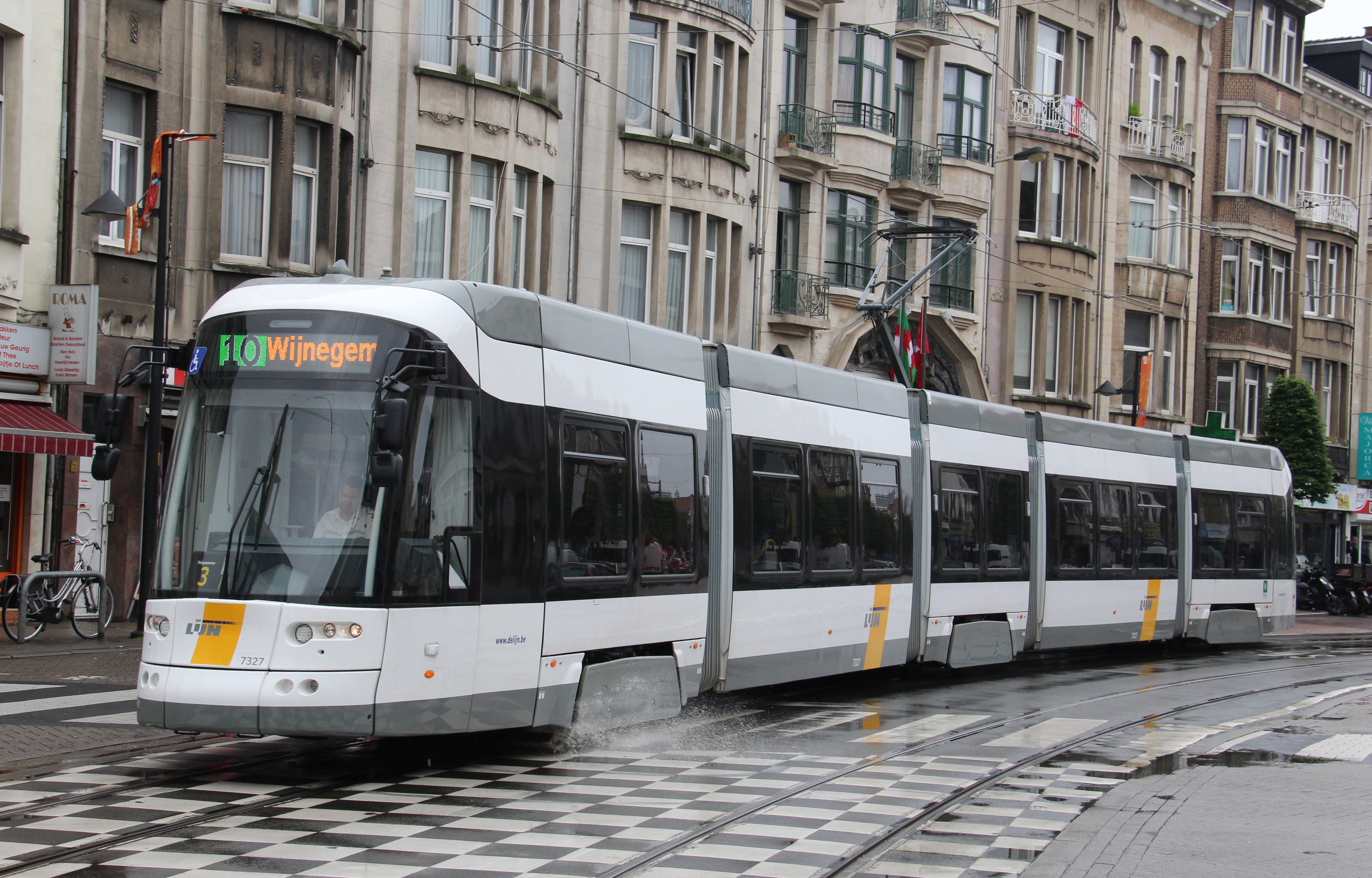
Un tram Bombardier Flexity 2 « Albatros » à Anvers
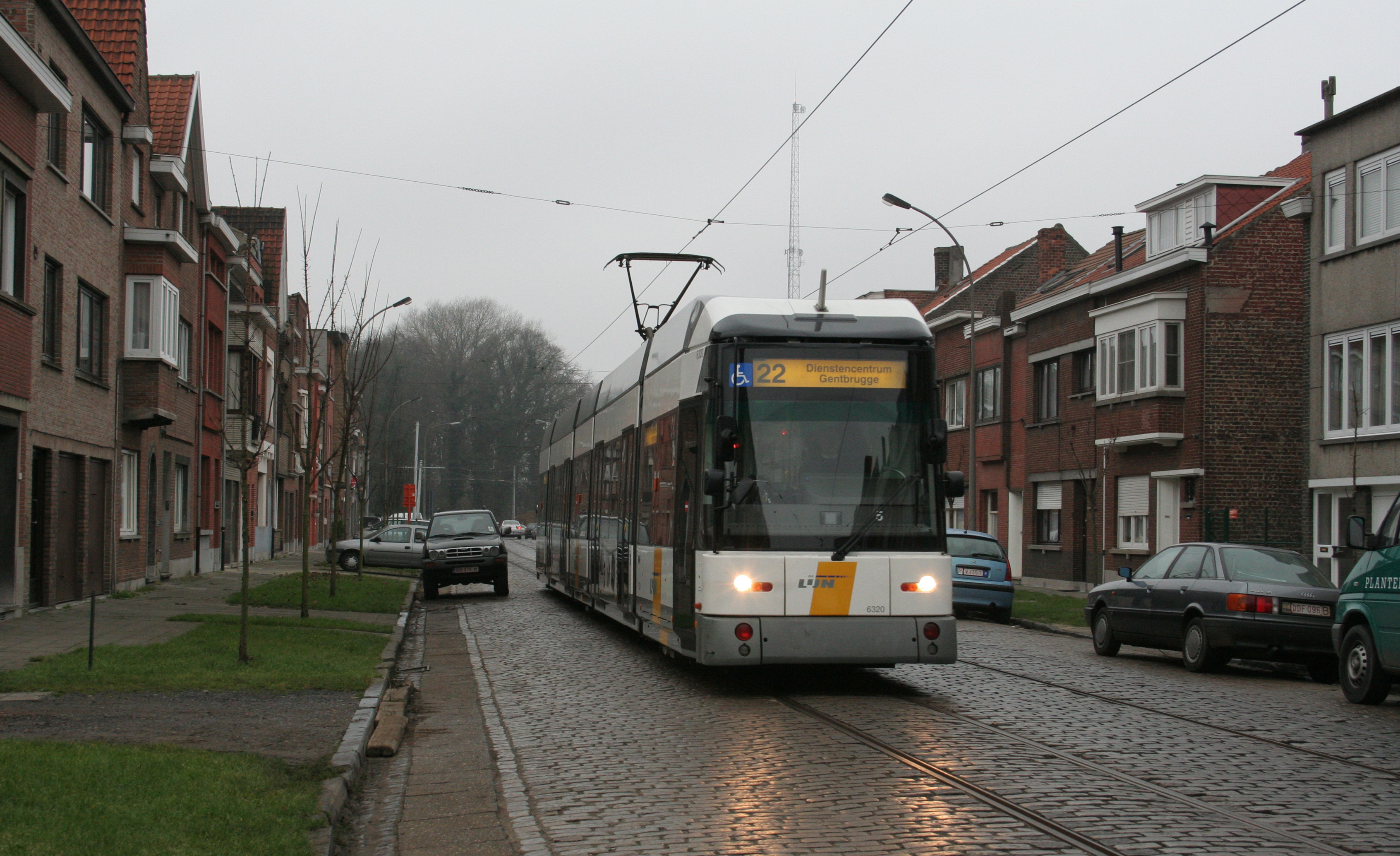
Un tram à plancher bas (réseau de Gand, 2006)
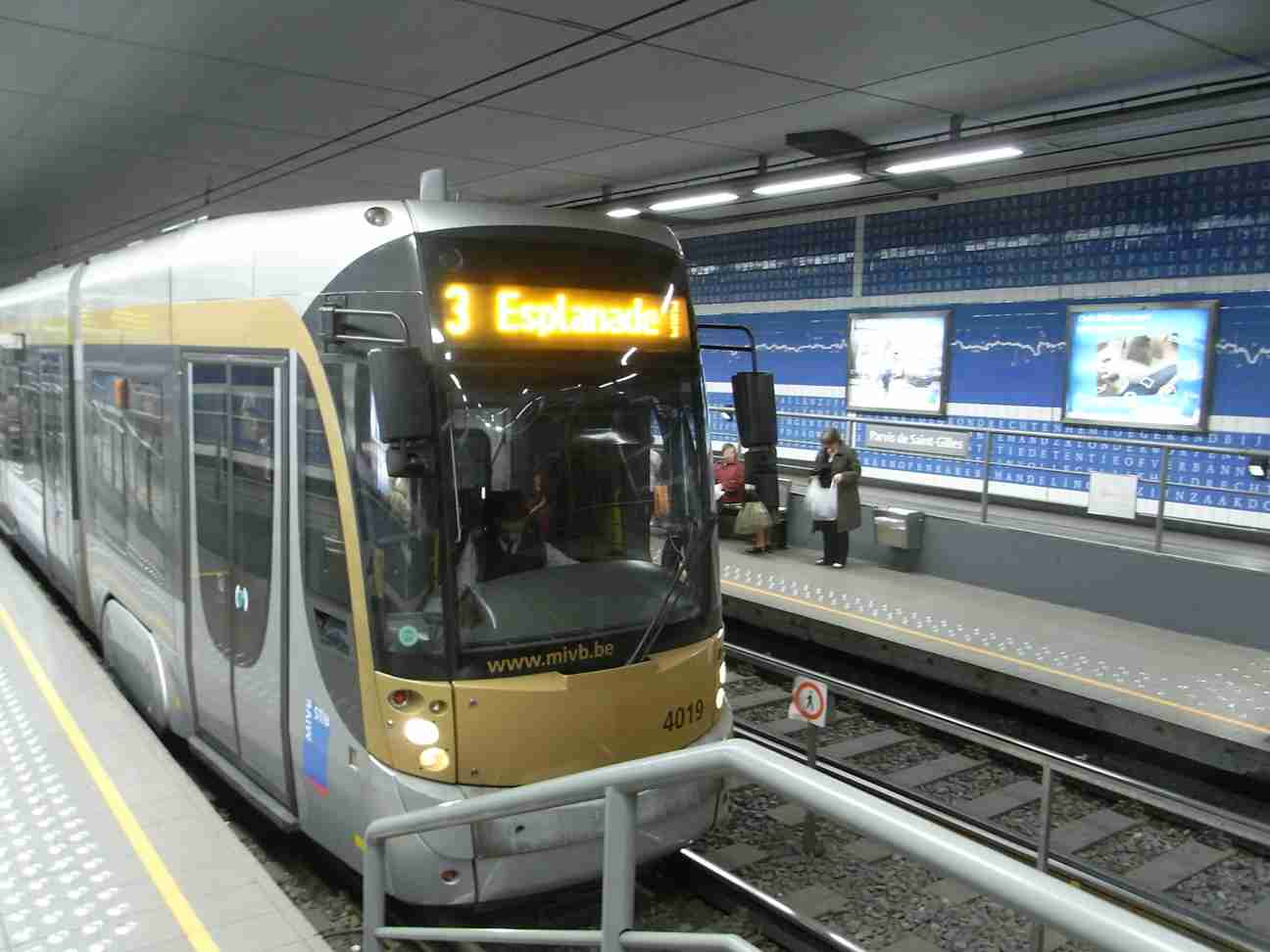
La station Parvis de Saint-Gilles du prémétro de Bruxelles en 2012
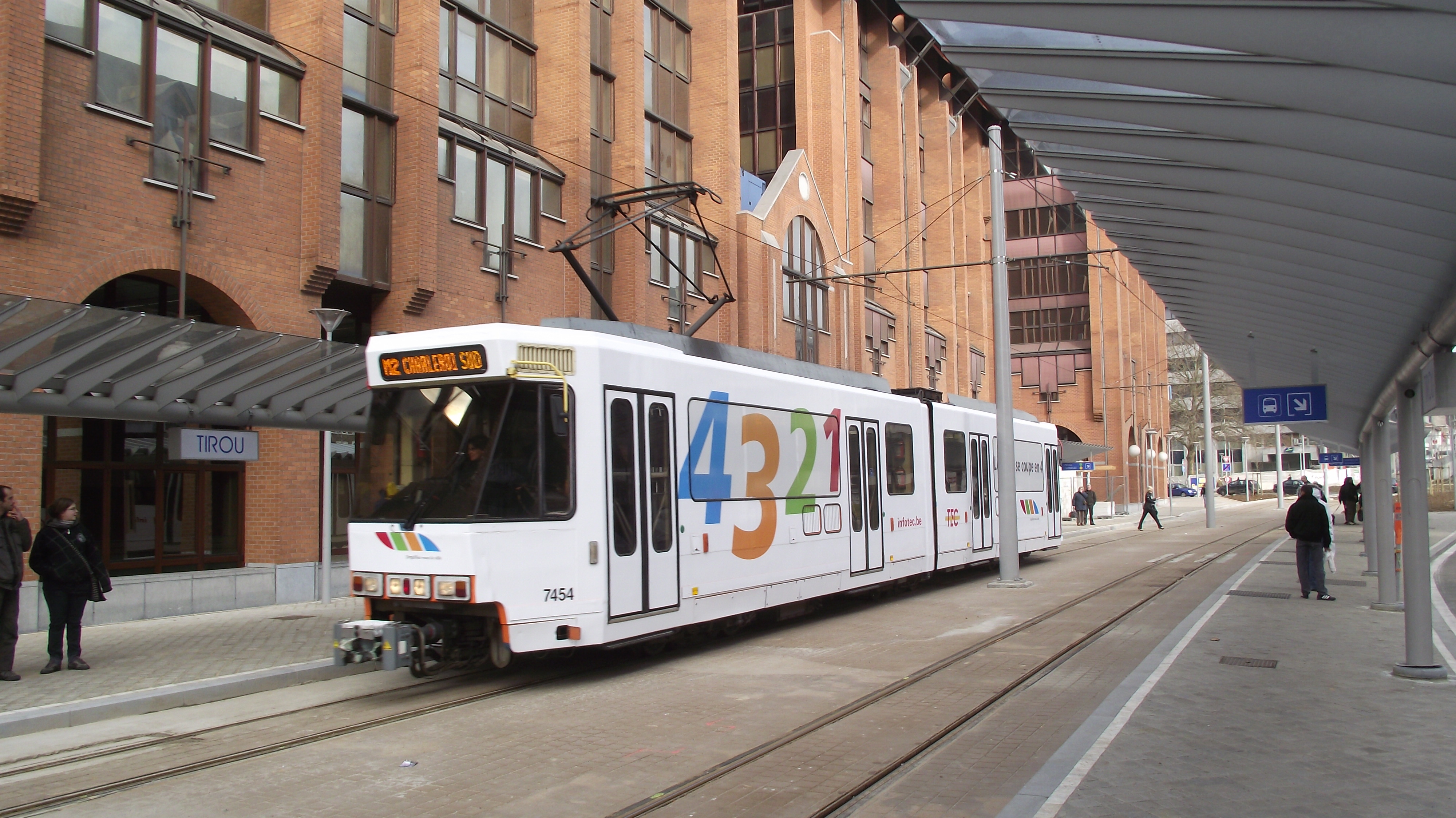
Tramway à la station Tirou à Charleroi
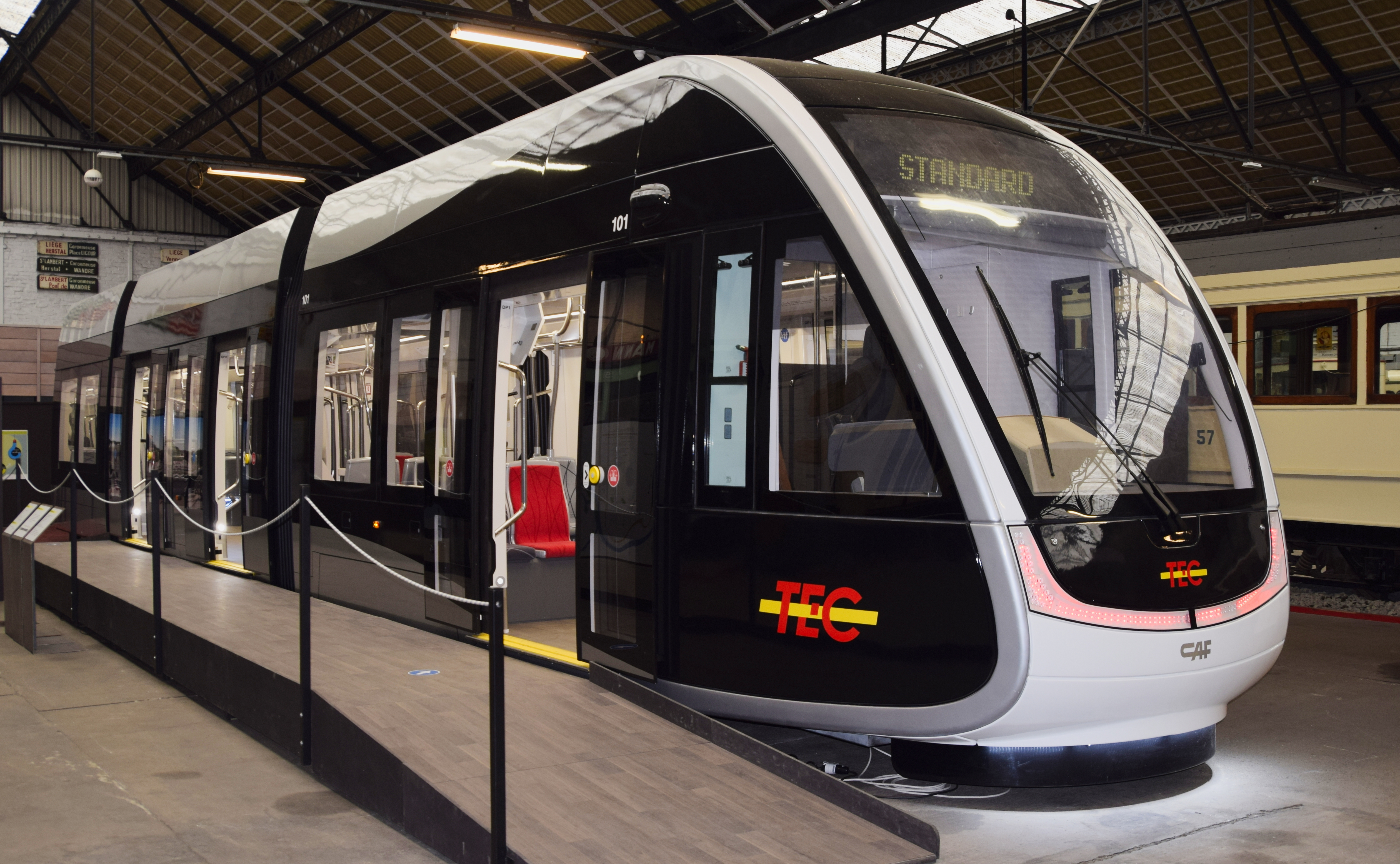
Maquette grandeur nature d'un futur tramway de Liège

#### En France
Le choc pétrolier de 1973 et les problèmes croissants de congestion urbaine entraînent, en France, une réorientation des politiques de déplacement vers les transports publics de masse. Tandis que le métro est privilégié à Lyon et Marseille qui l’inaugurent en 1978, le renouveau du tramway en France intervient avec le concours lancé par le secrétaire d'État Marcel Cavaillé en 1975. Il s'agit alors d'un concours pour définir le futur tramway standard français devant équiper huit villes : Bordeaux, Grenoble, Nancy, Nice, Rouen, Strasbourg, Toulon et Toulouse. L'industrie française ne se mobilise pas beaucoup pour ce concours reprenant des principes alors considérés comme « vieillots ». C'est Alsthom (aujourd'hui Alstom) qui est retenu et il est alors demandé à 8 villes d'étudier l'implantation du tramway. L’intérêt manifesté est faible, les villes privilégiant alors des systèmes considérés comme « futuristes », comme le système imaginé par Jean Pomagalski pour Grenoble qui sera finalement abandonné en 1979 au profit du tramway.
Nantes ne faisait pas partie du panel ministériel, mais elle se porte alors spontanément candidate. Le projet est mené à son terme mais non sans heurts : il faut non seulement vaincre le scepticisme de la population mais aussi les retournements politiques. Nantes est néanmoins la première ville française à se doter d’un nouveau réseau en 1985, qui se caractérise essentiellement par une circulation en site propre, un écartement à voie normale et une captation de courant par pantographe et caténaire.
Le tramway de Grenoble inauguré en 1987 apporte comme innovation majeure le plancher bas à 350 mm du plan de roulement sur une importante partie de la rame, rendant ce mode de transport plus accessible aux personnes à mobilité réduite que celui de Nantes (comportant des marches) sans la nécessité de recourir aux quais hauts, cette dernière solution étant préférée en Amérique du Nord. Ce matériel inaugure le tramway français standard qui est ensuite repris à Rouen en 1994 pour son Métrobus puis sur la Ligne 1 du tramway d'Île-de-France.
Grenoble est la première ville française à coupler la mise en place du tramway avec un projet de requalification urbaine.
À Paris et dans sa banlieue, les tramways d'Île-de-France constituaient un important réseau entre 1855 et 1938, et jusqu'en 1957 à Versailles. La première ligne rouverte dans la région est la ligne 1 reliant Saint-Denis et Bobigny en Seine-Saint-Denis en 1992, suivent l'ouverture de 3 autres lignes dans le courant des décennies 1990 et 2000. Le début des années 2010 voit d'importants travaux qui mènent à des lignes de tramway complétant le tour de la ville d'ouest en est par le sud.
Nancy et Caen sont les deux seules villes à avoir fait la commande de tramway sur pneu; elles ont exploité (à partir de 2000 pour Nancy et 2002 pour Caen) le modèle de TVR fabriqué par Bombardier. Malgré les arguments du constructeur en faveur de son nouveau véhicule, les exploitants (notamment Nancy) ont connu nombres de problèmes lors de la mise en service des véhicules (problèmes de capteurs, de "déguidages" intempestifs, défaut d'isolation, accidents, usure prématurée, etc.). Finalement, le réseau normand a cessé l'exploitation de son tramway sur pneu en 2017, tandis que le réseau lorrain à continué l'exploitation de ses véhicules jusqu'en 2023, la ville de Caen lui ayant vendu pour l'euro symbolique la moitié de son parc de TVR peu après l'arrêt de celui-ci.
Strasbourg, après avoir longtemps envisagé le VAL, couple également tramway et requalification urbaine, et la remise en cause de la place accordée à l’automobile en ville. Son tramway, inauguré en 1994, offre de larges baies vitrées, et roule sur un tapis d’herbe. Il est le premier à introduire un matériel à plancher bas intégral, rendu possible grâce à l'installation d'une partie de la motorisation en toiture.
La première partie du réseau du tramway du Mans datant de 2007 était considérée comme le coût de réalisation de tramway le moins cher de France au moment de l'inauguration, avec 302 millions d'euros, pour 15,4 km.

Tramways en France
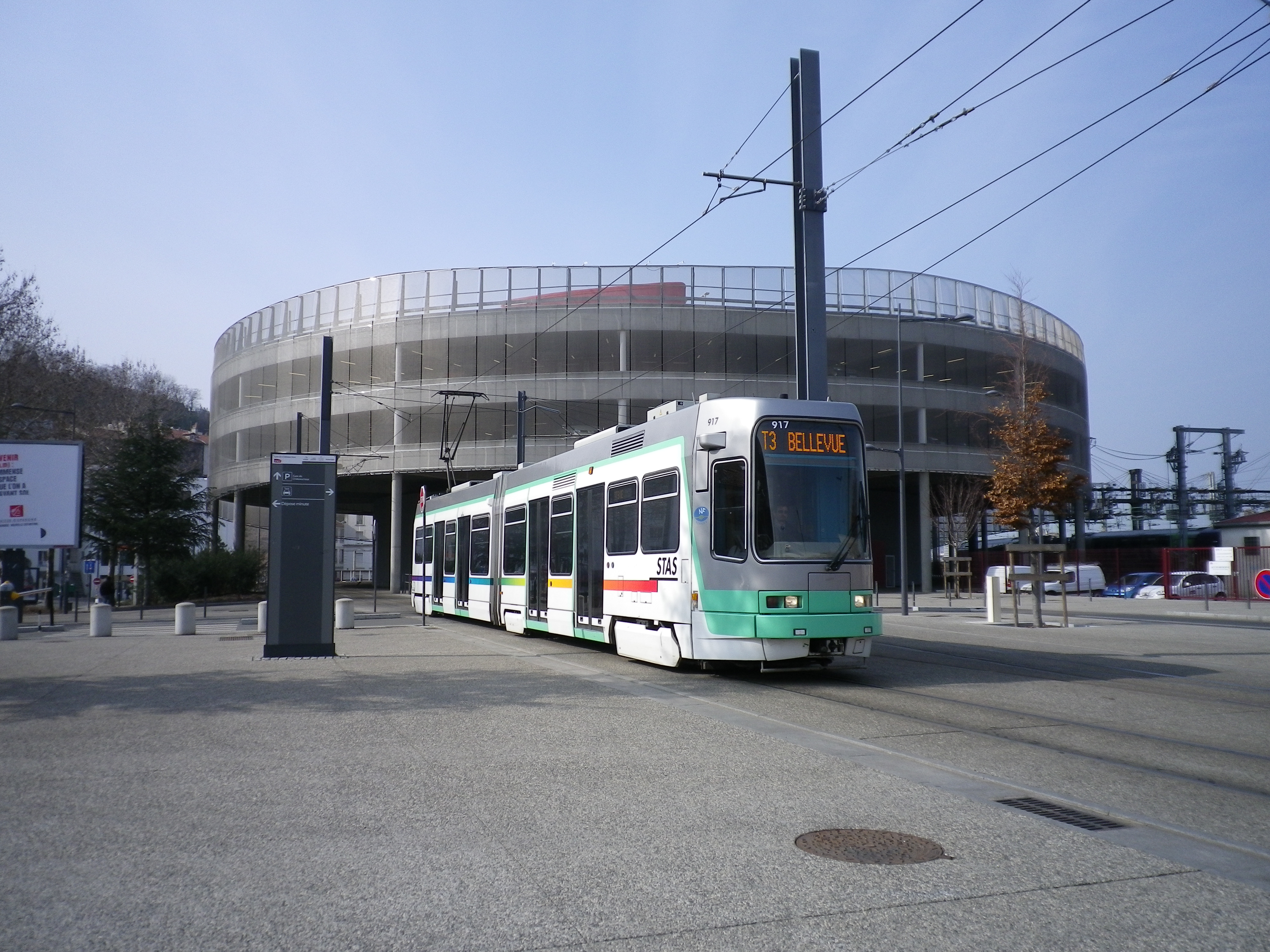
En service ininterrompu depuis 1881, le réseau de tramway de Saint-Étienne est le plus ancien de France.
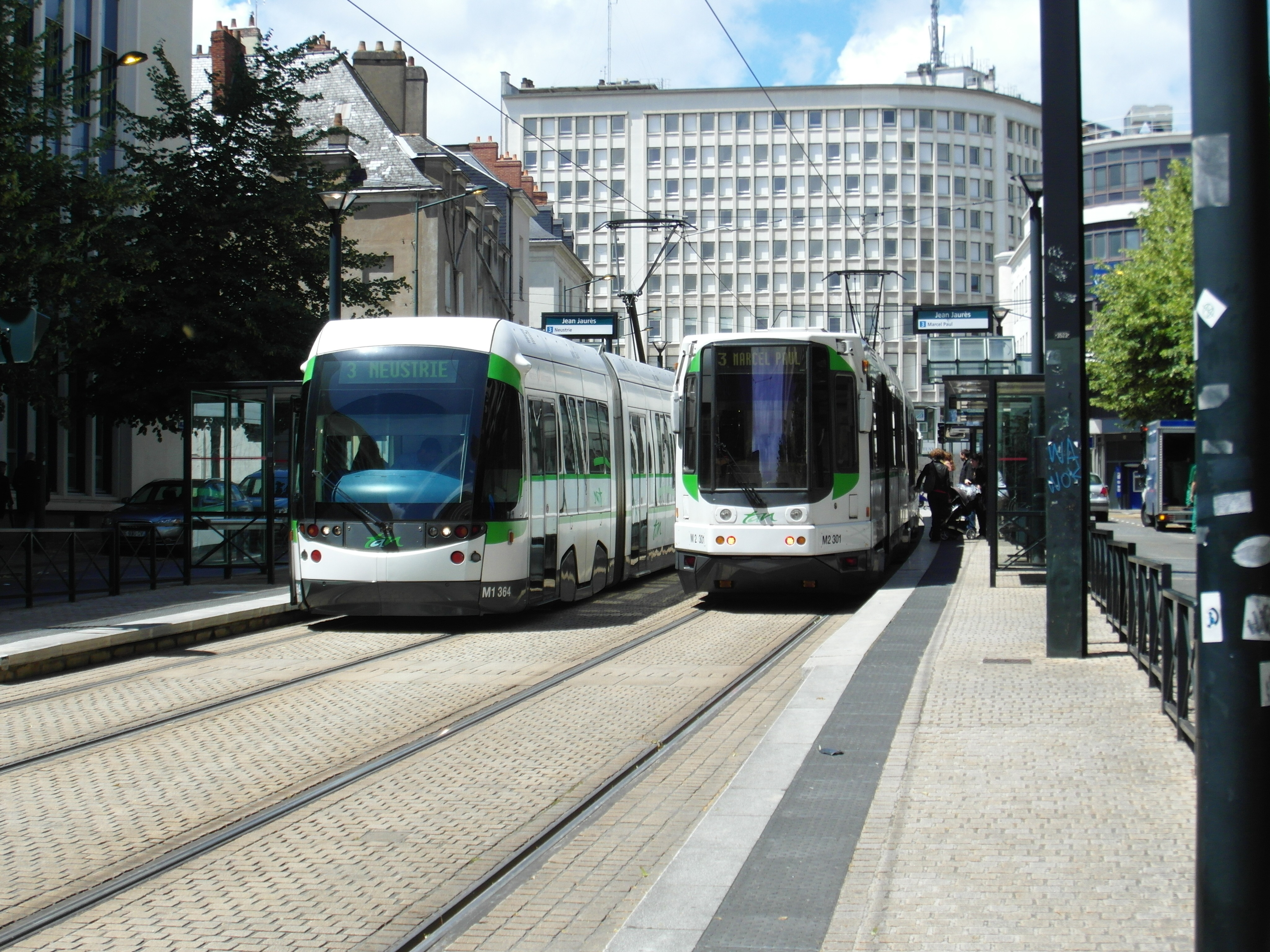
Le tramway de Nantes, lancé en 1985, est le premier réseau moderne en France.
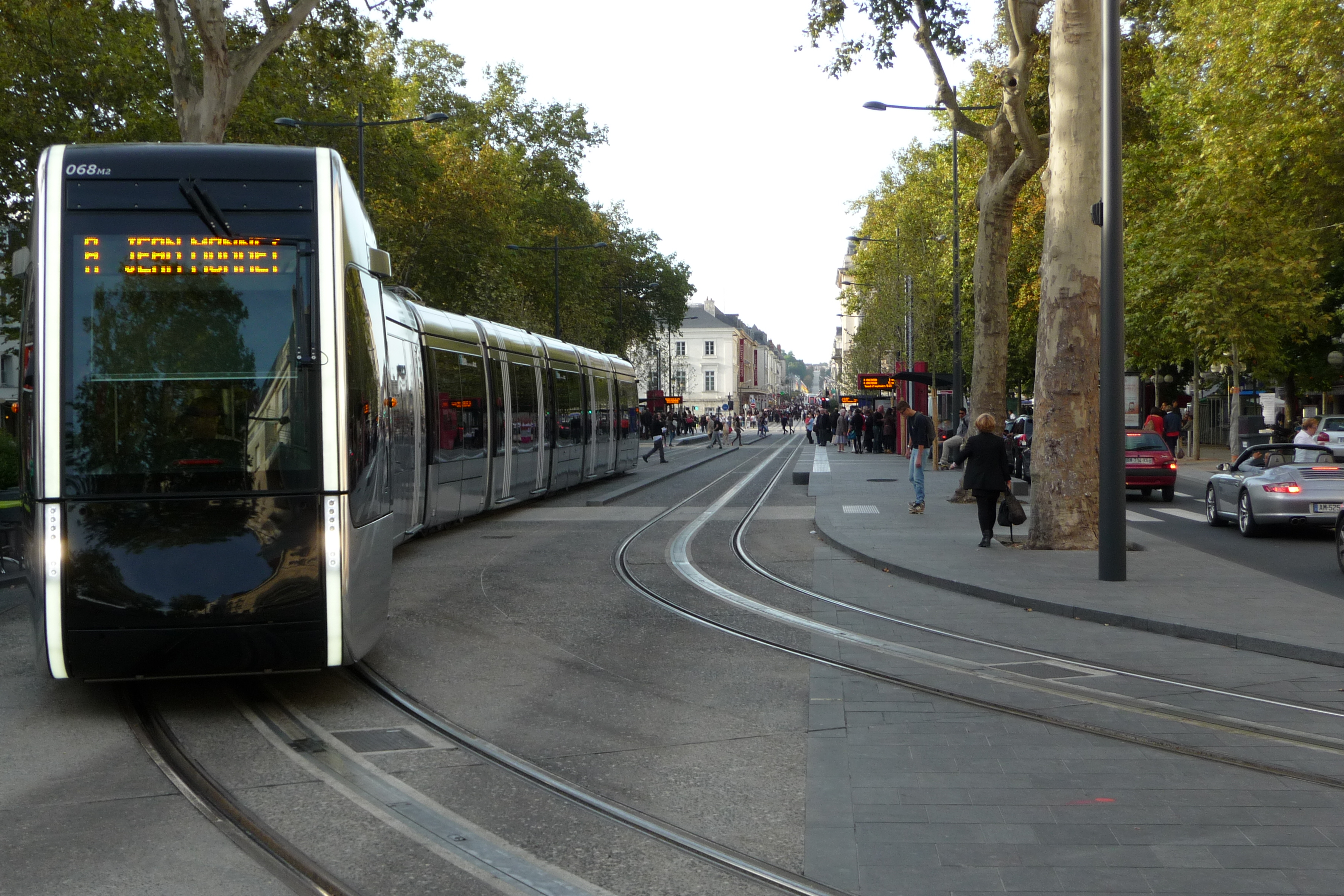
Le tramway de Tours, ici place Jean Jaurès. Son design très moderne lui donne une esthétique originale.
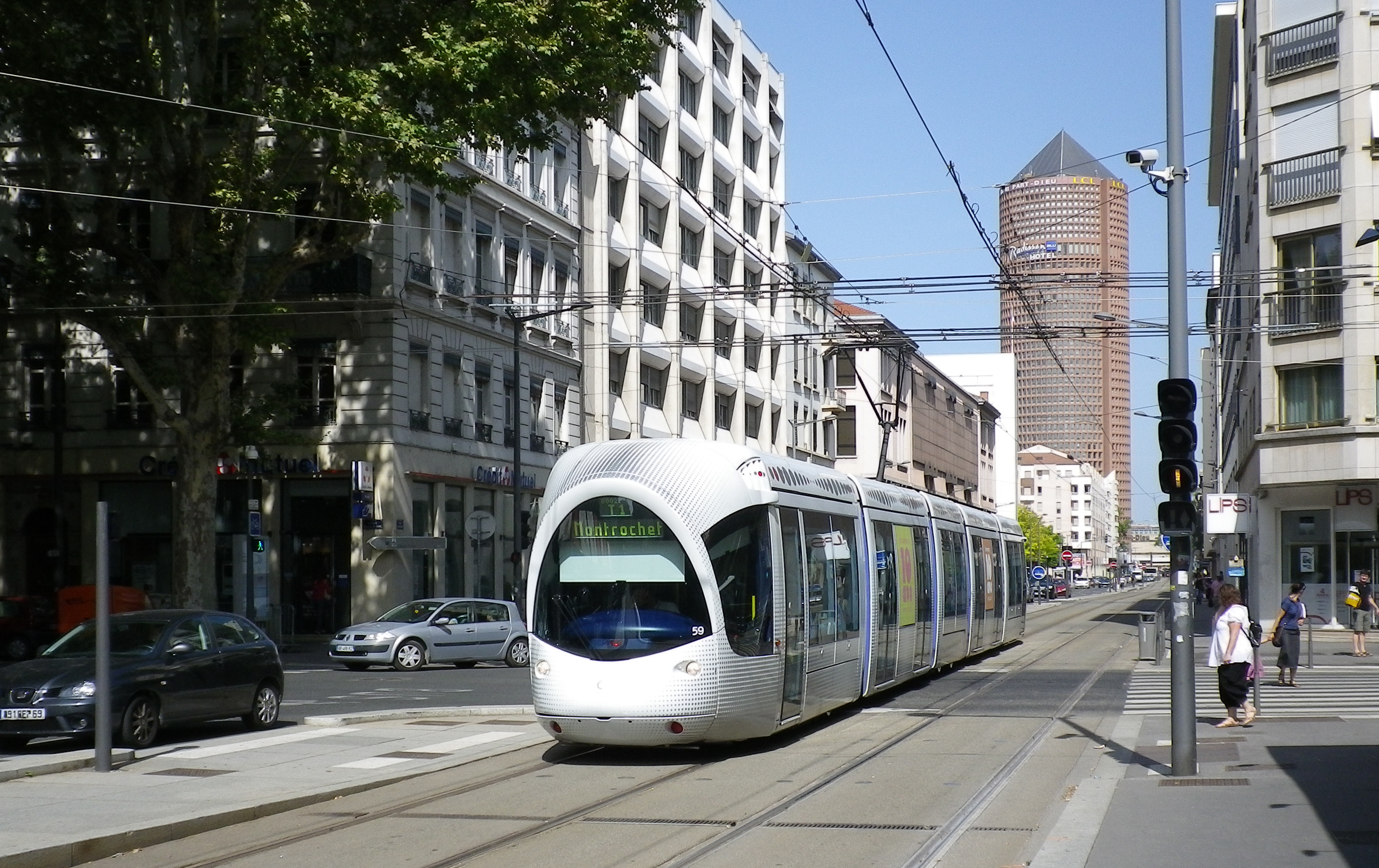
Lyon : Rame du tramway T1.
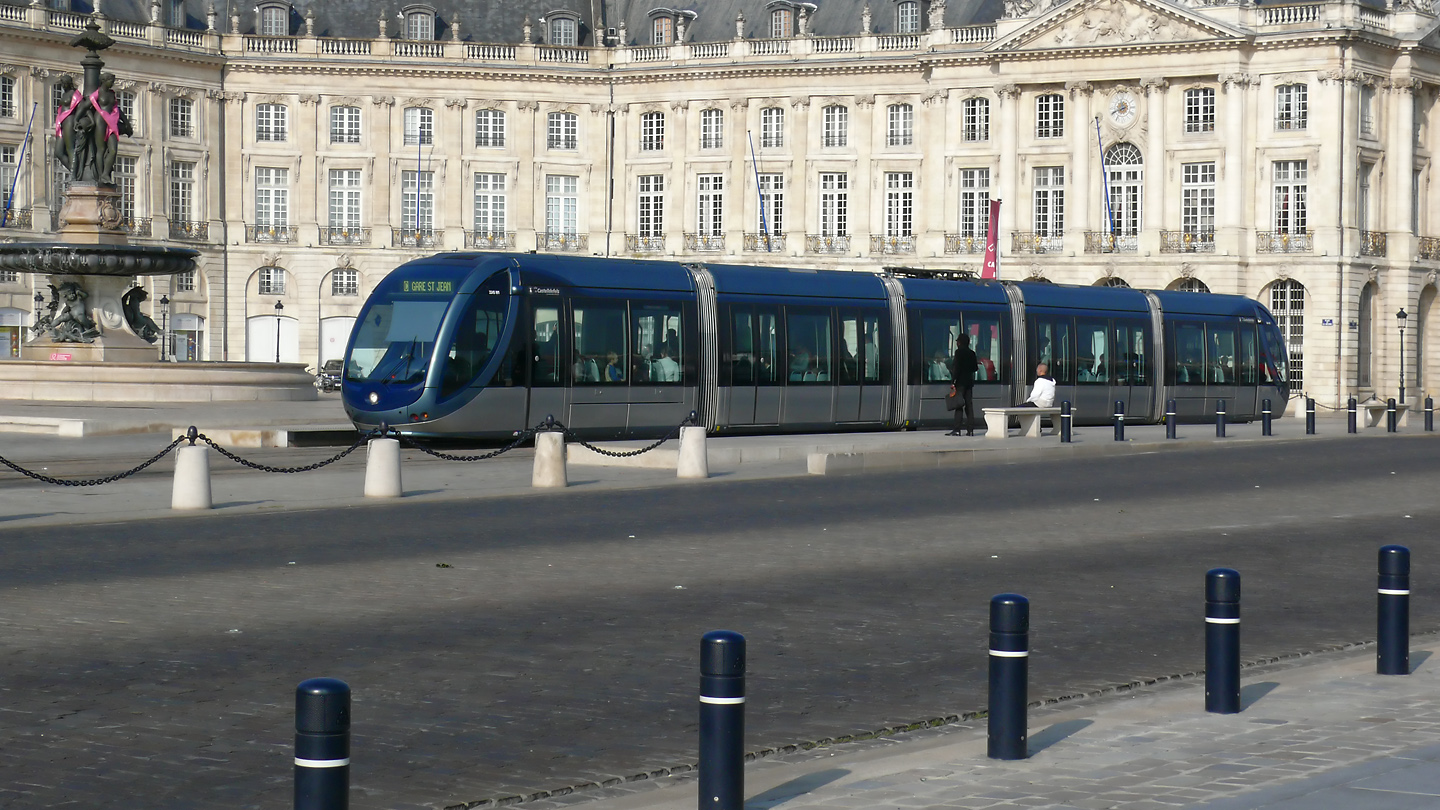
Rame Citadis 302 place de la Bourse à Bordeaux (ligne C).
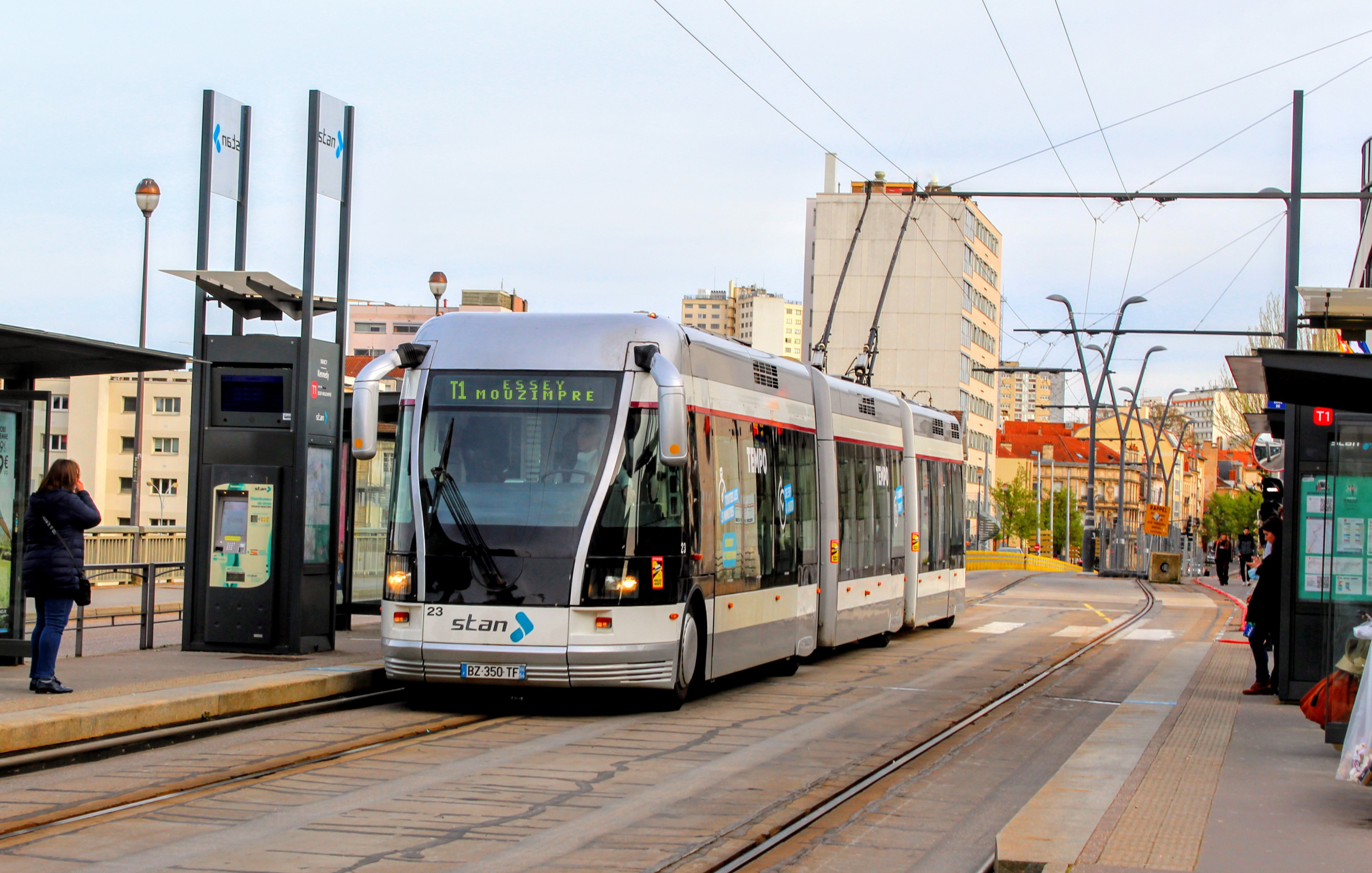
Ancienne rame de TVR du réseau Stan arrivant à l'arrêt Kennedy à Nancy.
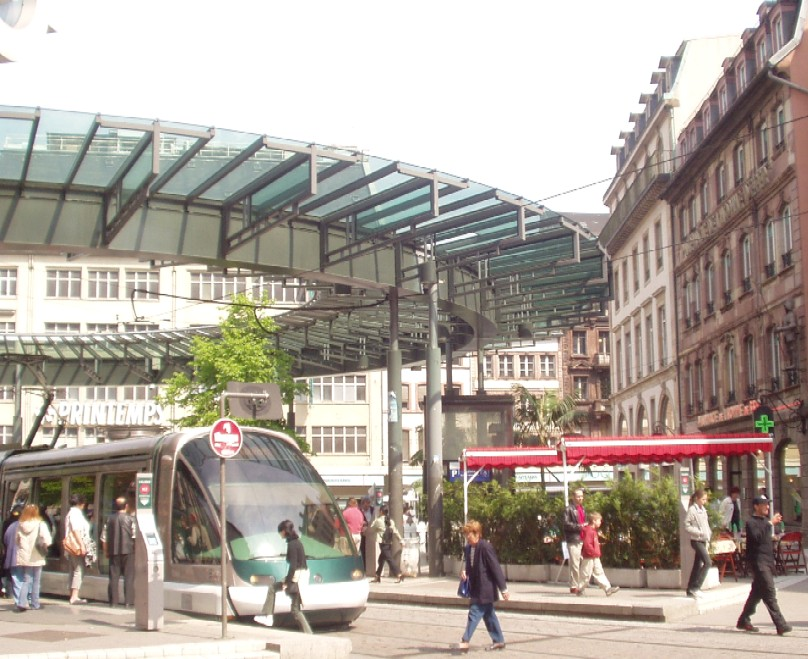
Tramway de Strasbourg, place de l'homme de fer.
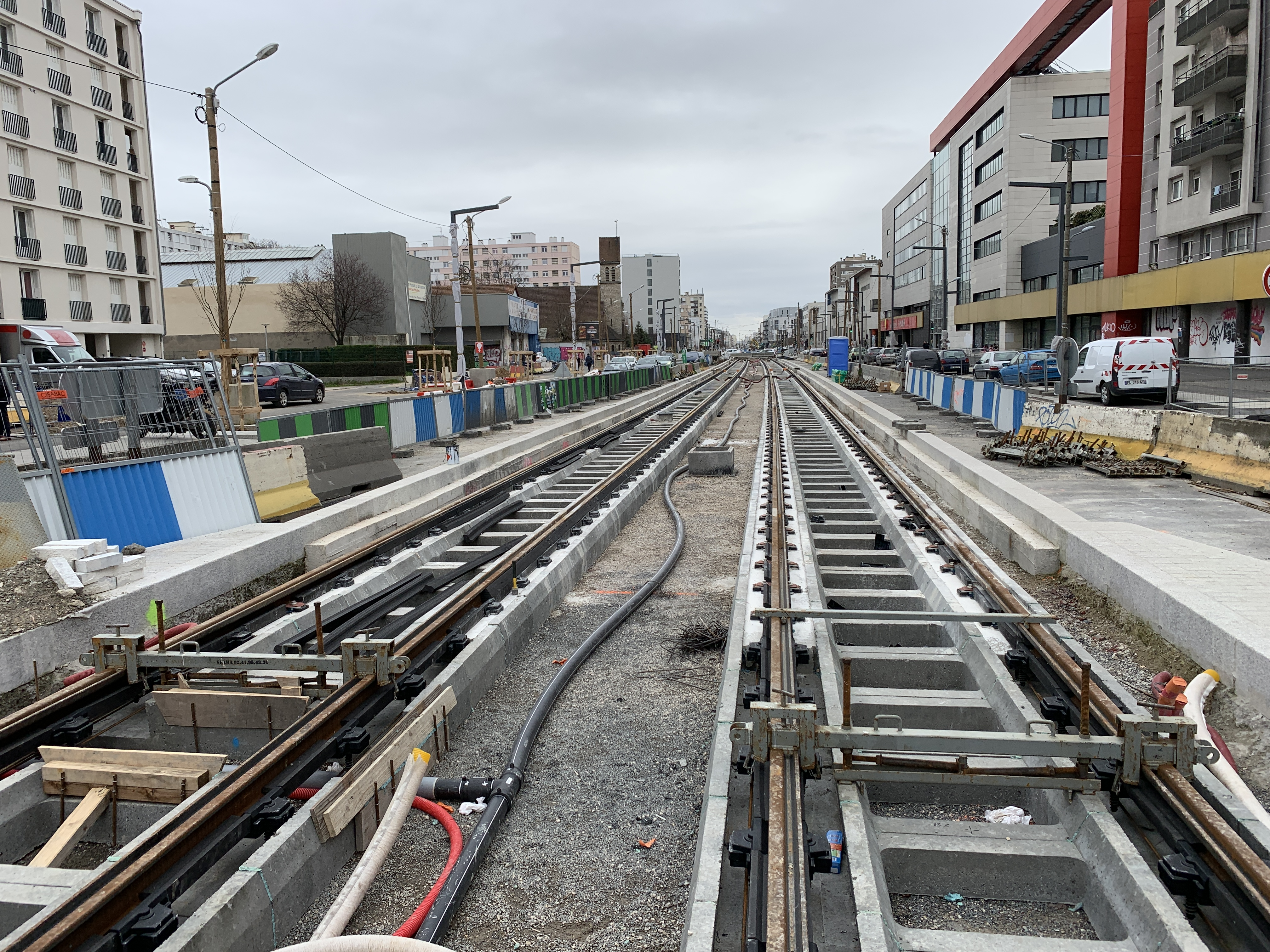
Travaux de construction du tram T9 à Ivry-sur-Seine.
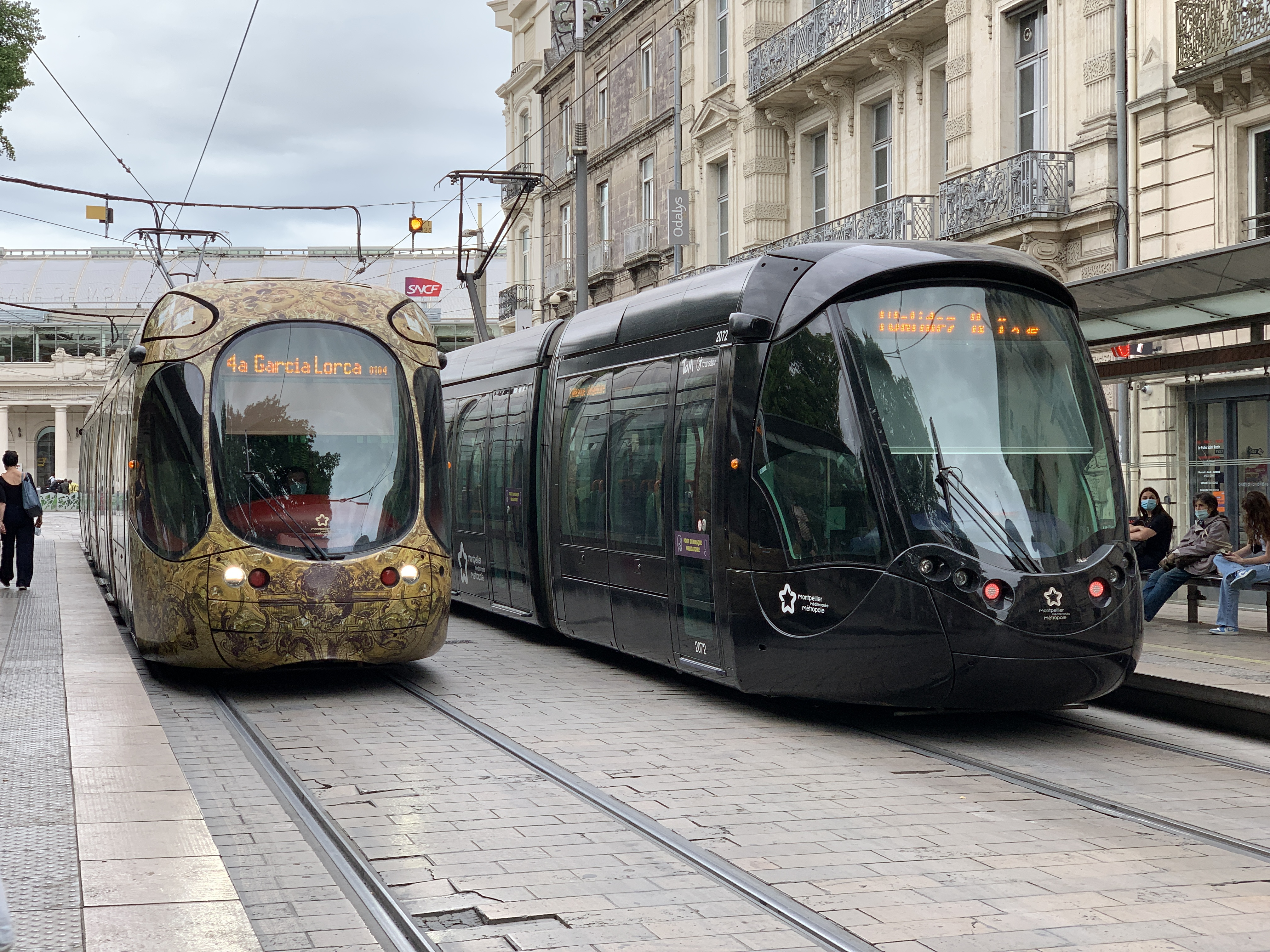
Rames des lignes 3 et 4 du tramway de Montpellier à la station Gare Saint-Roch, à gauche la ligne Ligne 4 et à droite la Ligne 3.

#### En Italie

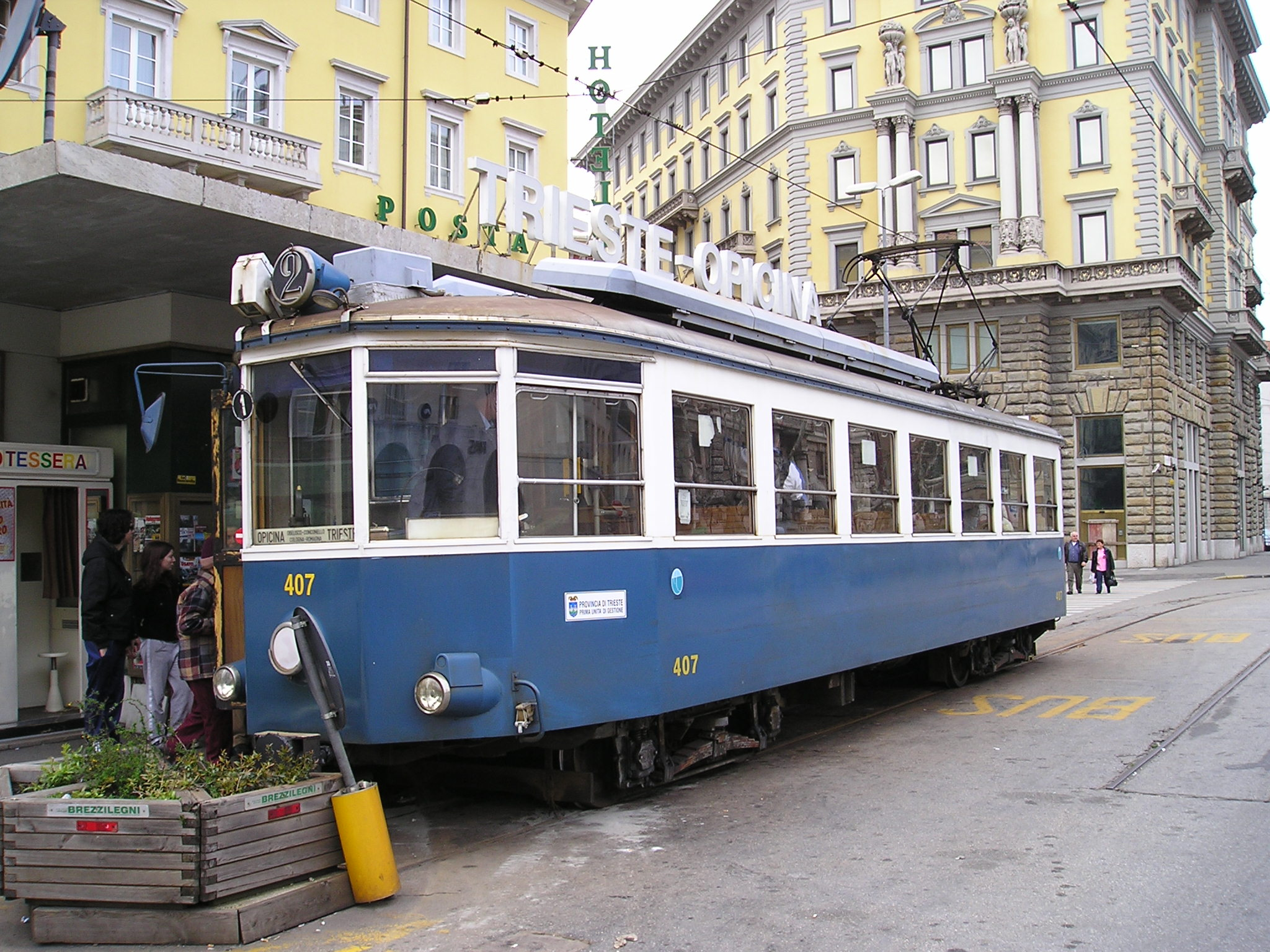
Le tramway historique de la ligne Trieste-Opicina

Un tramway historique, construit de 1901 à 1902 par Eugenio Geiringer, relie Trieste à Opicina sur une ligne historique constituant le dernier exemple en Europe de traction mixte (électrique dans les parties normales et funiculaire dans les fortes pentes). Cette ligne est aujourd'hui devenue touristique en montant sur les hauteurs de la ville et offrant un panorama unique sur le golfe.

#### En Suisse
Une grande partie du réseau de transport ferré suisse construit entre la fin du XIXe et le début du XXe siècle a été maintenu en service et développé jusqu'à nos jours. Mais il n'en a pas été ainsi pour les tramways suisses. Des quinze villes au moins qui possédaient un réseau de tramways, seules les villes de Bâle et de Zurich ont conservé un réseau de tramways très développé. D'autres villes, comme Genève, Lausanne, Saint-Gall ou Lugano, ont toutes démantelé totalement ou partiellement leur réseau dans les années 1930 ou dans la période d'après-guerre.
Par conséquent, le tramway de Bâle et le tramway de Zurich, tous deux présentant un réseau très dense, sont devenus aujourd'hui un très fort atout dans leur région.
Du côté de la Suisse romande, Genève possédait, au début du XXe siècle, un réseau de tramways urbain et vicinal extrêmement étendu (118 km), mais qui avait presque entièrement disparu, puisqu'entre 1969 et 1993, il ne restait qu'une seule ligne (la 12) qui est d'ailleurs la plus ancienne d'Europe encore en activité. Depuis, la reconstruction d'un réseau de tramways est en cours avec une reconstruction probable des prolongements jusqu'au communes françaises d'Annemasse, Saint-Julien, Saint-Genis-Pouilly et Ferney-Voltaire. Toujours en Suisse romande, différents nouveaux projets de tramways sont en cours d'étude à Bienne et à Lausanne. Le réseau de tramway lausannois a existé de 1895 à 1964.
Il existait aussi des tramways transfrontaliers. Le maintien du réseau bâlois a permis à la commune française de Leymen de toujours être desservie par le tramway (ligne 10). Elle possède donc un des rares arrêts de tramway français en service depuis un siècle[réf. nécessaire]. Les autres lignes de tramway vers la France (St-Louis et Huningue) et l'Allemagne (Lörrach) ont été démantelées. En décembre 2014, la compagnie des transports publics de Bâle (BVB) rouvre un tronçon avec trois arrêts passant la frontière reliant ainsi Bâle à Weil am Rhein (Allemagne) sur la ligne 8. Un prolongement avec quatre arrêts de la ligne 3 est rouvert depuis décembre 2017 desservant la gare de Saint-Louis (France).

### Évolution de la technique
À l’origine, les tramways étaient hippomobiles. Ces véhicules étaient d’ailleurs dérailables, le cocher menant ses chevaux dans une direction presque perpendiculaire à la voie, ce qui lui permettait de s’approcher du trottoir pour y embarquer des passagers. Le réenraillement se faisait ensuite tout seul, le cocher menant son tramway vers l’axe de la voie.
La traction à vapeur fut parfois employée, soit au moyen de petites locomotives dont l’embiellage était le plus souvent dissimulé afin de ne pas effrayer les chevaux, soit au moyen de tramways autonomes munis d’une machine à vapeur.
Dans le but d’éliminer les nuisances causées par les fumées et la vapeur, la traction à l'air comprimé eut également droit de cité. Louis Mékarski proposa avec un certain succès la motorisation à air comprimé. Chaque motrice se rechargeait en air comprimé à une station spécifique en bout de ligne. La première mise en exploitation eut lieu en 1879 à Nantes et jusqu'en 1917, plusieurs réseaux utilisèrent ce système très écologique.
Mais toutes ces technologies s’effacèrent après que la démonstration éclatante de l’électrification par Frank J. Sprague du réseau de tramways de Richmond (Virginie), a prouvé, dès 1887, que la traction électrique était le moyen idéal de propulsion des tramways.

Différents types de tramway
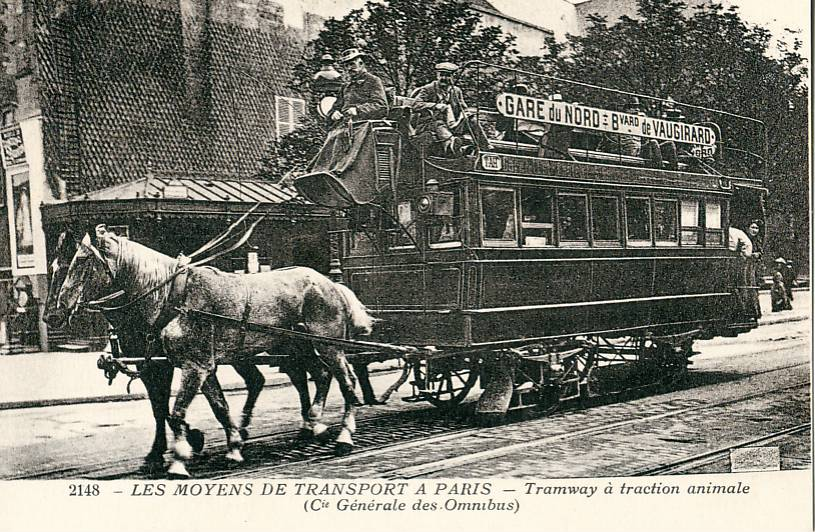
Tramway hippomobile de la CGO
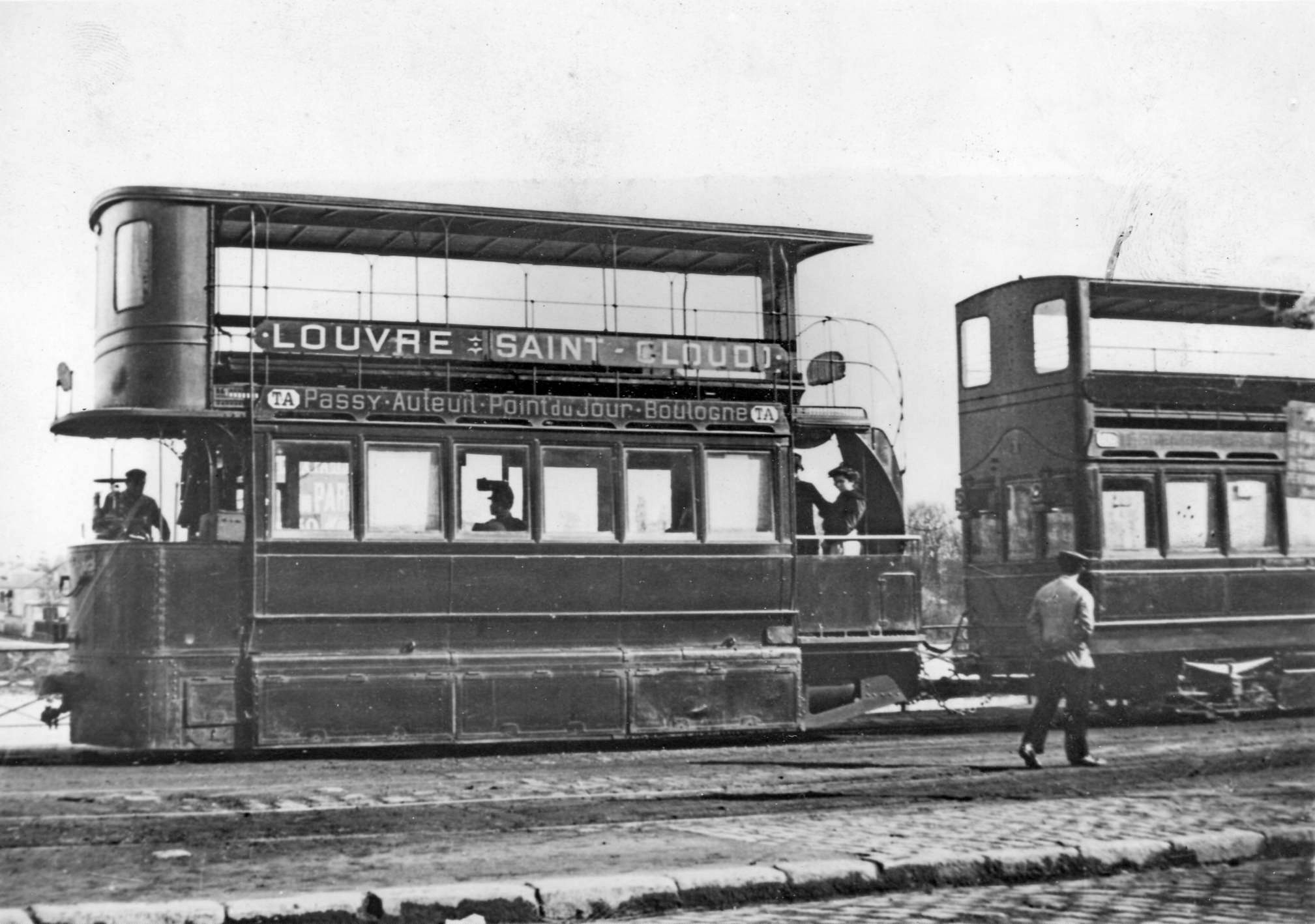
Tramway à air comprimé, système Mékarski de la CGO (1900)
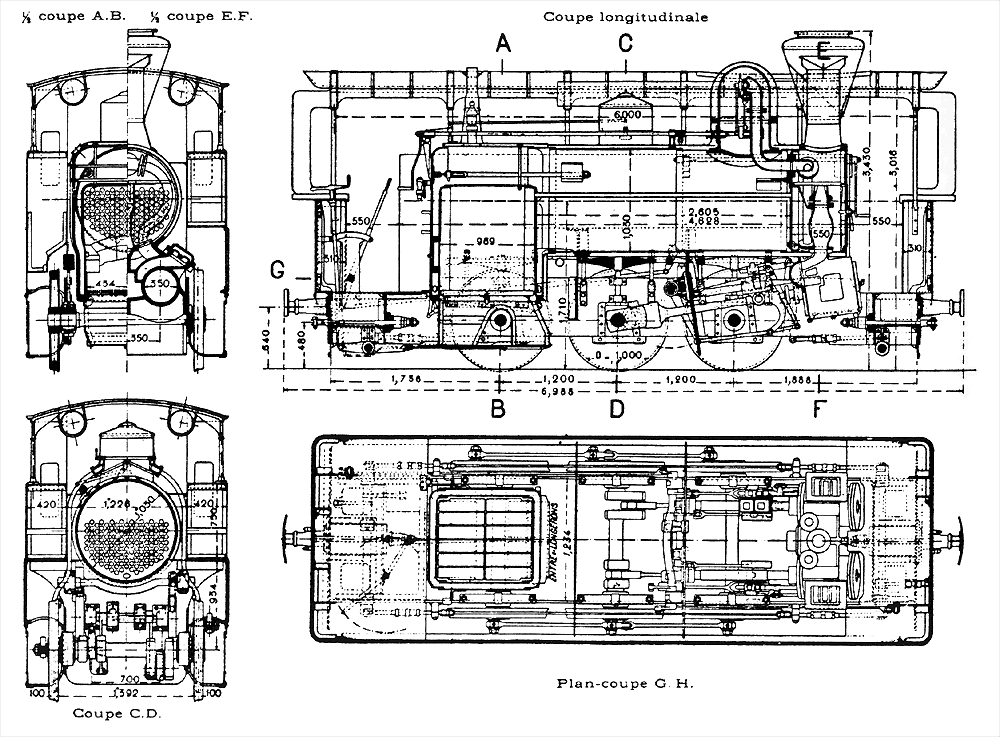
Locomotive à vapeur du tramway Paris Arpajon
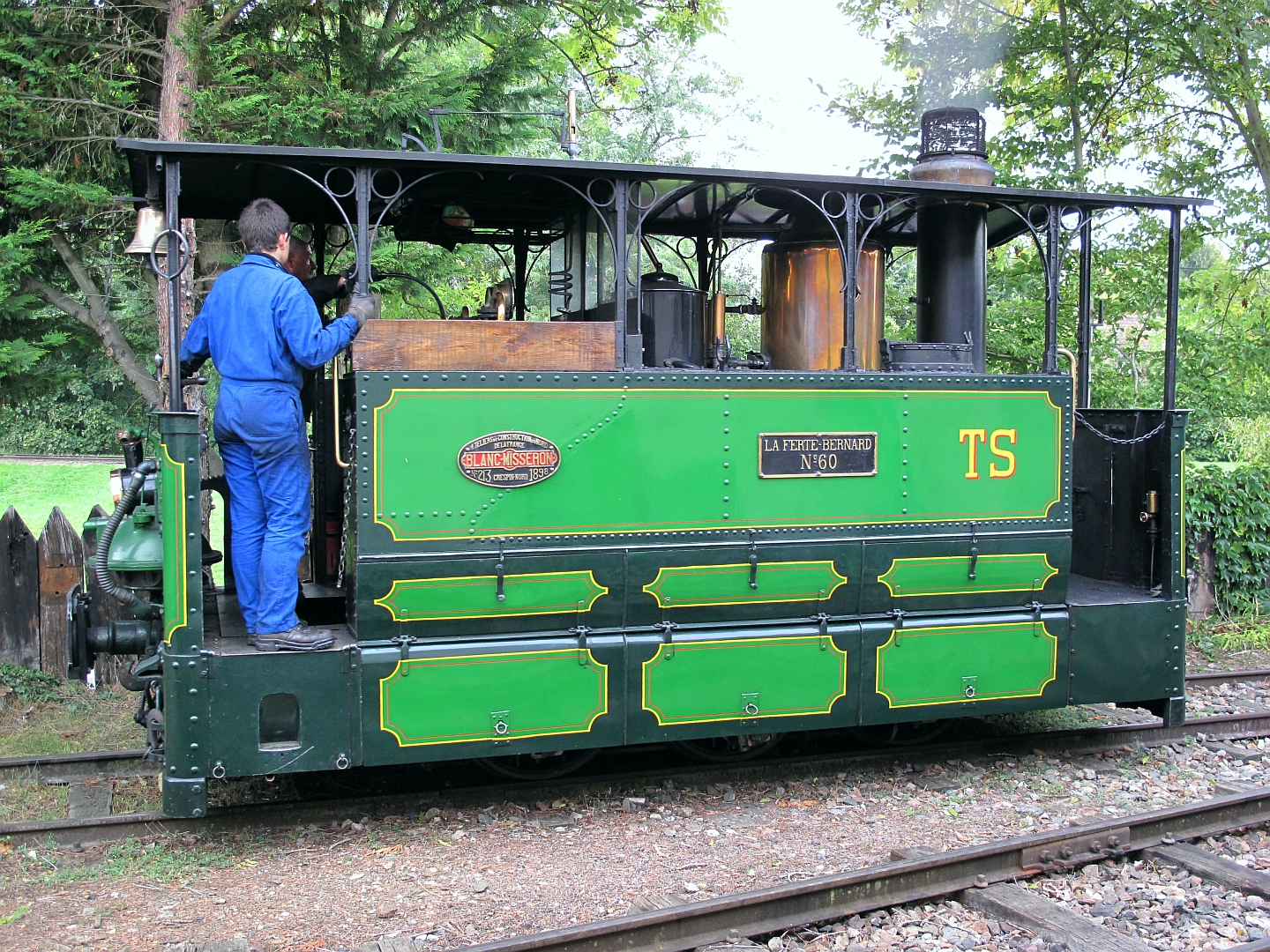
Locomotive à vapeur de tramway équipée d'une toiture et d'un mécanisme masqué par des tôles.

## Dérivés

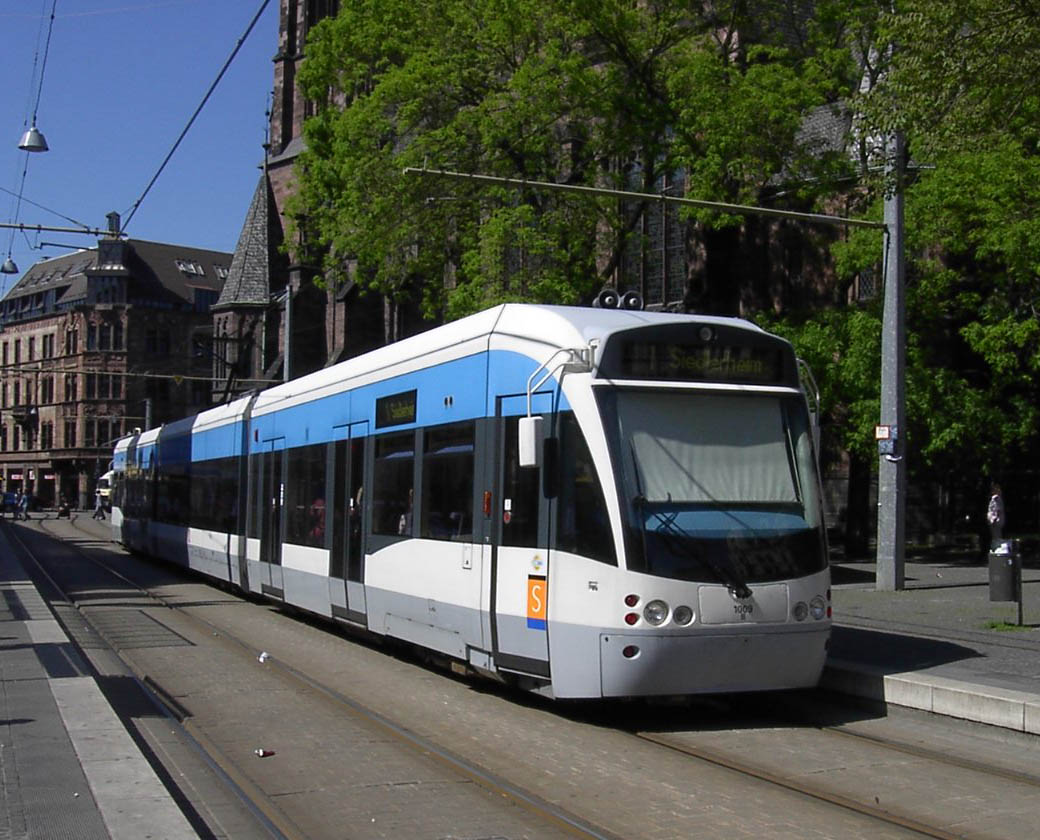
Tram-train à Sarrebruck (Allemagne).

Depuis sa création, diverses variantes ont émergé.

### Tram-train
Le tram-train est un système qui permet à une même rame de circuler sur des voies de tramway en centre-ville et de relier des stations situées en périphérie, voire au-delà, en circulant sur le réseau ferroviaire régional préexistant.
Le matériel utilisé doit être compatible avec le chemin de fer classique (signalisation, puissance, résistance). L'offre de ce mode de transport en commun contribue à un maillage plus efficace de l'ensemble du réseau, notamment en cas de combinaison avec le tramway classique. Très développé dans les pays germaniques, et notamment à Karlsruhe (Modèle de Karlsruhe), ce système a été mis partiellement en service en région parisienne (Ligne T4, en réutilisant l'ancienne ligne des Coquetiers entre Bondy et Aulnay-sous-Bois) en 2006. Au sens strict de la définition du tram train, en France, la première ligne ouverte est celle du tram-train Mulhouse-Vallée de la Thur qui depuis le 12 décembre 2010 relie Mulhouse à Thann.

### Tramway interurbain

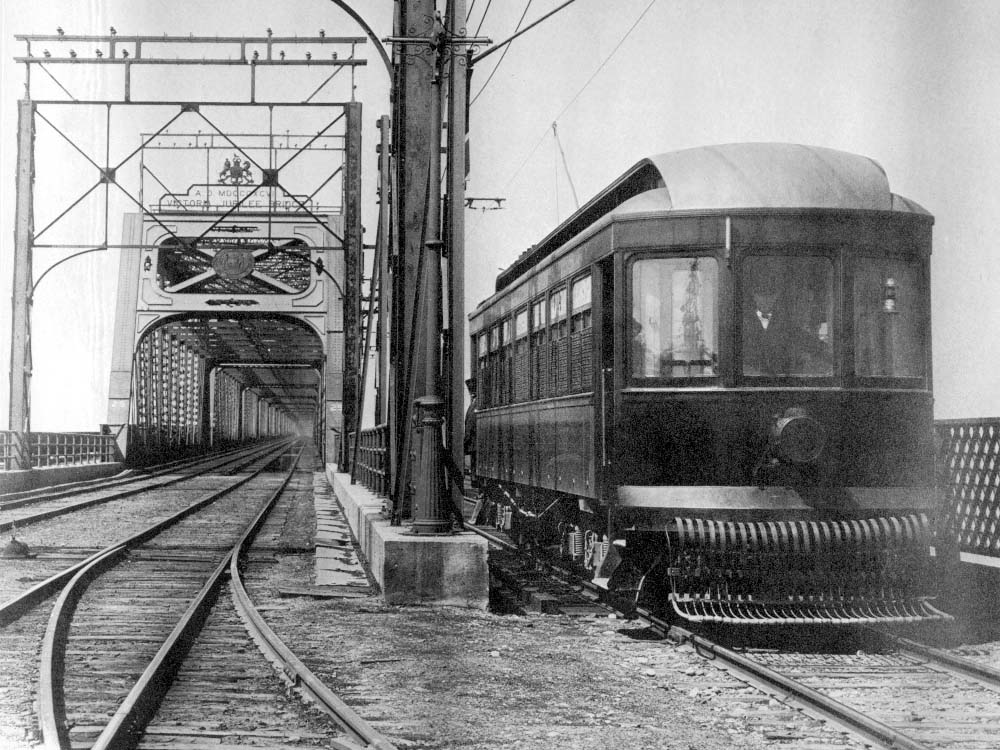
Montréal & Southern Counties

En Amérique du Nord, le tram-train avait pris la forme de nombreux interurbains (l'équivalent européen en était — quelque peu... — les chemins de fer vicinaux belges) ; beaucoup exploitaient des trains de marchandises échangés avec les réseaux ferroviaires classiques (de ce fait, ils étaient exploités sous un régime réglementaire identique aux chemins-de-fer où la signalisation latérale et les ordres de marche, plutôt que la marche à vue dictent les évolutions des trains ; de même, les tramways y circulant étaient construits aux mêmes normes anticollisions que les voitures ferroviaires conventionnelles, étant régis par les normes d'échange de wagons de l'AAR).

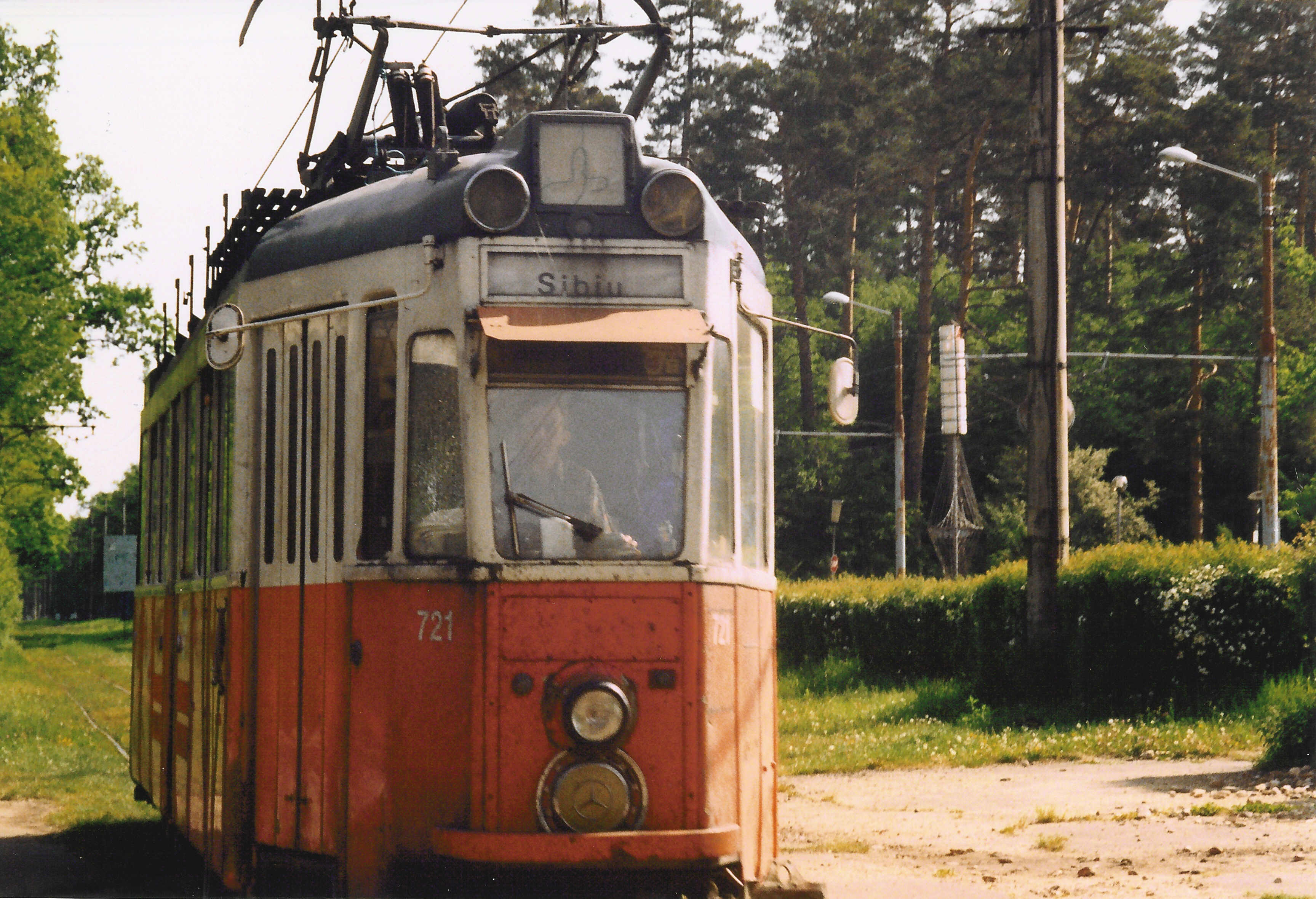
Le « Fromage Express », nom familier du tramway interurbain Sibiu-Rășinari dans les Carpates, en Roumanie.

De nos jours, seule la compagnie Chicago, South-Shore & South-Bend subsiste : elle offre un service de banlieue Chicago South-Bend ; ses rames circulent encore au milieu de la rue à quelques endroits.
Au Québec, on pouvait compter sur le « Québec Railway, Light, Heat & Power » (Québec, Sainte-Anne-de-Beaupré) ainsi que le Montréal & Southern Counties (Montréal, Granby), qui tous deux étaient des filiales de Canadien National. Sur ces deux lignes, trains et tramways circulaient ensemble.

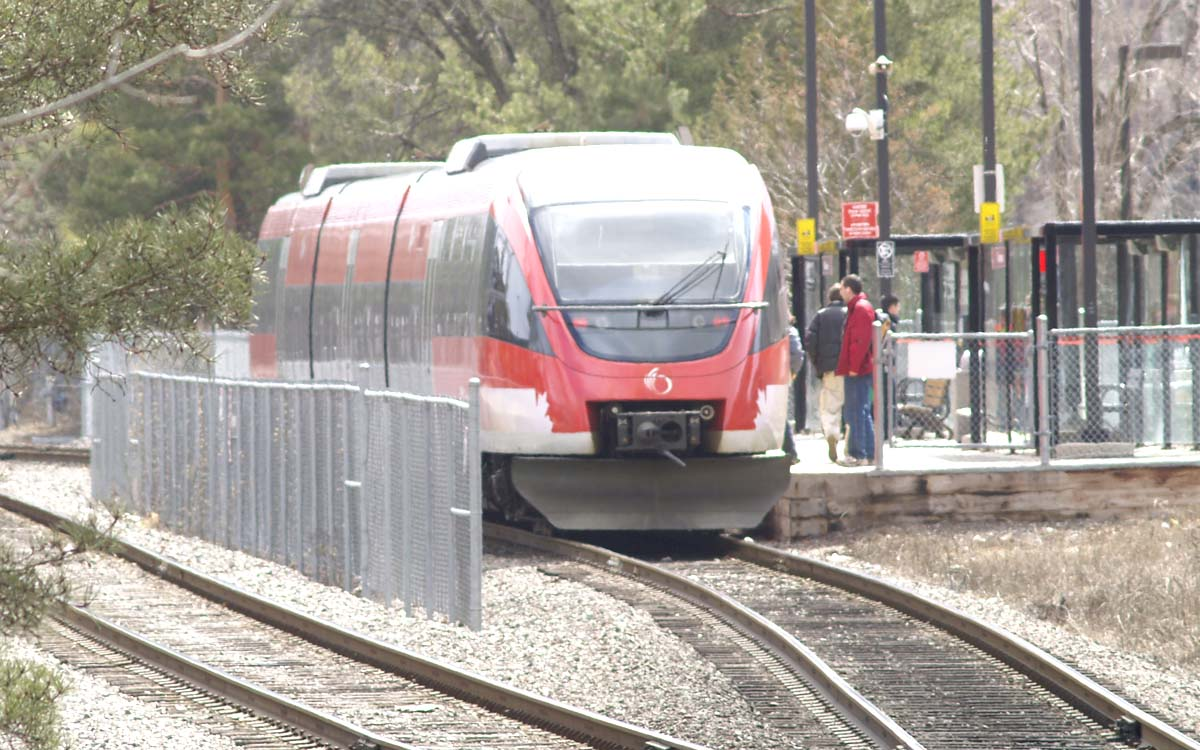
Rame du O-Train à Ottawa.

Au Canada, le service du O-Train, à Ottawa, est d'une certaine manière un train-tram, parce que le matériel roulant (rames Talent, de Bombardier) est conçu pour du service sur ligne ferroviaire (les rames étaient destinées à la Deutsche Bahn) mais est utilisé en service urbain. Il circule sur une ligne ferroviaire classique comme un train de banlieue et éventuellement, les plans prévoient des rails au centre-ville pour faire une partie de son trajet comme un tramway. Cependant, la signalisation modifiée (balises Indusi et dérailleurs enclenchés) empêche l'intrusion de trains conventionnels lors de sa circulation car les rames Talent ne satisfont pas aux normes nord-américaines de protection passive contre les collisions.
En Europe existent également des trams interurbains. On peut citer par exemple la ligne du tramway de la côte belge, qui parcourt du nord au sud la côte de ce pays, sur 68 km, et qui joue un rôle touristique de premier plan, qui se rajoute à sa fonction de transport public traditionnelle. Cette ligne est la seule des nombreuses liaisons de tramway vicinaux qui ont existé en Belgique à avoir été maintenue. En France le premier projet récent fut le tram-train de l'Ouest lyonnais, mis en service en 2012. Il est appelé commercialement « tram-train » mais il ne traverse pas la voirie.
Depuis 2017, le T11 relie, en Île-de-France, Le Bourget à Épinay-sur-Seine avant un prolongement non daté vers Sartrouville et Noisy-le-Sec.

### Tramway sur pneus

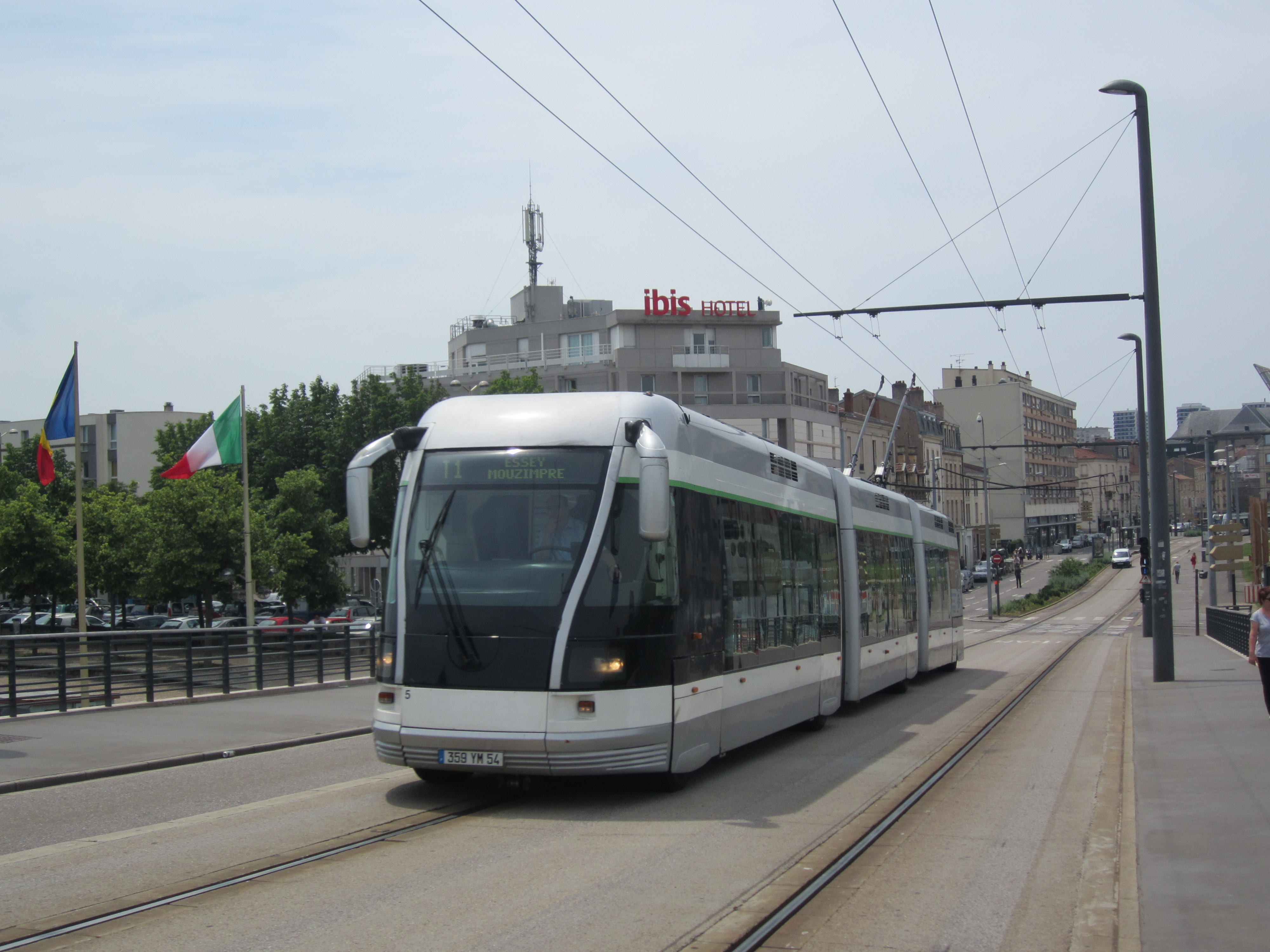
Ancien transport léger guidé sur pneus de Nancy (technologie TVR).

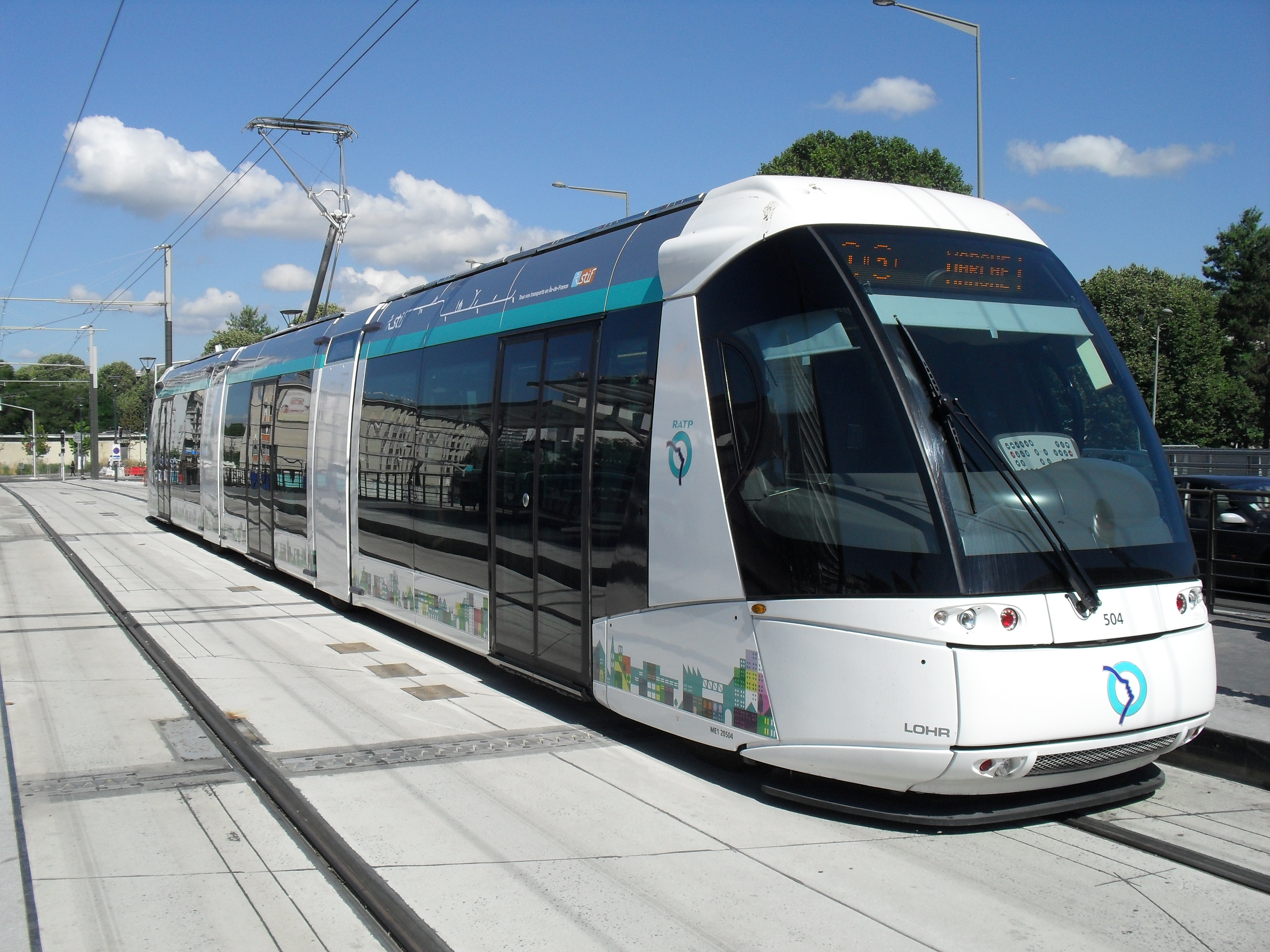
Ligne 5 du tramway sur pneus d'Île-de-France (technologie Translohr).

Directement inspiré du monorail Larmanjat ayant circulé en 1868 sur le tramway du Raincy à Montfermeil, le tramway sur pneus est guidé par un galet (roulette à double boudin) suivant un rail central (guidage mécanique).
Ce système dispose, d'après ses promoteurs, de deux principaux atouts : le coût d'investissement est moindre que celui d'un tramway classique et il peut offrir la possibilité à la rame de quitter ponctuellement son tracé en cas d'incident de parcours, voire de parcourir des sections entières de lignes non équipées de guidage, en mode trolleybus (à condition que le mode de captage de courant soit compatible : perches et ligne de contact doubles) ou bus ; les rames équipées d'un groupe électrogène ou d'une batterie peuvent alors s'affranchir de guidage et de lignes de contact aériennes ; il s'agit alors d'un véhicule hybride. Circulant sur pneus, ces rames sont capables de franchir de fortes pentes (jusqu'à 13 % selon le constructeur) à moindre coût .
Malgré les difficultés rencontrées sur les seuls réseaux ayant adopté cette technologie, celle-ci s'est largement faite devancer par l'évolution du tramway fer, offrant désormais les solutions aux problèmes qui faisaient préférer le tramway sur pneus dans les années 2000, et à cause de nombreux problèmes qui ressortent lors de l'exploitation du tramway sur pneus (fidélité au constructeur imposée, entretient coûteux, nombreux déguidages, etc.). Deux systèmes entrent en concurrence, le Bombardier TVR (uniquement exploité à Nancy, définitivement arrêté le 12 mars 2023 et à Caen, définitivement arrêté le 31 décembre 2017). Le deuxième système différent (Translohr) est exploité à Clermont-Ferrand, Padoue ou encore Shanghai (arrêté le 1er juin 2023) et en Île-de-France sur les lignes T5 et T6.
Il ne doit pas être confondu avec l'autobus guidé, construit sur la base d'un autobus, mais guidé par une caméra suivant une trace au sol (guidage optique) ou par des plots magnétiques encastrés dans le sol (guidage magnétique), la plupart du temps sur une voie réservée.

### Alimentation par le sol

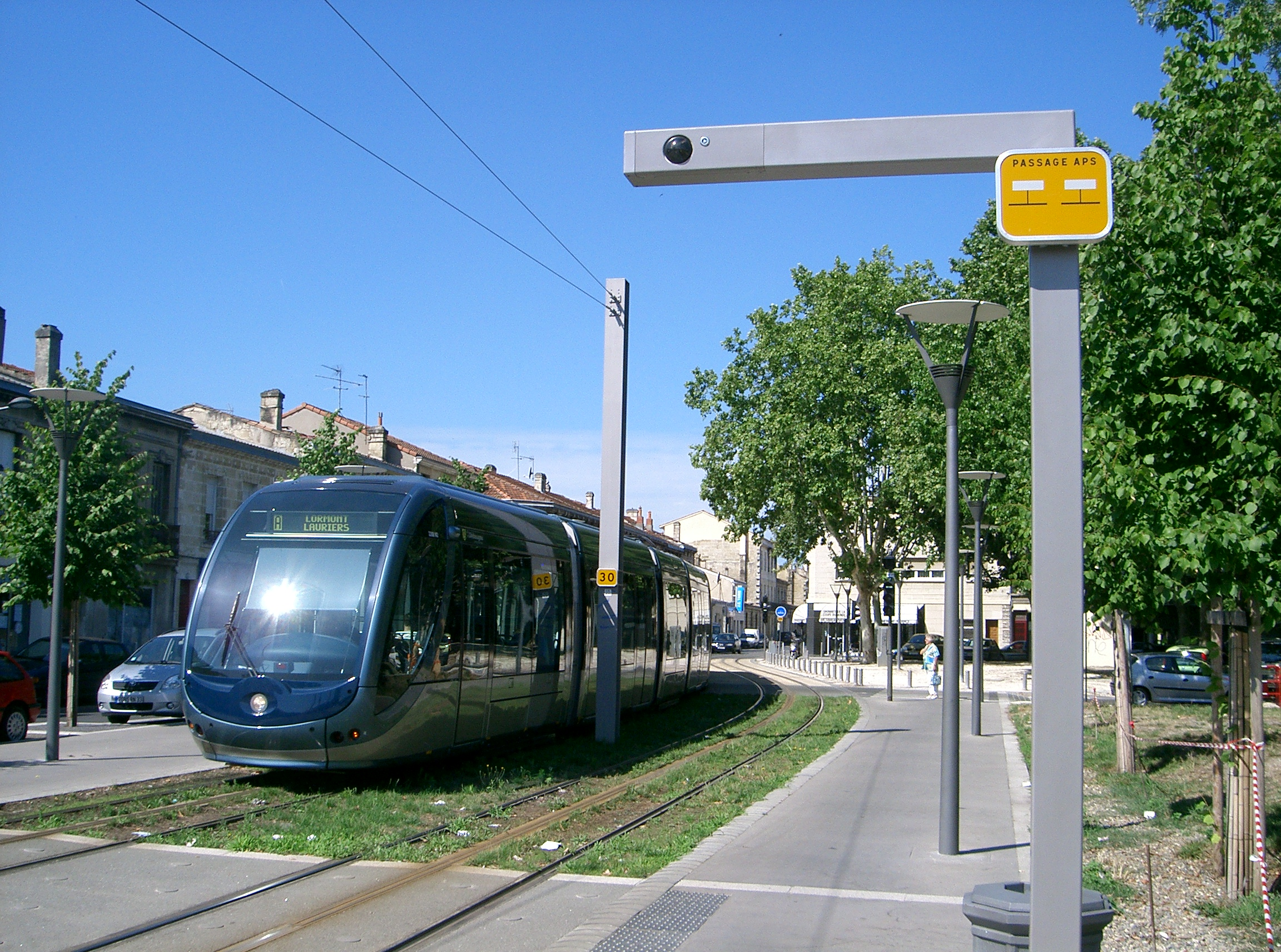
Tramway de Bordeaux : changement d'alimentation LAC/APS près de la station Gaviniès.

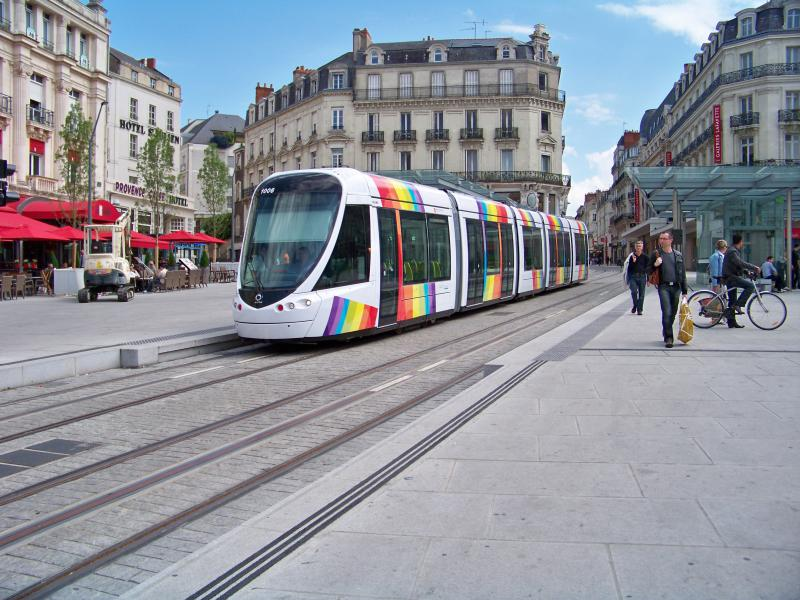
Le Tramway d'Angers est équipé de l'APS comme ici sur la Place du Ralliement, dans le centre-ville

On reproche parfois au tramway l'aspect inesthétique des lignes aériennes de contact (LAC), notamment dans les centres historiques.
Le réseau des anciens tramways parisiens a fortement pâti de cette exigence en utilisant le procédé des plots d’alimentation (systèmes Claret-Vuilleumier, Védovelli, Diatto et Dolter), puis de l’alimentation par caniveau comme à Washington et dans d'autres villes comme Nice… Le principal avantage était d'ordre esthétique, du fait de l’absence de fil d’alimentation, mais les inconvénients étaient légion, à la fois pour ce qui concerne la construction, mais aussi l’entretien et l’exploitation.
Ce souci d’esthétisme explique pourquoi le tramway de Bordeaux, mis en service en 2003, comprend plusieurs sections avec alimentation par le sol (APS) : elle se fait par un troisième rail, situé entre ceux de roulement. Il est divisé en sections isolées les unes des autres et qui sont automatiquement mises sous tension lorsqu'un tramway roule ou se trouve au-dessus. Les réseaux de Reims et d'Angers sont également équipés de cette technologie. Le réseau de la ligne B du Tramway d'Orléans, ouverte en juin 2012, utilise aussi cette technologie pour traverser le centre ancien d'Orléans.

### Batterie

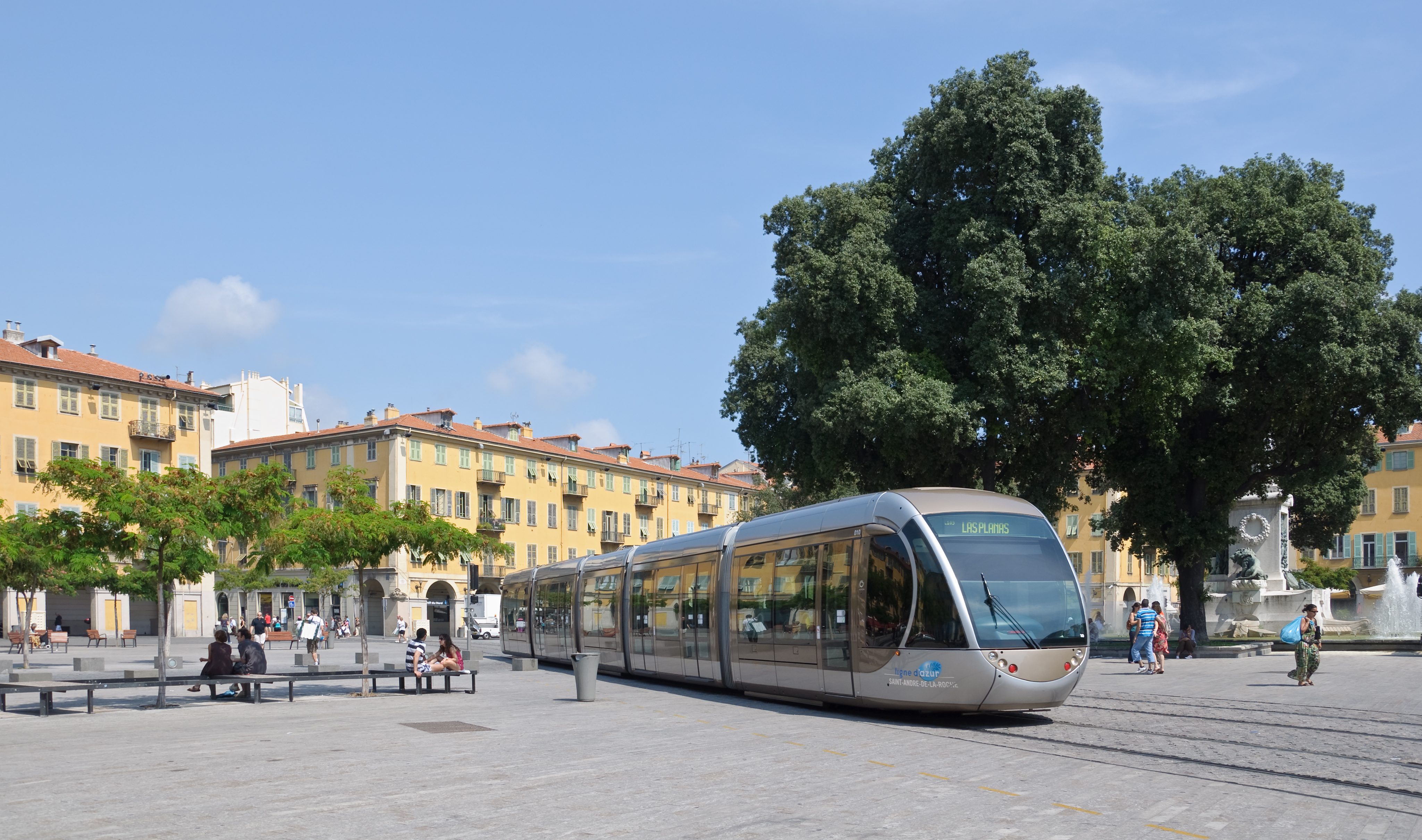
Une rame alimentée par batterie NiMH pour traverser la place Garibaldi à Nice

À Nice, il a été installé dans le toit du tram une batterie nickel-métal-hydrure, ou NiMH, capable de stocker assez d'énergie pour propulser une rame à 30 km/h sur plusieurs centaines de mètres. Ce système, sans caténaires, a pour avantage de préserver les places Masséna et Garibaldi, ainsi que de ne pas gêner le passage des chars du Carnaval de Nice. La recharge s'effectue automatiquement à chaque station.

### Tramway cargo

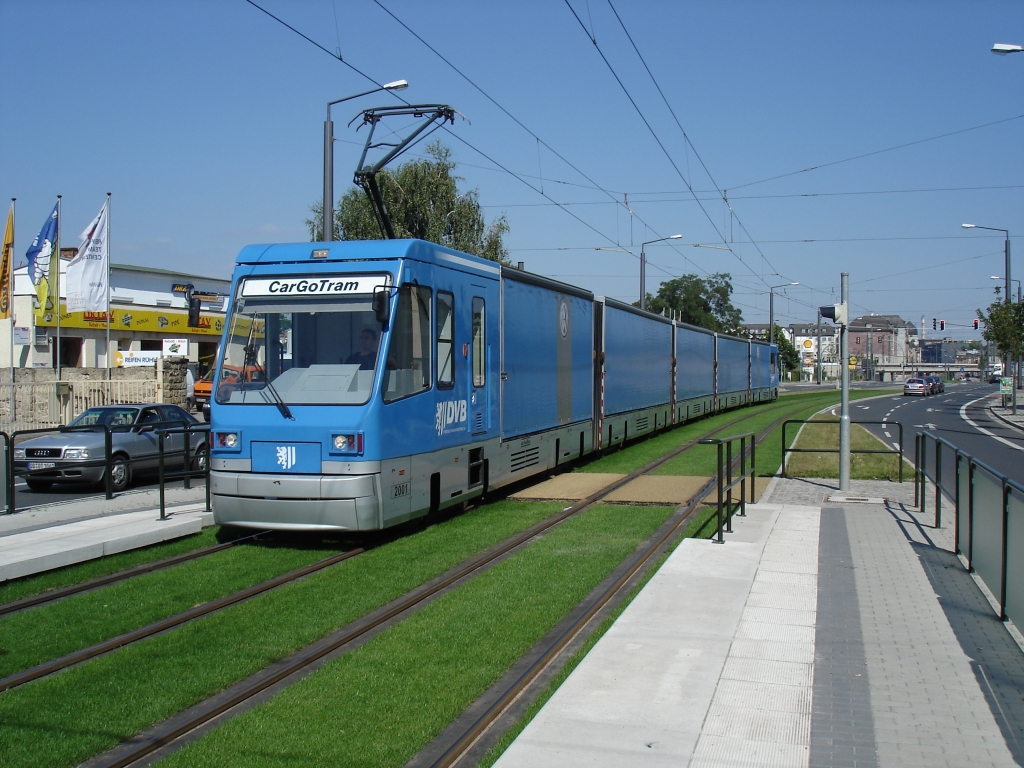
CarGoTram, circulant sur les voies du tramway de Dresde, intercalé entre deux rames à voyageurs

Certains réseaux de tramway se sont dotés de rames fret, permettant la desserte d'usines situées dans les villes. Ainsi, le CarGoTram à Dresde approvisionne depuis 2001 en pièces détachées une usine Volkswagen.
C'est la reprise d'une pratique qui fut fréquente au début du XXe siècle, où des lignes de chemins de fer secondaires et de tramway avaient une fonction de transport de marchandise plus ou moins affirmée.
Karlsruhe entend tester les tramways-cargos, tandis que Strasbourg mène une expérimentation.

## Construction d'une ligne de tramway

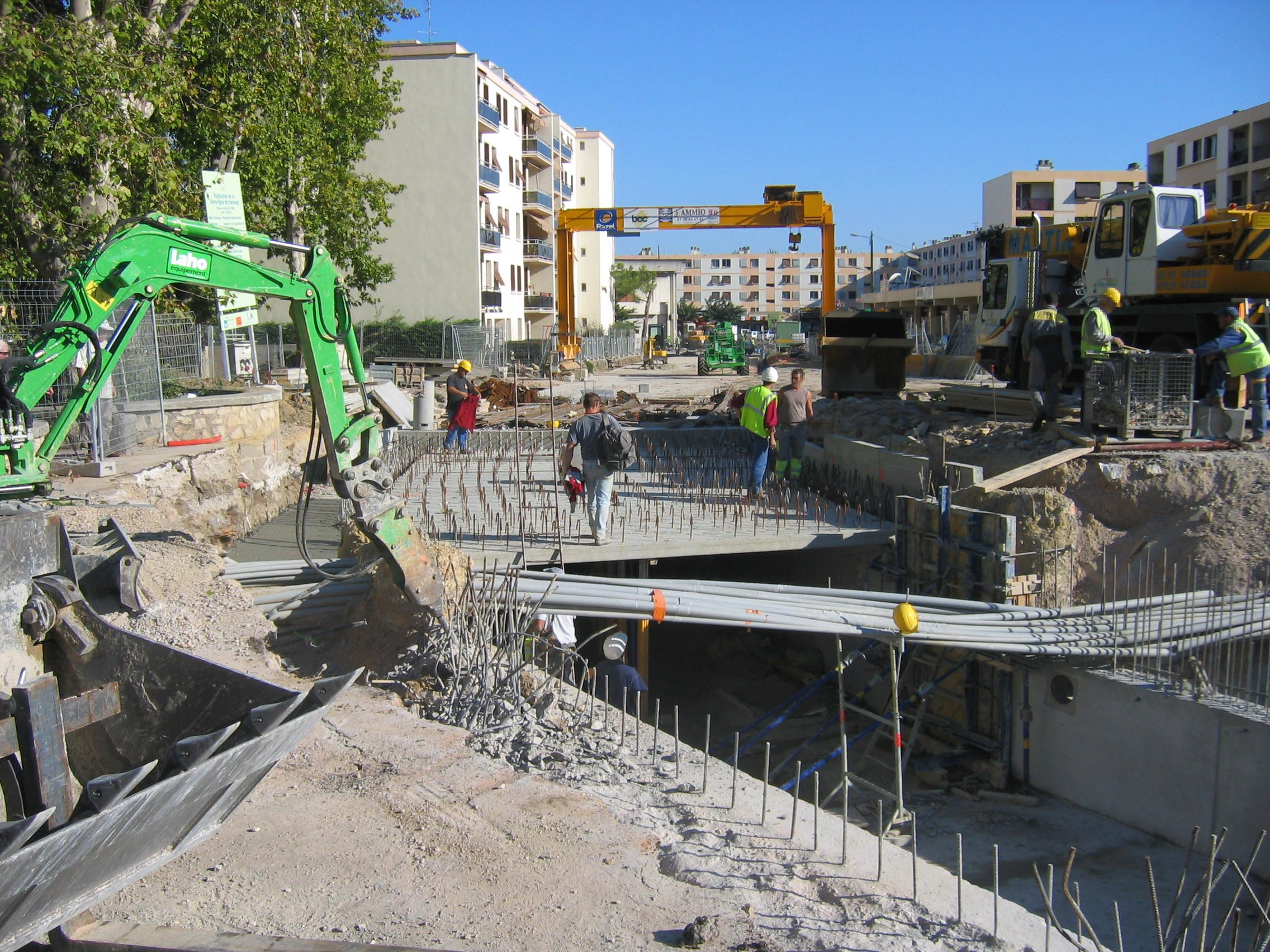
Travaux importants, ici l'intégration du tramway conduit au recalibrage d'une rivière souterraine (Montpellier– 2e ligne)

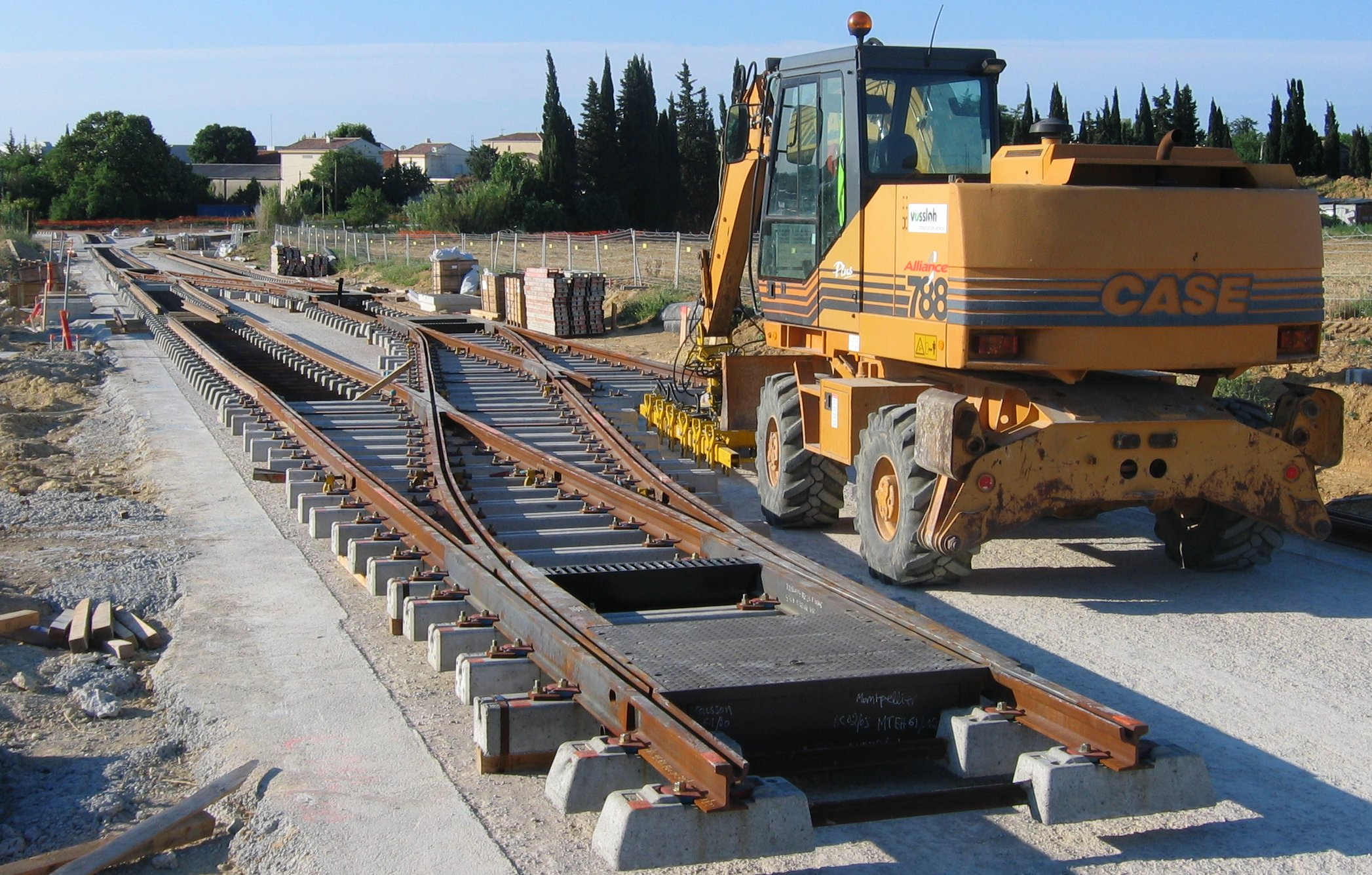
Travaux importants (Montpellier – 2e ligne)

### Coût
Le coût d'investissement du tramway est élevé, mais il reste abordable pour une ville moyenne. Un kilomètre de tramway représente en général entre le tiers et le cinquième de l'investissement pour un kilomètre d'une ligne de métro[réf. nécessaire], car il n'y a pas à creuser ; il faut cependant refaire la voirie et les réseaux. Mais le surcoût vient en France d'une politique de rénovation urbaine qui consiste lors de la construction de nouvelles lignes à rénover "de façade à façade", refaire la voirie de manière complète, le quartier d'une manière générale, pour densifier les zones desservies et généralement améliorer la mixité sociale. Le coût au km varie de 15 M€ à 30 M€,, hors requalification urbaine. Il serait toutefois supérieur à celui du trolley-bus,,, utilisé dans certaines grandes villes en France, en particulier à Lyon. L'aménagement d'une ligne de trolleybus, est en effet de l'ordre de 2 à 6 millions d'euros, au km. Les supercondensateurs utilisés pour la propulsion, réduiraient au moins de moitié le coût d'exploitation d'un BHNS sans rails ni caténaire, par rapport à celui d'une ligne classique de tramway,.
Les systèmes aériens, comme le monorail, les métros légers (le Skytrain et le VAL – surtout sa version export), obligent à un urbanisme dédié avec des avenues larges et, autant que possible, des immeubles intégrant les stations. Pour les coûts, il est très difficile de les obtenir, donc de les comparer.

### Réaménagement urbain
Lors de la construction de nouvelles lignes ou de rénovations lourdes, les travaux de mise en place de l'infrastructure nécessaire au tramway permettent de repenser l'aménagement des espaces publics et leur distribution, en priorisant un traitement paysager de l'environnement urbain, ou pacifié par une piétonisation des espaces stratégiques en cœur de ville ou de quartier. La construction d'un réseau de tramway est ainsi souvent couplée à l'extension des secteurs piétonniers avec intégration plus poussée des besoins des handicapés (qui ne subissent plus les indisponibilités imprévisibles des moyens d'accès annexes du métro : ascenseurs et escaliers mécaniques). Ces travaux permettent également une rénovation complète des réseaux souterrains à moindre frais pour les propriétaires ou exploitants (conduites de gaz ou d'eau anciennes remplacées, évacuations des eaux pluviales redimensionnées, égouts remis à niveaux…). Ils permettent aussi d'installer de nouveaux réseaux de communication (câbles et fibres optiques). Le tout étant en partie financé par les travaux du tramway.

## Avantages et inconvénients

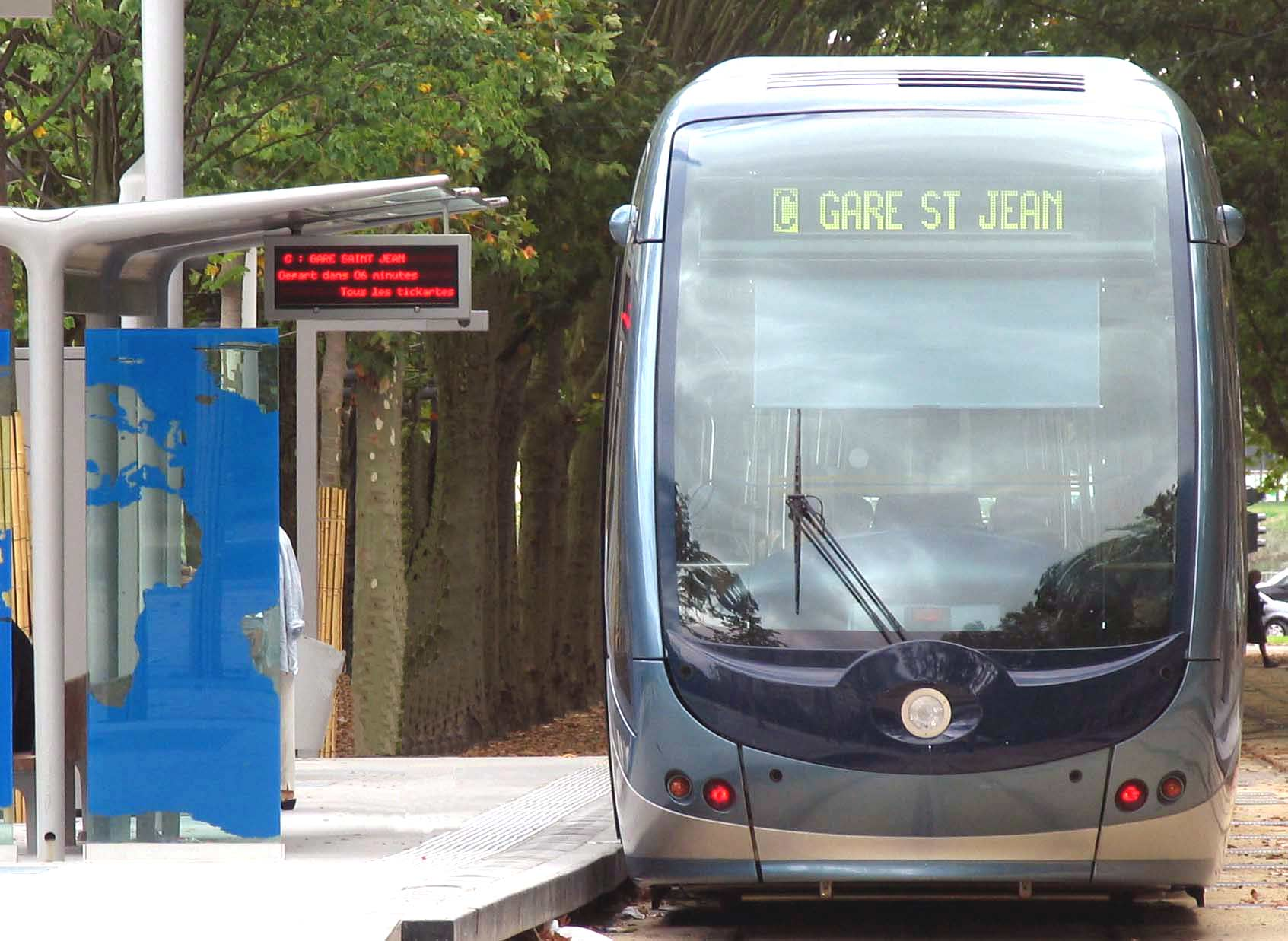
Exemple de mobilier sur ligne de tram à Bordeaux.

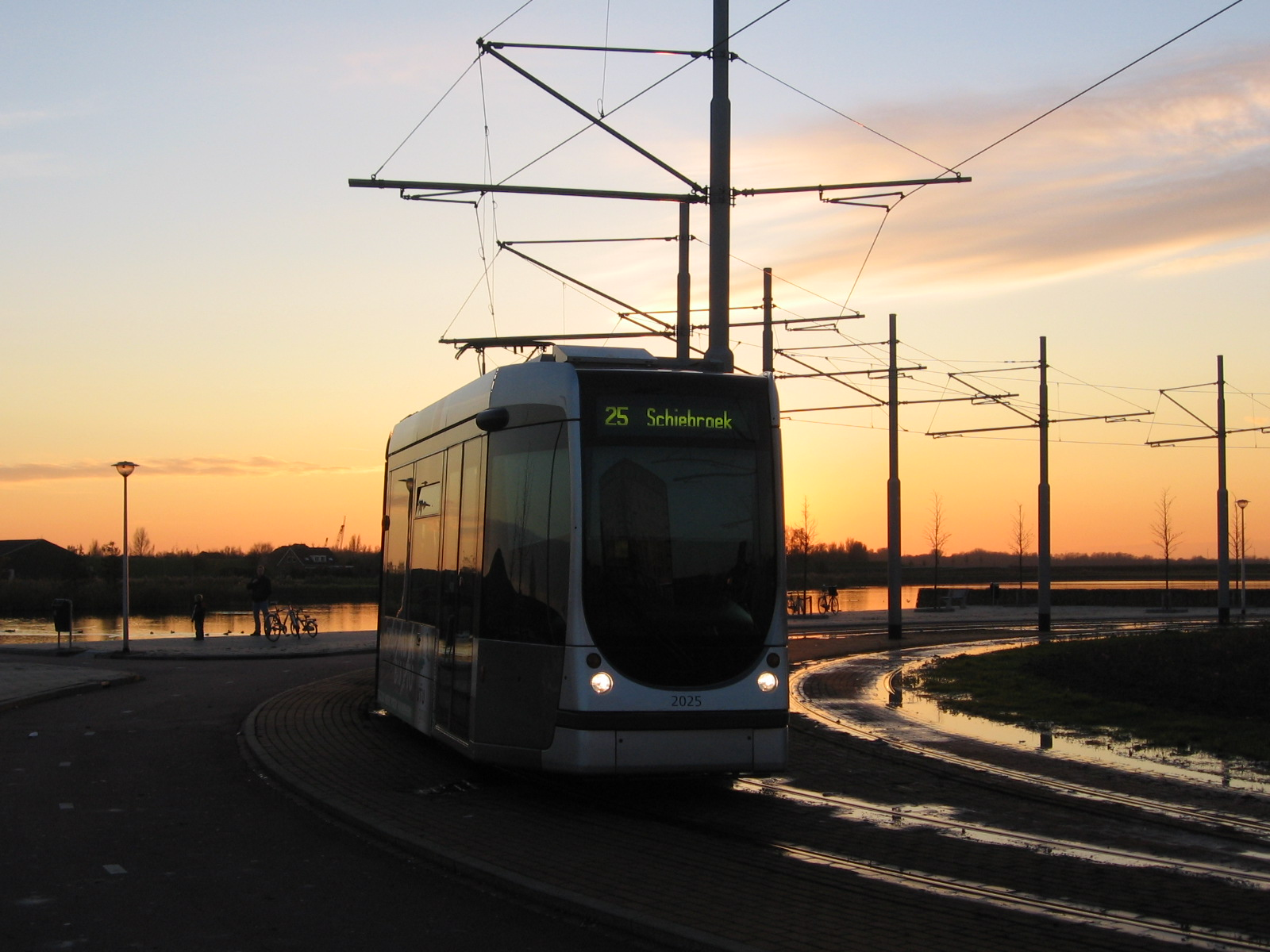
Rame assurant le service de la ligne 25 du réseau de tramway de Rotterdam.

### Avantages
- C'est le mode de déplacement urbain qui consomme le moins d'énergie par kilomètre et par personne[36]. Sa capacité est équivalente à celle de 3 bus et 177 automobiles. Sa consommation par passager peut être 15 fois moindre que celle d'une voiture[37] (hors énergies consommées pour l'entretien et lors de la construction).
- La place du tramway est là où la fréquentation potentielle est trop importante pour être absorbée par un bus (12 m, 18 m ou 24 m exceptionnellement) et est trop faible pour justifier les coûts élevés d'un métro. De nos jours, les tramways ont souvent une longueur comprise entre 30  et   50 m. À Bruxelles, un T4000 de 43 m de long offre 258 places.
- Avantages dérivés de la traction électrique
  - En ligne droite, le tramway a un niveau sonore comparable à celui d'un bus électrique.
  - La pollution atmosphérique est déportée vers le lieu de production de l'électricité, et diminuée lorsqu'elle est produite par des sources propres[37].
- Avantage de la mise en site propre
  - Sur les projets récents, les constructeurs privilégient les sites propres (c'est-à-dire excluant les autres modes de circulation) et donnent la priorité aux trams aux carrefours. Cette vitesse le rend attractif et permet d'envisager une nouvelle organisation des déplacements en agglomération. La circulation automobile en centre-ville n'est plus encouragée, et des parkings-relais en connexion avec les lignes de tramway sont répartis en périphérie, afin de capter les flux automobiles se dirigeant vers la ville. La tarification de ces parkings (couplage avec des tickets de transport) les rend plus avantageux que le coût d'une ou deux heures de stationnement en centre-ville. Dans certains cas, ce système de parkings-relais permet même un gain de temps.
- L'infrastructure du tramway fer permet, à terme, la réalisation de lignes de tram-train, ce que ne permettent ni les bus et trolleybus, ni les transports guidés sur pneu, ni les métros s'ils sont alimentés par un 3e rail (bien que, potentiellement, si un système ferroviaire est adopté, des liaisons pourraient être faites[Comment ?]).

Au-delà des avantages techniques et économiques, le tramway procure aussi des avantages en termes d'image de la ville. Une des raisons majeures du succès rencontré depuis les années 1980 est liée à l'idée qu'il propose une nouvelle image des villes qui l'ont choisi. Par son aspect visible, sa présence dans les rues, qui le différencie nettement du métro, le tramway est un vecteur puissant de renouvellement de la représentation des villes. De plus, le tramway (comme d'ailleurs le bus), permet aux voyageurs de rester en contact avec la lumière naturelle, de pouvoir bénéficier des aménagements architecturaux de la ville, de pouvoir visiter les quartiers desservis comme avec un système touristique à moindre frais et éventuellement de pouvoir utiliser leur téléphone portable. C'est la raison pour laquelle les constructeurs proposent des matériels dont l'aspect externe s'adapte aux souhaits des décideurs urbains qui cherchent aussi par ce moyen à agir sur l'image de leur ville, dans une démarche qui peut s'apparenter à du marketing urbain, mais qui peut aussi constituer un moteur pour le renouvellement urbain.

### Inconvénients
- Le tracé et les points d'arrêts sont figés et rendent son évolution difficile en fonction de la fréquentation dans l'espace et dans le temps.
- L'entretien et la maintenance sont lourds du fait d'une infrastructure importante.
- L'emprise foncière des voies est importante et sans valeur ajoutée pour les citoyens.
- Un tram ne peut pas contourner les obstacles. Un petit obstacle peut donc bloquer la circulation du tram, et un service de bus doit être mis en place pour le remplacer.
  - En cas de manifestations publiques (défilés politiques, grèves, etc.), le tramway se révèle être une cible de choix à bloquer facilement causant un important désagrément (contrairement aux bus).
- Le coût d'investissement est élevé par rapport au bus, qui peut également être conçu en site propre.
- La construction de l'infrastructure nécessite des travaux qui gênent les riverains et la circulation.
- Les travaux de mise en place de l'infrastructure nécessaire au tramway nécessitent de repenser l'aménagement des espaces publics et sa distribution. L'espace occupé par l'automobile est généralement réduit. Les commerçants du centre-ville peuvent craindre de voir leur clientèle les quitter pour les zones commerciales périphériques, dotées de vastes parkings. En réalité, ces contraintes sont généralement utilisées pour réhabiliter les centres de villes et les rendre plus attractifs et dynamiques.
- La vitesse est lente par rapport au métro et le débit est inférieur : de l'ordre de 7 000 passagers par heure au maximum contre plus de 12 000 pour le métro.
- Les rails creux sont dangereux pour les cyclistes lorsqu'ils partagent la même chaussée que le tramway. Cet inconvénient peut être pratiquement éliminé par l’insertion d’une bande élastique dans la gorge (voir Voie).
- L'impact visuel de l'infrastructure aérienne (notamment caténaire) est important, particulièrement dans les villes où tous les autres fils aériens ont été supprimés. L'alimentation par le sol, comme utilisée sur une partie du réseau de tramway à Bordeaux, peut s'affranchir de ce problème, moyennant un surcoût significatif (néanmoins marginal lorsque l'on considère l'investissement total du système) et une fiabilité plus réduite que celle des caténaires, principalement à cause des aléas climatiques[38].
- Le bruit (grincements, crissements) dans les courbes peut gêner les riverains et nécessite un entretien constant pour être contenu[39].

## Description technique

### Voie

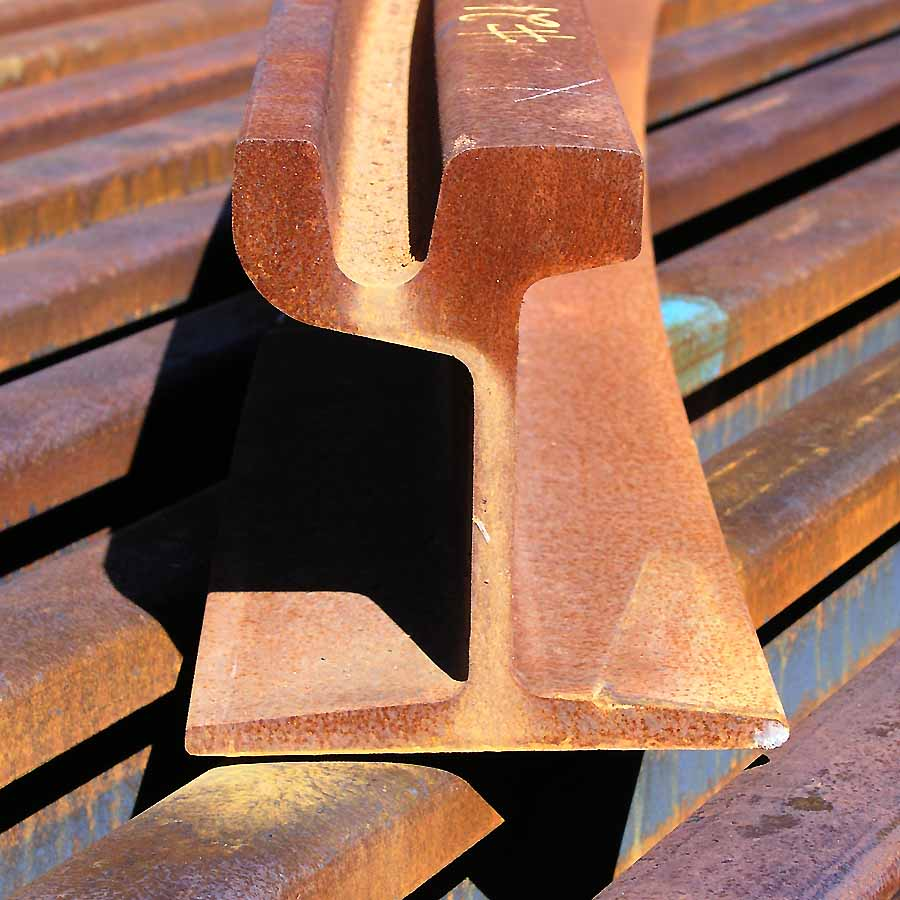
Section d'un rail à gorge

La voie est le plus souvent encastrée dans la chaussée et dans ce cas, fait appel à des rails à gorge comprenant une ornière destinée à accueillir le boudin des roues des véhicules y circulant.
Jadis, on faisait le plus souvent appel à une pose classique des rails sur traverses en bois traité et semelles, autour desquels on posait les pavés de la chaussée (ou que l'on noyait dans l’asphalte ou le béton), mais avec le temps, des méthodes plus perfectionnées ont été élaborées.
Certains réseaux, comme celui de Bâle, ont recours à des rails dont la gorge est remplie d'un polymère élastique qui permet d’éviter que les roues étroites des bicyclettes s’y prennent et causent des accidents. Le polymère est facilement écrasé par les roues des tramways beaucoup plus lourds.
Du fait de l’exiguïté de l’espace urbain où le tramway évolue le plus souvent, la voie comprend souvent des courbes très prononcées :
| Réseau              | Écartement          | Rayon minimum en service commercial | Rayon minimum en dépôt |
| ------------------- | ------------------- | ----------------------------------- | ---------------------- |
| Bruxelles           | 1 435 mm (standard) | 17,5 mètres                         | 15 mètres              |
| Toronto             | 1 495 mm            | 10,973 m (36 ft)                    | nd.                    |
| Boston              | 1 435 mm (standard) | 12,8 m (42 ft)                      | nd.                    |
| La Nouvelle-Orléans | 1 588 mm            | 15,24 m (50 ft)                     | 8,534 m (28 ft)        |
| Philadelphie        | 1 581 mm            | 10,7 m (35 ft)                      | nd.                    |
| San Francisco       | 1 435 mm (standard) | 13,1 m (43 ft)                      | nd.                    |

nd. Information non disponible.

### Aiguillages

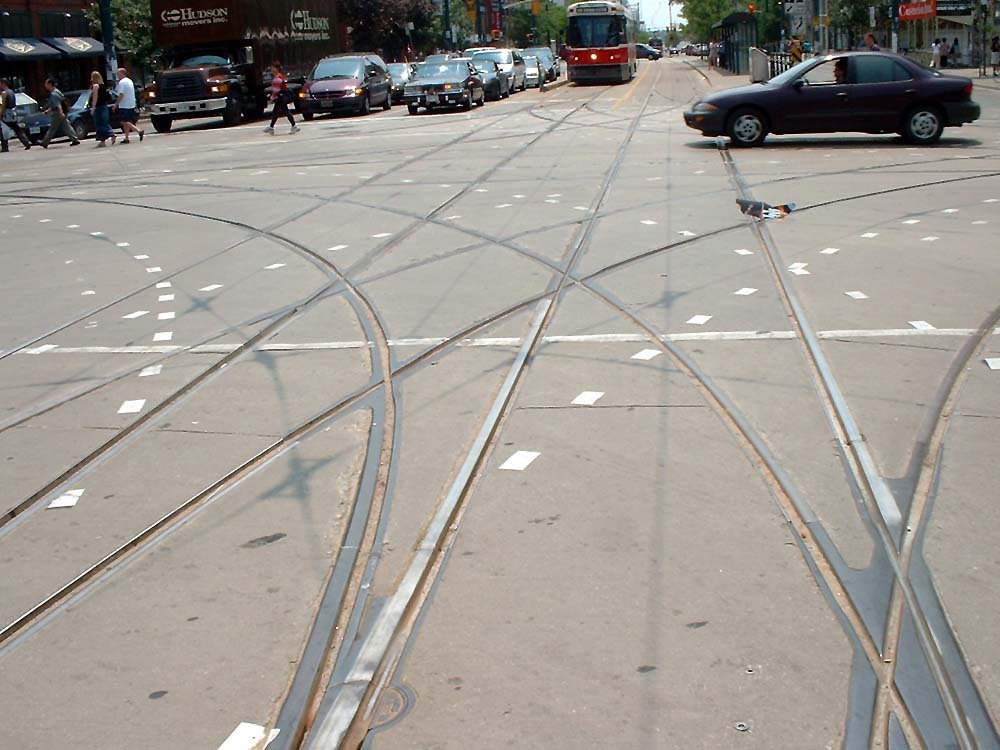
Grande-Jonction à Toronto.

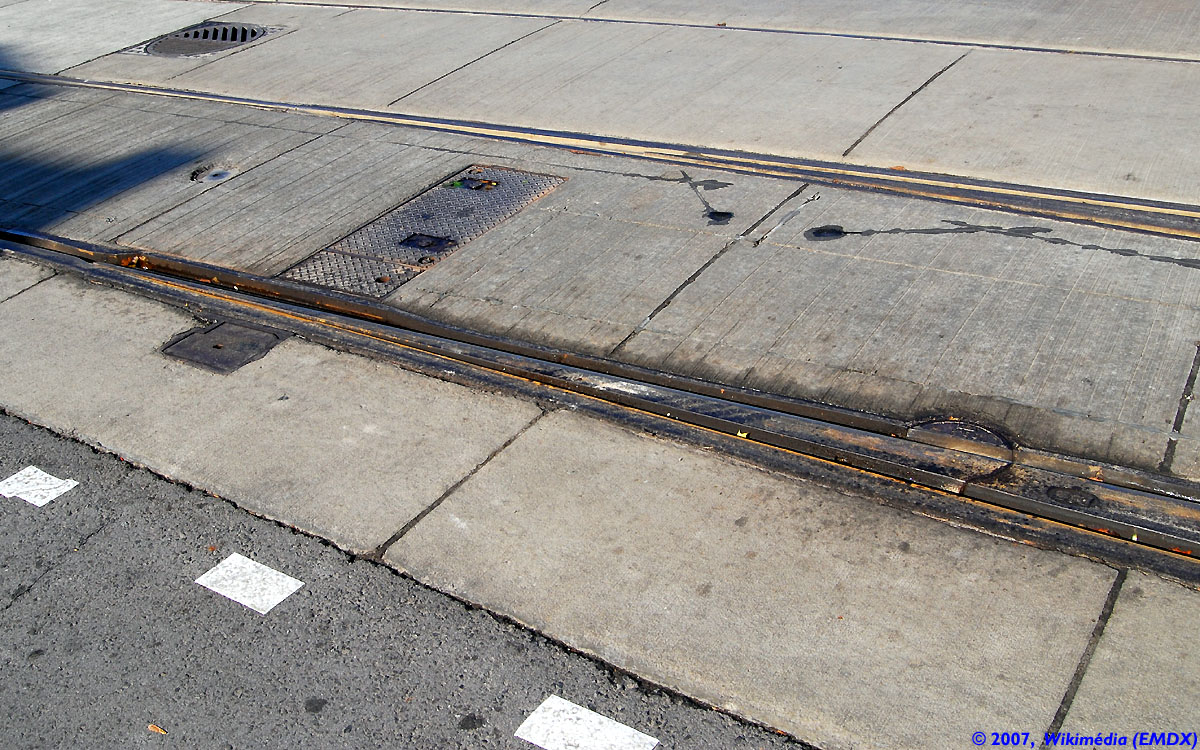
Pointe d’aiguillage.

Du fait de la faible vitesse de circulation des tramways et de leur poids minime (comparativement à du matériel ferroviaire dit lourd), les aiguillages peuvent être beaucoup moins élaborés et peuvent ne comporter qu'une lame mobile (dans les peignes des dépôts notamment). Lorsqu'ils sont établis sur des rails à gorge, ils peuvent en outre ne pas comprendre de contre-rail au droit du cœur, la gorge faisant office de contre-rail. Dans ce cas la bavette est rechargée pour garantir la cote de protection du cœur.
À l’origine actionnés manuellement au moyen d’un levier pointu, les aiguillages les plus utilisés ont rapidement été automatisés au moyen d’un solénoïde commandé par l’appel de courant sur une section isolée de la caténaire (activation de l’aiguillage ou pas, si le tramway tractionne en franchissant la section). Cependant, ils peuvent toujours être actionnés manuellement en cas de panne à l'aide d'un « sabre », appelé « pince » à Bruxelles ou clé d'aiguille à la SNCV.

Principe du soutien par le boudin

Dans le but de diminuer les nuisances sonores dues au passage des roues sur les lacunes des cœurs d’aiguillage, la surface du rail est souvent abaissée ponctuellement pour que la roue ne porte sur la voie que par son boudin.
En France c'est l'ornière du rail à gorge qui est relevée afin de surélever les roues du tramway. Ce type de cœurs dit à « ornières porteuses » est choisi généralement pour les traversées obliques à faible tangente. Pour les branchements, le transfert de poids se fait de manière classique comme pour les appareils en rail Vignole.

### Propulsion
D’abord contrôlée par des couplages série/parallèle assortis de shuntages divers, le contrôle de la traction électrique fut rapidement assuré par des semi-conducteurs de puissance, dès que leur fiabilité fut suffisante pour offrir un service à haute disponibilité.

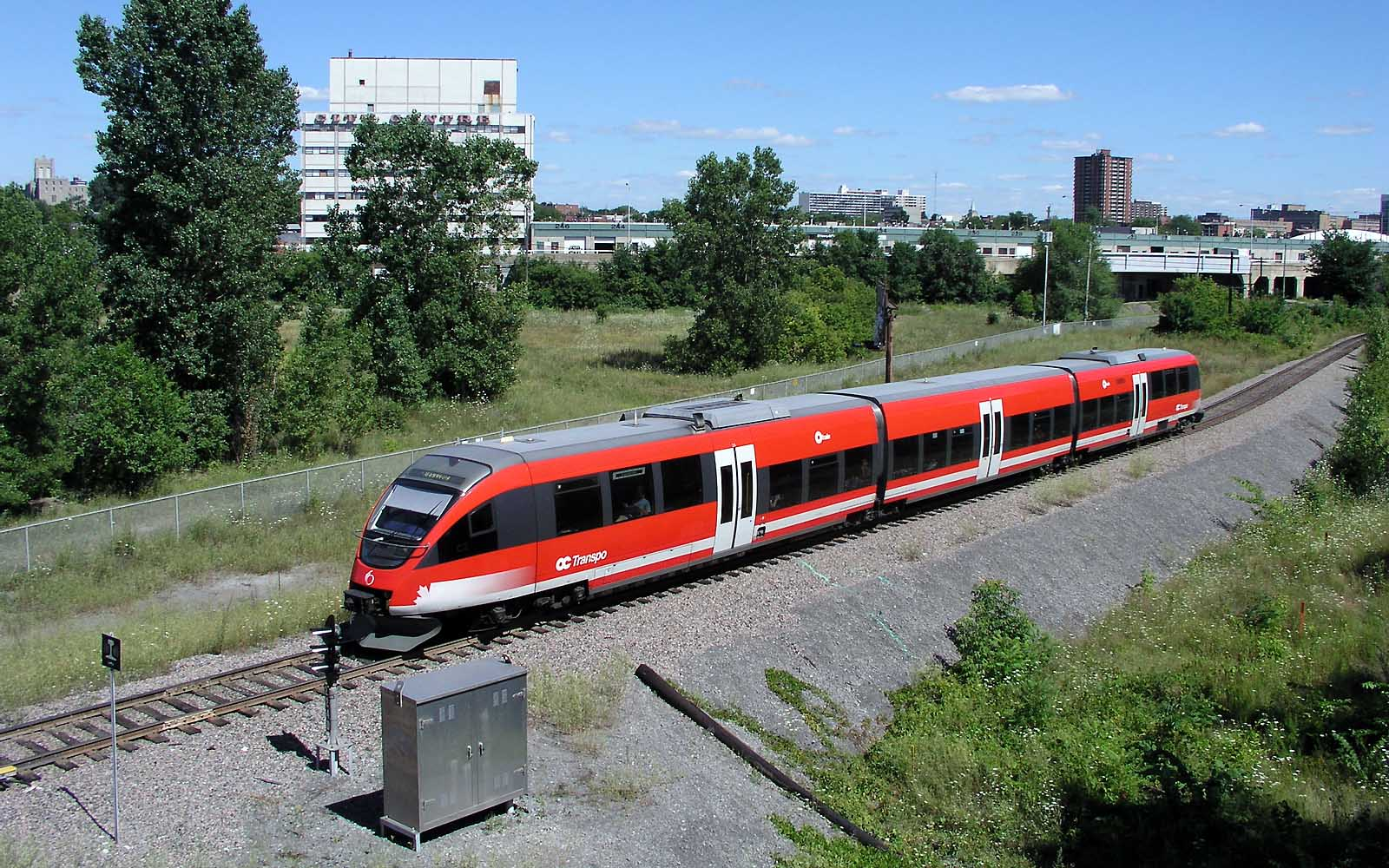
« Train Léger sur Rail » (TLR) diesel d'Ottawa

On citera quelques trains-trams à propulsion essence ou diesel. La ville d’Ottawa (Canada) exploite notamment depuis 2001 une ligne de train léger dénommée O-Train au moyen de 3 rames diesel de 72 t « Talent BR643 DMU » (Bombardier), à titre de projet-pilote sur 8 kilomètres (5 stations), avant la mise en construction de 2 lignes complètes. La terminologie ferroviaire n'étant pas une science exacte, les tramways classiques sont également appelés « trains légers » par ce réseau.
La ville de Lausanne en Suisse exploite une ligne de tramways bi-modes, munis d’un moteur auxiliaire diesel permettant une exploitation minimale en cas de rupture d’alimentation électrique, ainsi que les évolutions au dépôt qui est dépourvu de ligne de contact. Malgré le nom de tramway, il s'agit plutôt d'un métro léger, appelé ligne M1 ou initialement Tramway du Sud-Ouest lausannois dans le plan des transports lausannois.
Il existe également quelques tramways à accumulateurs. Un nouveau système prometteur est en cours d'expérimentation : le stockage d'énergie dans des super condensateurs, permettant d'améliorer considérablement le bilan énergétique, voire de franchir des portions dépourvues d'alimentation (électrique) aérienne, de façon moins onéreuse qu'avec des batteries d'accumulateurs, ou avec l'APS utilisée par la ville de Bordeaux.

### Freinage
Le freinage fut longtemps assuré par un frein à vis avec ou sans racagnac manipulé par le cocher, puis le machiniste et le wattman (ou garde-moteur). Le poids et les vitesses augmentant, il fut rapidement décidé de faire appel au frein pneumatique, alimenté par un compresseur muni d'un réservoir tampon ou au frein électrique rhéostatique et enfin aux patins magnétiques. La plupart des tramways des années 1930 à 1960 utilisent un frein direct, avec ou sans frein automatique. Le frein automatique sert en cas de rupture d'attelage en immobilisant la motrice et les remorques automatiquement. Avec l'apparition de l'électromécanique et de l'électronique, le frein à air laisse progressivement sa place aux freins électriques. Certains tramways circulant sur des lignes à profil abrupt ont été équipés de freins électriques, soit rhéostatique, soit à récupération (d'énergie), permettant de descendre de longues rampes sans échauffer dangereusement les freins. Le freinage par récupération est de plus en plus utilisé, permettant des économies d'énergie non négligeables. Le freinage à air a peu à peu disparu notamment lors du développement du matériel PCC de seconde génération all-electric (« tout-électrique »), celui-ci reste cependant encore d'usage sur certains matériels. Les matériels récents à plancher-bas utilisent également des systèmes hydrauliques pour le freinage.

### Trams PCC

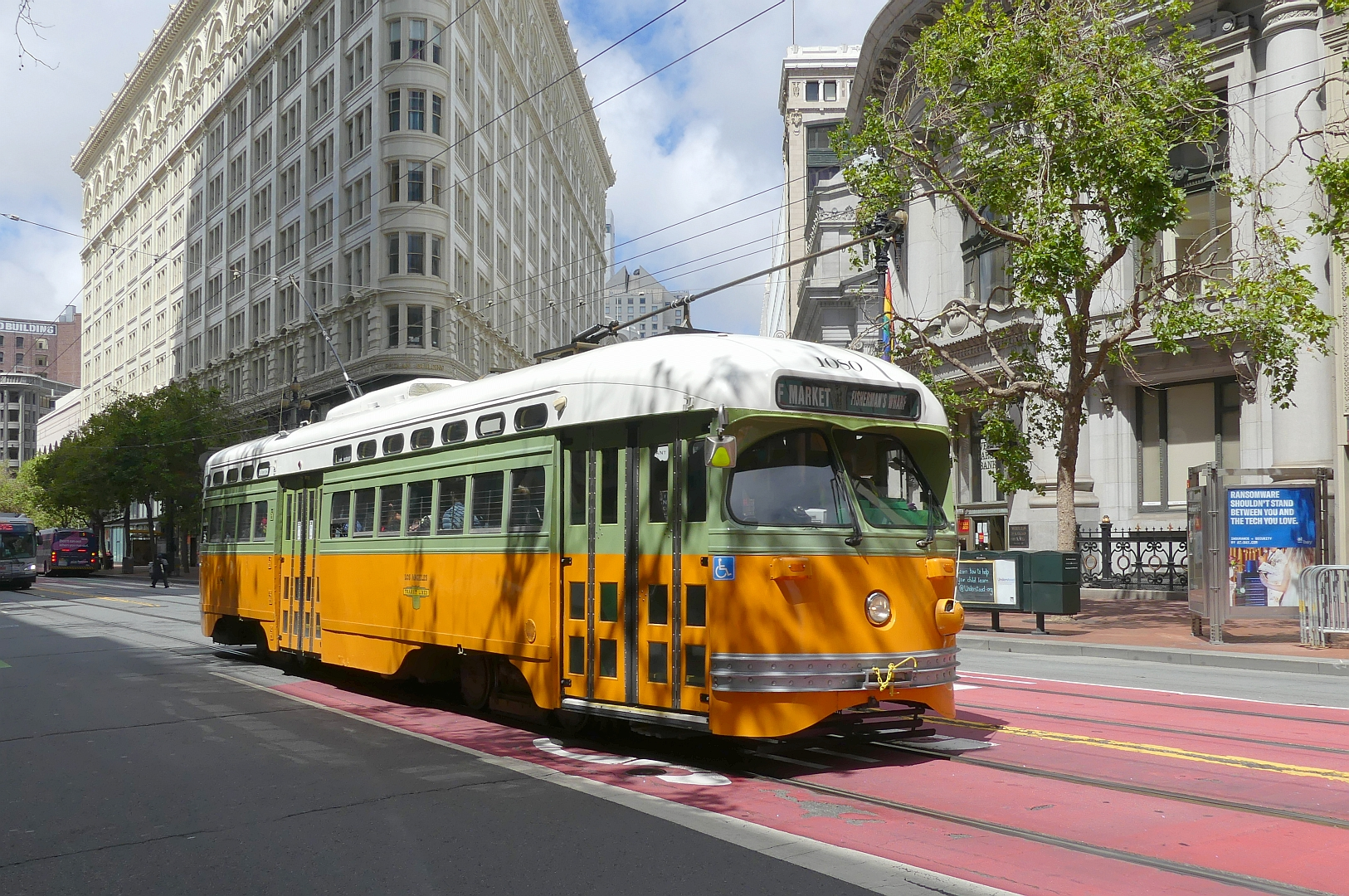
Un tramway PCC à San Francisco.

La conception des tramways vécut une révolution au cours des années 1930 quand, en 1931, une conférence réunissant plusieurs présidents de compagnies de tramways américaines, l'Electric Railway Presidents Conference Committee élabora les spécifications du tramway PCC, le but étant d’offrir aux voyageurs un moyen de transport confortable susceptible de les détourner de l’automobile.
Avec la généralisation de l'électronique de puissance, cette technologie n'est plus produite aujourd'hui, mais de nombreuses rames PCC restent utilisées dans le monde.

### Alimentation électrique
Si les réseaux de tramways utilisent actuellement l'énergie électrique produite par les grands producteurs nationaux, ce n'était pas le cas à la fin du XIXe ou au début du XXe siècle.
À cette époque, les compagnies produisaient elles-mêmes leur électricité, et revendaient l'éventuel surplus à des abonnés locaux.

Différents types d'alimentation électrique
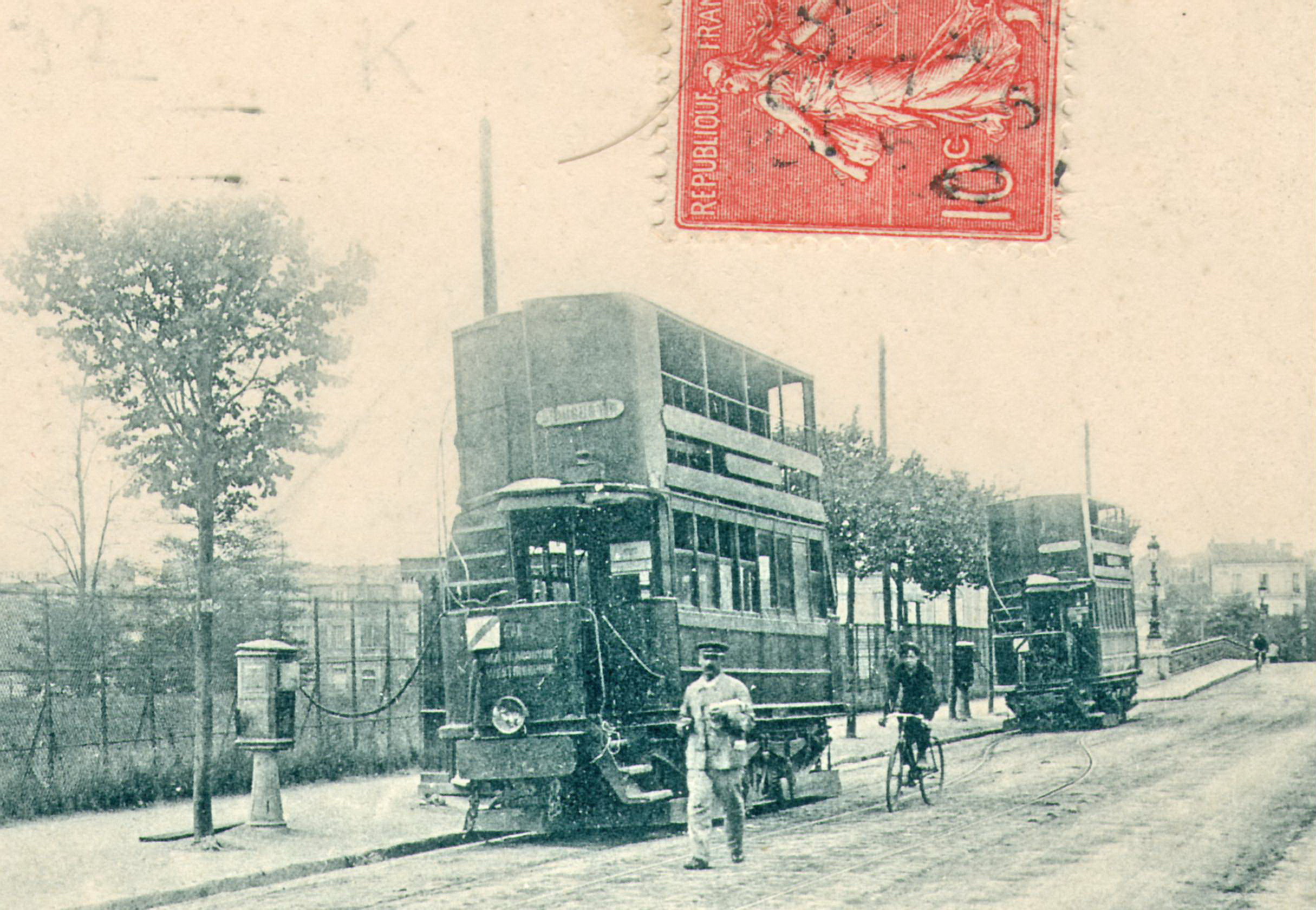
Tramway à accumulateur devant son poste de recharge à la station Pont de Puteaux.
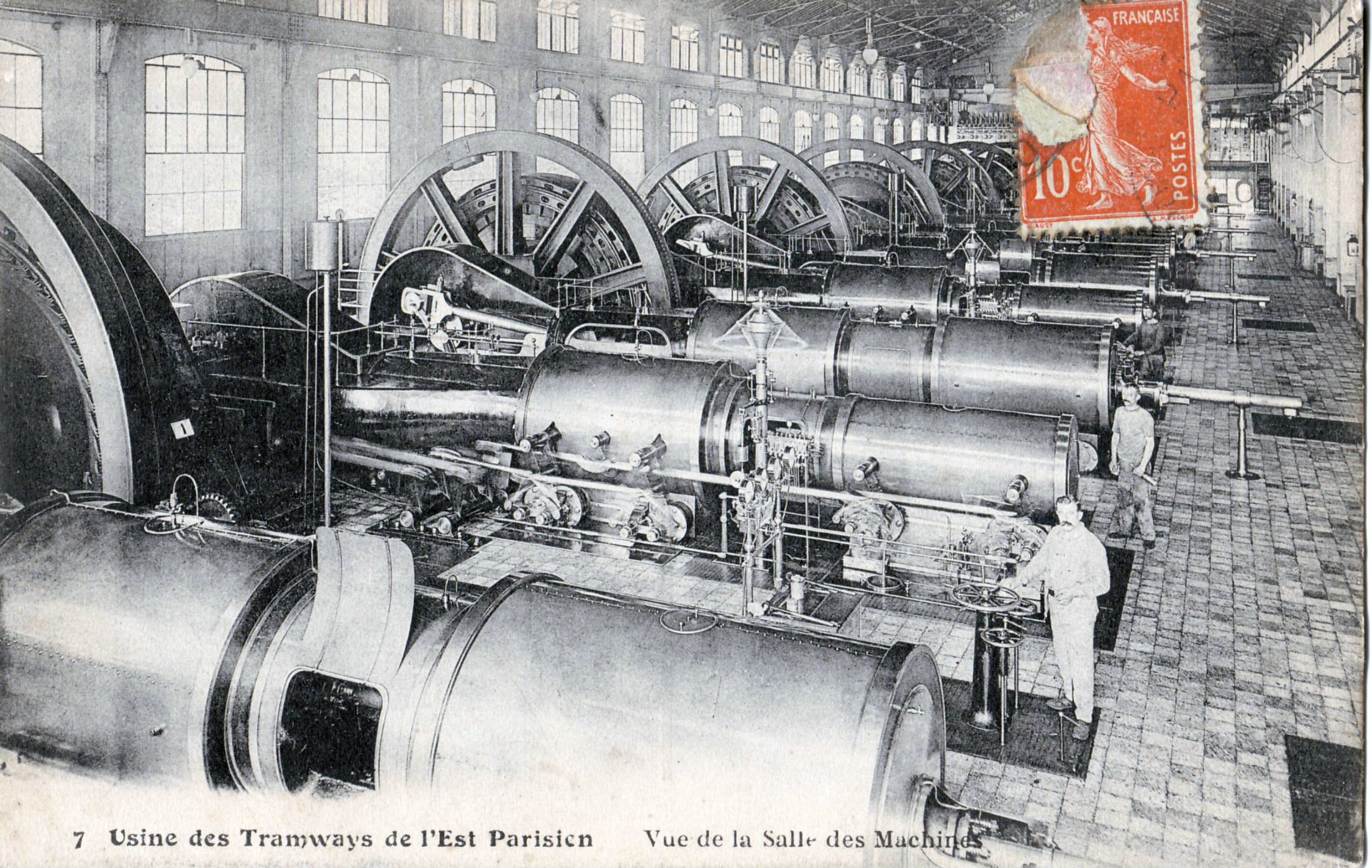
Dynamos de l'usine des tramways de l'Est Parisien
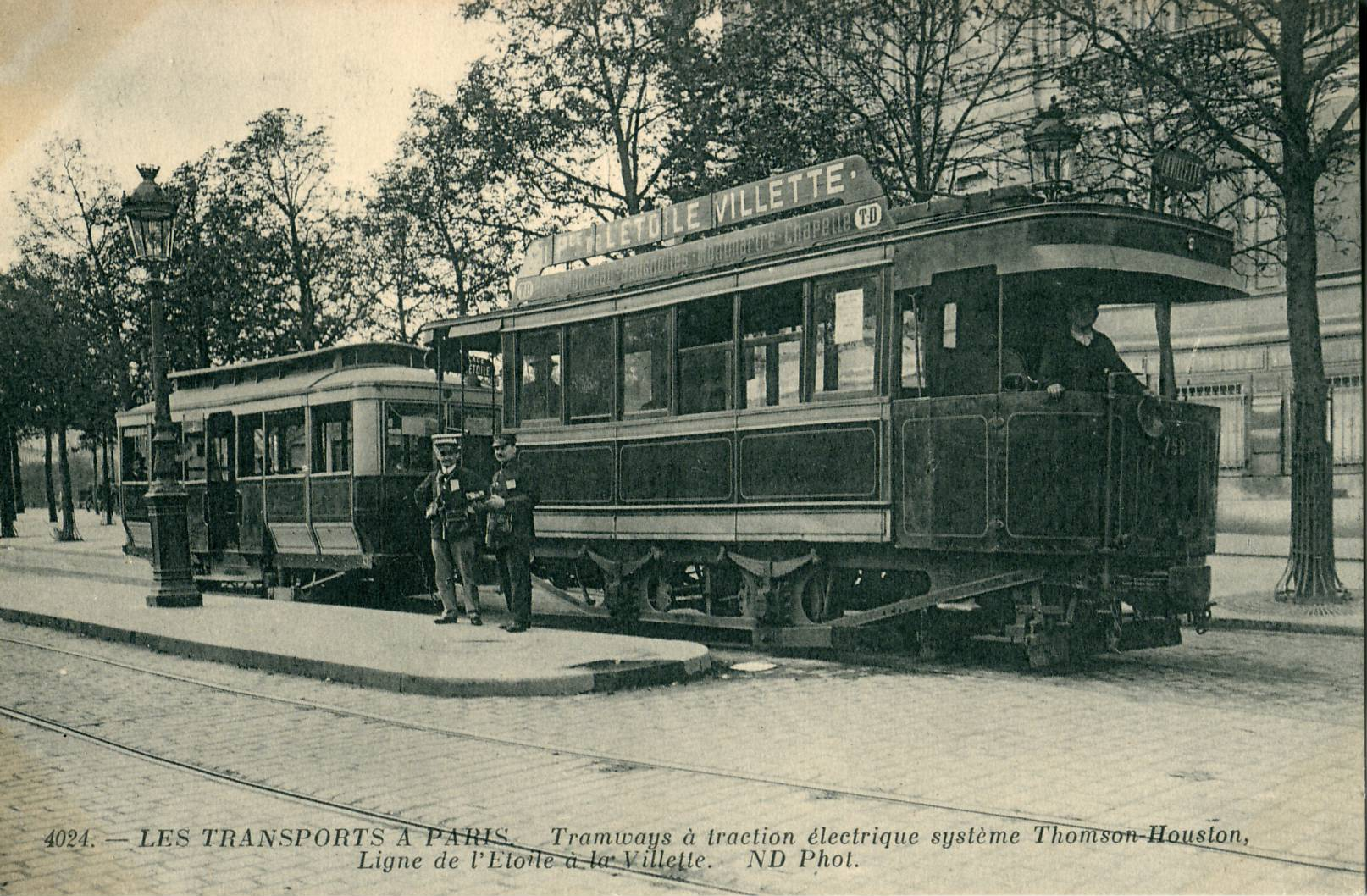
tramway parisien à alimentation par batteries, ligne TD Étoile - Villette

#### Alimentation par batterie
Certains des premiers tramways électriques étaient alimentés par des batteries placées sous la caisse ou dans les banquettes des voyageurs. Cela permettait d'éviter de créer de coûteuses et inesthétiques lignes aériennes, mais impliquait de fréquentes recharges, limitant l'autonomie du véhicule. De plus, les batteries dégageaient des vapeurs acides peu appréciées par les voyageurs...

#### Alimentation aérienne

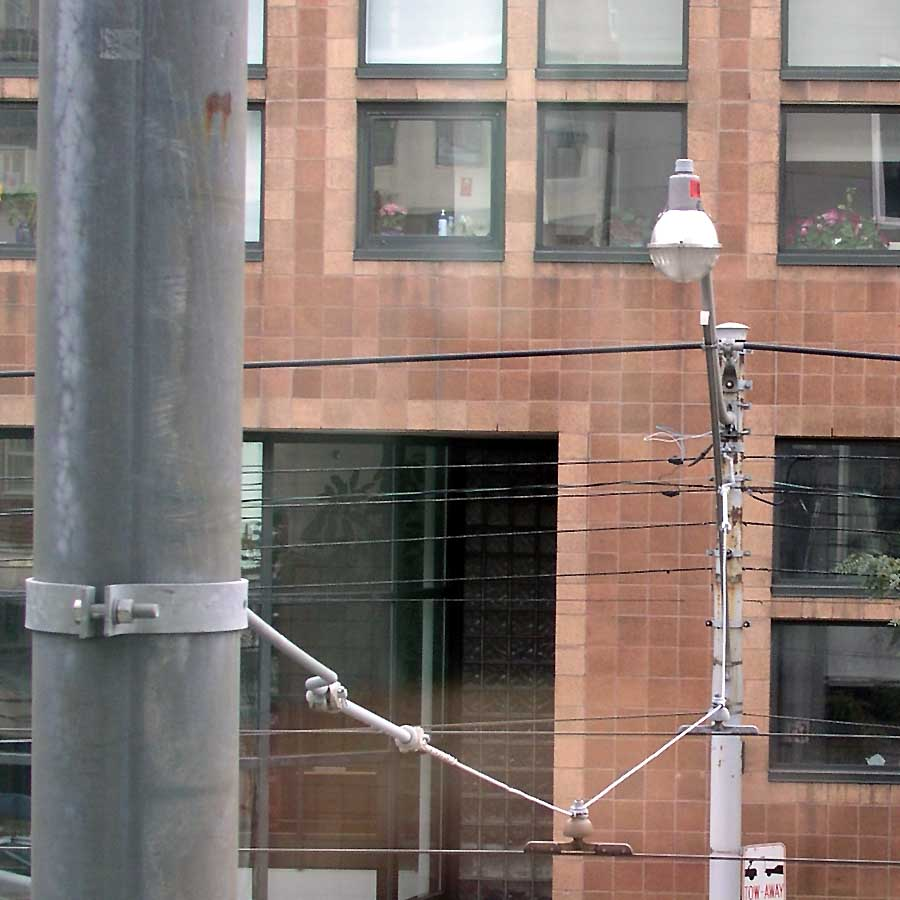
La suspension du fil d’alimentation est toute simple (Tramway de Toronto)

Captage par perche et frotteur (Tramway de Toronto)

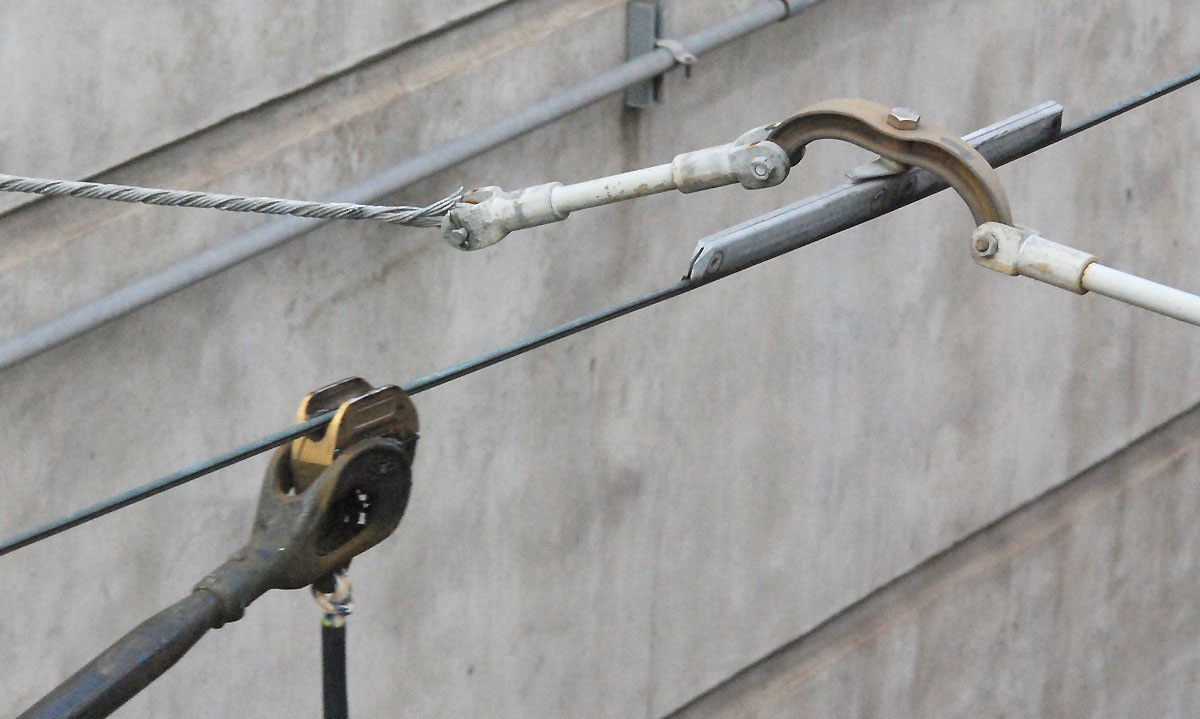
Détail du frotteur et d’une pince de suspension du fil trolley (Tramway de Toronto)

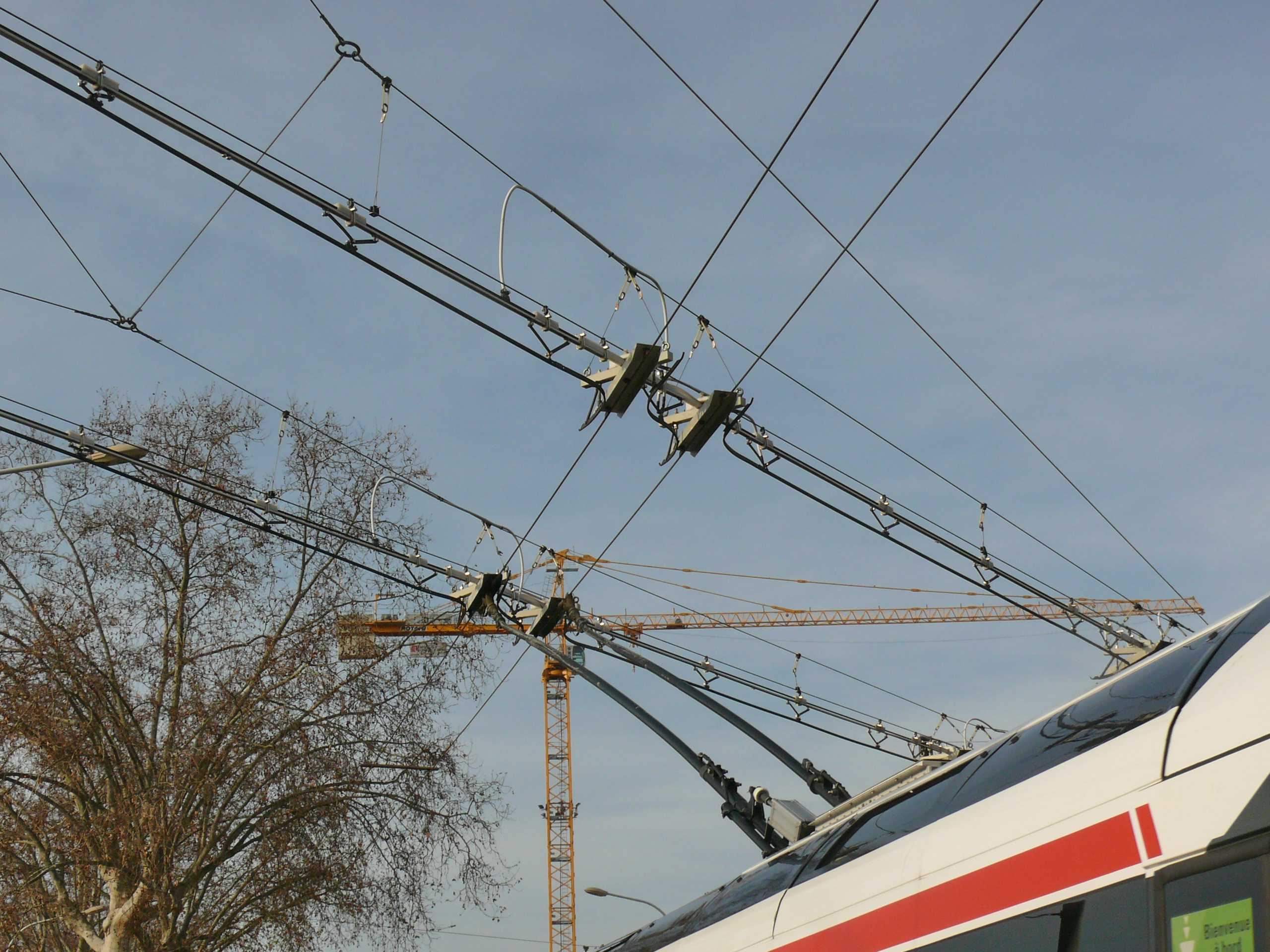
Au croisement des lignes de trolleybus, des appareils spéciaux sont installés pour permettre le croisement des lignes aériennes de contact des deux systèmes.
De gauche à droite, l'alimentation électrique des deux voies d'un tramway, et au centre la ligne électrique et les perches d'un trolleybus

Le premier tramway électrique était alimenté par un chariot courant sur deux fils aériens, et relié au tramway par un câble flexible. Cette méthode fut nommée troller (du mot anglais trawl, signifiant chalut), ce qui donna le mot trolley. Cette méthode n'était pas entièrement satisfaisante, le chariot ayant trop souvent tendance à dérailler.
Puis fut développée la perche terminée par une roulette à gorge dans laquelle venait s’encastrer le fil d’alimentation. Certains réseaux ont éventuellement substitué un frotteur à la roulette.
L’adoption de la perche a forcé les réseaux à recourir au retour du courant de traction par les rails, ce qui introduisit plusieurs inconvénients. Les courants vagabonds entraînent la corrosion galvanique des rails et souvent de structures métalliques à proximité (tuyaux, structures de viaduc, etc.), ainsi que des interférences avec une éventuelle signalisation par circuits de voie. Le danger d’électrocution pour les occupants du tramway lors d’un déraillement, ce dernier voyant ses parties métalliques normalement mises à la masse portées au potentiel de la ligne d’alimentation, ce qui exposait les occupants à l’électrocution s'ils devaient poser simultanément un pied sur la chaussée (à la terre) et l'autre sur une partie métallique du tramway sous tension (normalement à la terre).
La perche nécessite l’utilisation d’aiguillages aux bifurcations.
D’autres réseaux européens ont adopté l’archet, qui permet de se passer d’aiguillages sur les fils aériens.
La perche a progressivement été remplacée par le pantographe. Il est difficile de faire cohabiter des tramways avec pantographes et avec perche, le réseau californien de MUNI (San-Francisco) en ayant fait la douloureuse découverte lors de la mise en service de nouveau matériel au début des années 1980. Toutefois, les villes de Bruxelles (ligne de Tervuren, lorsqu'elle fonctionne comme ligne musée, en plus de son exploitation normale) et Lisbonne ont réussi la mixité perche / pantographe, sans soucis notables.
Dans le cas où cohabitent tramways et trolleybus, il est nécessaire de soigneusement isoler les fils du trolleybus, le retour du courant se faisant par cette voie.

#### Alimentation en surface

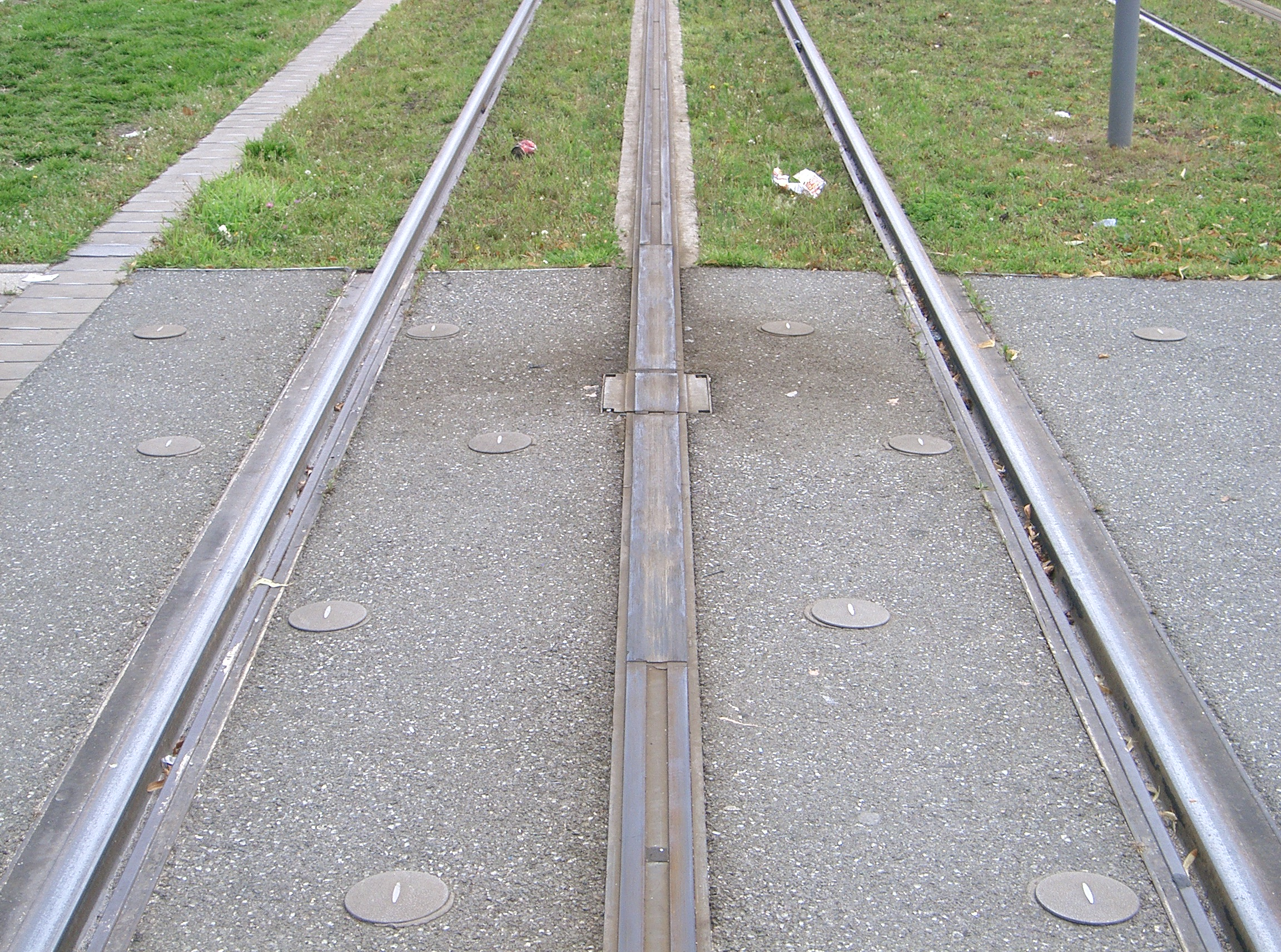
Rail d'alimentation par le sol du réseau de Bordeaux

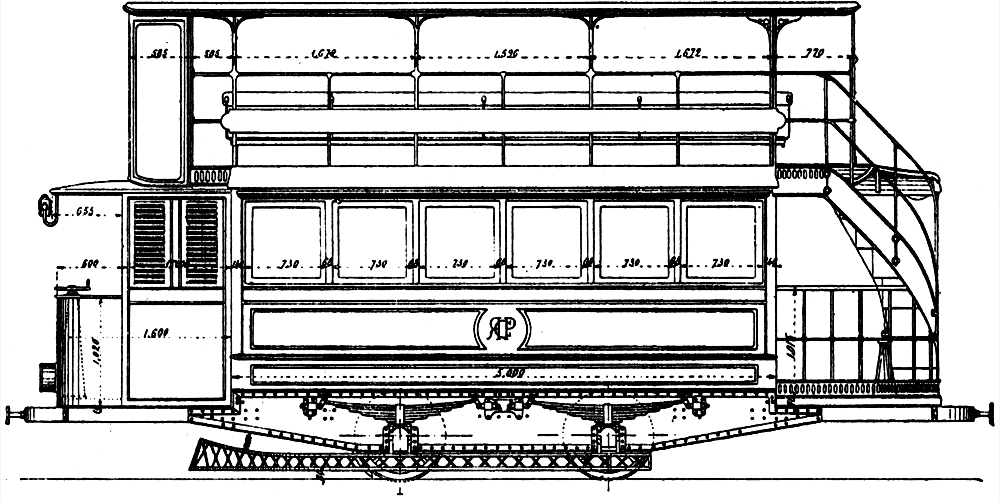
Patin de captage d’alimentation sous la caisse d’une motrice (Tr. Romainville, 1896)

L'alimentation aérienne posant un problème esthétique et pour le passage des convois exceptionnels, il fut à divers moments proposé divers systèmes censés permettre de se passer du fil aérien.
Il existe divers systèmes de tramways à plots (Diatto, Dolter et Claret-Vuilleumier), où des contacts au ras de la chaussée permettaient à un rail de contact monté sous la caisse d’alimenter le tramway, le circuit électrique n’étant fermé, en principe, qu’au moment du passage du tramway sur le plot. Cela était effectué soit au moyen de relais, de contacteurs mobiles, ou d’un champ magnétique émis par le tramway (qui avait aussi l’avantage de nettoyer la chaussée de tout débris métallique, mais l’inconvénient de provoquer des courts-circuits)… Ces systèmes expérimentés à Paris furent gravement endommagés lors de la crue de la Seine de 1910, et le remplacement de l'alimentation électrique fut effectué par la pose d'une ligne aérienne, autorisée provisoirement… qui dura jusqu'à la suppression du réseau parisien dans les années 1930 !
Cette méthode fut oubliée pendant près d’un siècle à la suite de l’invention du caniveau souterrain. L'alimentation par le sol utilisée à Bordeaux au début du XXIe siècle s'inspire d'un de ces systèmes (relais alimentant le rail de contact par section, en fonction de l'avancement du tramway situé immédiatement au-dessus).

#### Alimentation souterraine

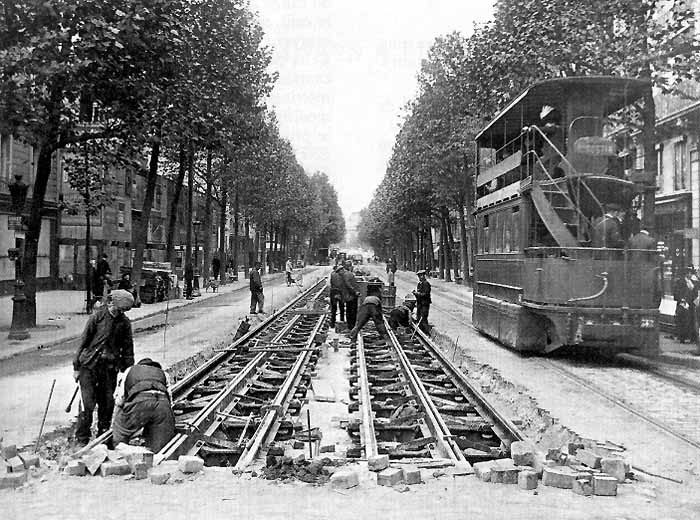
Complexité de la voie à caniveau

Les villes de Lyon, Paris, Lille, Bordeaux, Nice, Bruxelles, Londres, Budapest, New York et de Washington ont été équipées de tramways à caniveau.
Ce système permettait d'amener l’alimentation sous le niveau de la chaussée, dans un caniveau situé soit au centre de la voie, soit à côté de l'un des deux rails. Le courant était capté par une « charrue » suspendue sous le tramway. Dans le cas du caniveau latéral, cette charrue pouvait se déplacer d’un côté à l’autre du tramway.
Comme elle captait le courant par deux conducteurs situés à l'intérieur du caniveau, cela présentait l'avantage de supprimer les courants vagabonds. Mais la complexité de sa construction ne justifiait son utilisation qu’aux endroits où c’était absolument indispensable, principalement par souci de préserver les centres historiques des villes de la concentration de poteaux et de lignes aériennes peu esthétiques, trouvait-on.
Le caniveau devant couper le rail aux croisements et aux aiguillages, cela engendrait une usure supplémentaire à ces endroits, et un bruit accru.
À Bruxelles, il existait en plusieurs endroits des croisements de deux lignes à caniveaux de technologies différentes car exploitées par des concessionnaires différents. Des défauts dans le système d'un exploitant comme la magnétisation des charrues du fait des métaux employés et du frottement contre les rails de contact avaient pour conséquence que ce type de charrue ramassait des débris métalliques, qui tombaient dans le caniveau du concurrent aux croisements. Cela a donné lieu à des « guerres de caniveau » qui obligèrent les exploitants à affecter un agent à chaque croisement pour y placer des planches sur leurs caniveaux lors du passage des trams du concurrent. La suppression de la traction électrique par caniveaux souterrains à Bruxelles date du 5 décembre 1942.
Par ailleurs, l’utilisation du caniveau était très contraignante. En effet, la charrue ne pouvait être déployée ou retirée qu'au droit des trappes. Ainsi, lors d'un défaut du caniveau à un endroit de la ligne, il fallait déployer un fil aérien sur l'ensemble de la section en caniveau si on ne voulait pas interrompre le service durant la réparation.
La rigidité d'exploitation de ce système, les contraintes qu'elle engendrait et la lourdeur de sa maintenance entraînèrent sa suppression dans les quelques villes qui s'en étaient dotées.

### Signalisation et priorité aux feux

Signalisation tramway en France

Si les premiers réseaux de tramways n'avaient pas nécessairement de signalisation, et fonctionnaient en respectant les horaires officiels de circulation ou en utilisant le système des bâtons-pilotes sur les sections à voie unique (également utilisés par les chemins de fer), le tramway dispose de nos jours généralement d'une signalisation propre en plus de la signalisation routière qui assure plusieurs rôles : gérer les traversées de carrefour, éviter des accidents ferroviaires ou faciliter leur régulation pour un confort du passager optimal.

## Tramways dans le monde

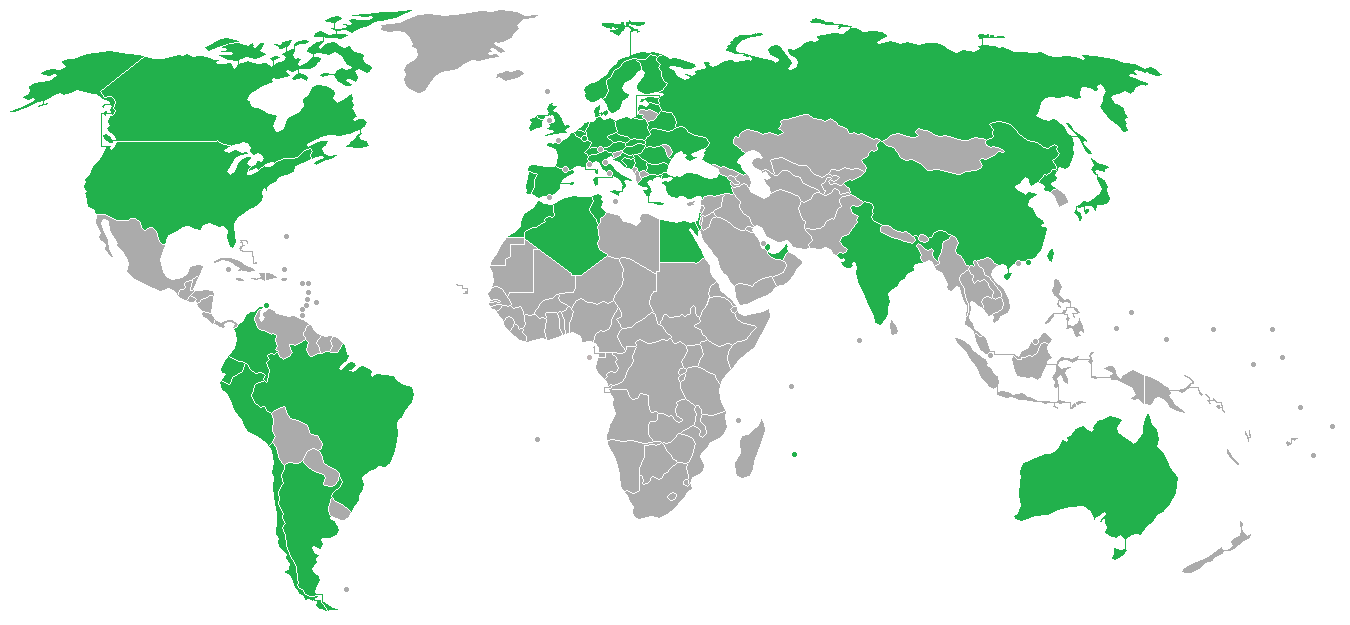
Réseaux de tramway dans le monde:
Pays avec réseaux de tramway
Pays sans réseaux de tramway

### En Afrique

#### En Algérie
L’Algérie est le pays africain avec le plus de lignes de tramway. Parmi elles, on peut compter ;
- Tramway d'Alger

- Tramway de Constantine

- Tramway d'Oran

- Tramway de Sidi Bel Abbès

- Tramway de Sétif

- Tramway de Ouargla

- Tramway de Mostaganem

#### Au Maroc
- Tramway de Rabat-Salé
- Tramway de Casablanca

### En Europe

#### En Belgique

##### À Bruxelles

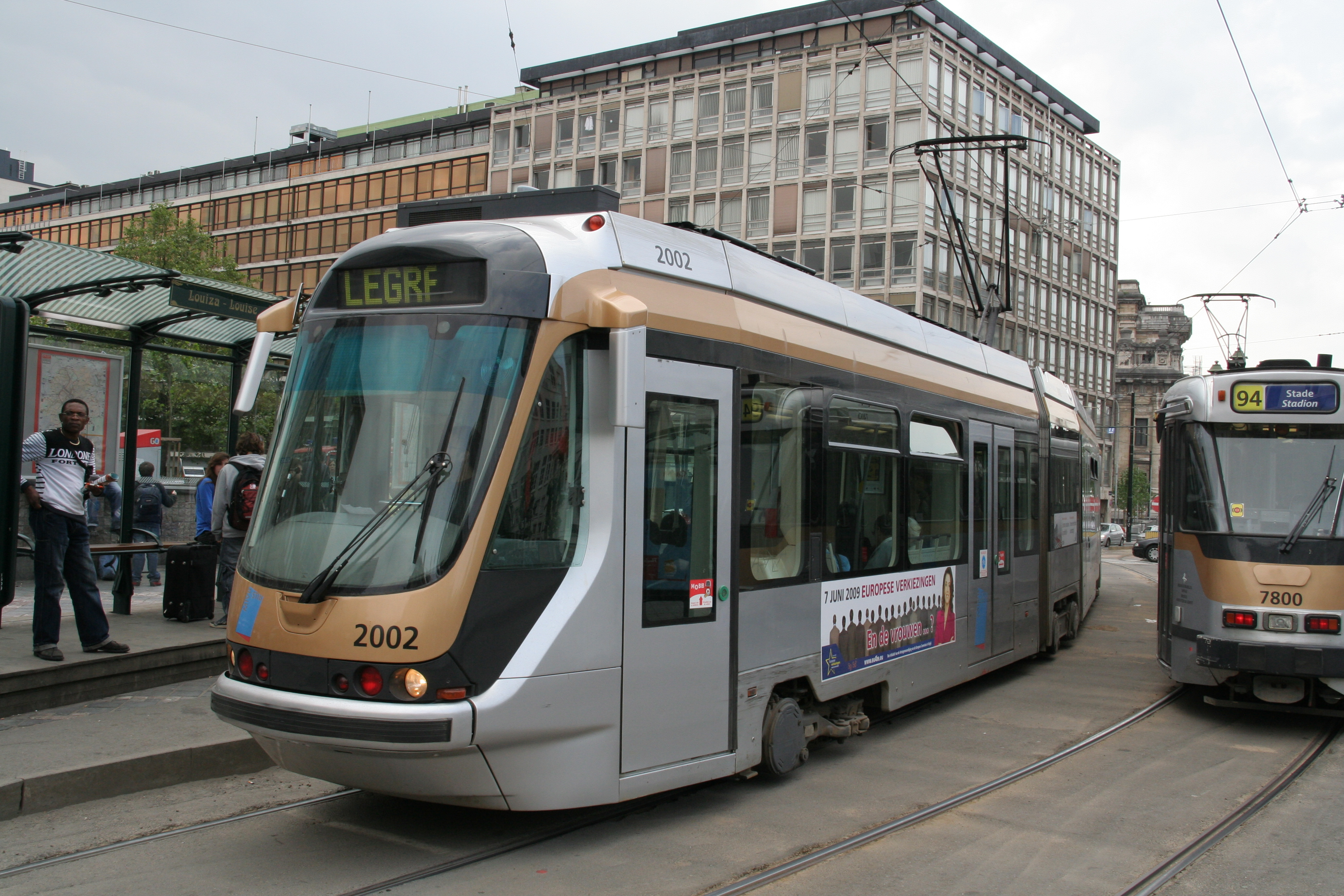
Au premier plan, un T2000 sur la ligne 94 de la STIB
À droite, un tram PCC 7700/7800 en sens inverse sur la même ligne.

À Bruxelles, la STIB a procédé de 2011 à 2021 à la réorganisation et au prolongement de ses lignes de tram.
Quatre grands chantiers ont eu lieu :
- La mise en service, début 2011, d'un nouveau tronçon Boulevard du Souverain et Boulevard de la Woluwe, prolongeant le tram 94 jusqu'au parc des Sources. Le 29 septembre 2018, après de nouveaux travaux, la ligne a été prolongée jusqu'à Roodebeek, et a vu à cette occasion son numéro de ligne devenir le 8. À long terme, certains plans officieux prévoient de continuer les travaux jusqu'à l'Aéroport de Bruxelles-National (Zaventem) via un itinéraire encore indéterminé.
- L'aménagement d'un site propre boulevard Léopold III et boulevard Lambermont jusqu'à l'avenue de Bâle (ligne 62) ; il a été mis en service fin 2011. Il est également question de prolonger cette nouvelle desserte jusqu'à l'aéroport de Zaventem via la berme centrale de l'autoroute de Bruxelles à Zaventem.
- La création d'une nouvelle ligne desservant Koekelberg et Laeken, partiellement en site propre : la ligne 9. Le 1er septembre 2018 est inaugurée la section de Simonis (station souterraine) à Arbre Ballon. En 2021, les travaux sont en cours pour prolonger cette ligne vers le plateau du Heysel et l'arrêt de métro Roi Baudouin[48].
- La transformation en métro de l'axe nord-sud du prémétro (future ligne 3 du métro de Bruxelles) qui nécessitera le réaménagement complet des stations Gare du Nord[49], Lemonnier[50] et Albert[51] pour en faire des pôles d'échange entre tram et métro. En conséquence, le parcours des lignes 51 et 55 doit être remanié (la suppression d'une partie de la ligne 55 est ainsi prévue[52]). La pose du troisième rail et la transformation de la station Albert a déjà commencé en 2020[53], par conséquent, les trams 51 sont déviés par Vanderkindere et Héros jusqu'en 2022 via une nouvelle liaison créée à Globe.

## Sources et bibliographie

### Dictionnaires et encyclopédies
1. ↑  « tramway », sur larousse.fr
2. ↑  « Tramway, tram », sur cnrtl.fr

### Ouvrages et articles
- Daniel Kinnear Clarck et M.O. Chemin, Tramways : construction et exploitation, Dunod, 1880, 462 p. (lire en ligne)
- Eugène Guillaume, Les tramways : Législation et jurisprudence les concernant, Paris, Éditions Berger-Levrault, 1884, 55 p. (lire en ligne)
- Henri Tavernier (ouvrage du domaine public), Les tramways aux États-Unis, Paris, Vve C. Dunod et P. Vicq, 1896, 1 vol. (335 p.) + 1 atlas : tableaux ; in-8 + in-fol. (présentation en ligne, lire en ligne)
- Albert van Dievoet, « Monographies industrielles : Les tramways de Kiew », dans L'Expansion belge, revue mensuelle illustrée, n° VII, Bruxelles, août 1908, p. 295 à 298.
- Jean-Marie Guétat, William Lachenal et Georges Muller, Du Tram au TAG, éditions La Vie du Rail, 206 p., 1987  (ISBN 9782902808274).

### Revues
- Connaissance du Rail, numéros hors séries sur les tramways de France, de 2006 et 2008.
- Connaissance du Rail, Les tramways français en 2009, n° spécial double 344-345, décembre 2009.
- Tram, revue suisse bimensuelle spécialisée sur les transports publics suisses.
- Strassenbahn Magazine, revue allemande mensuelle spécialisée sur les tramways[54].
- Blickpunkt Strassenbahn, revue allemande, trimestrial, spécialisée sur les tramways[55].